# 中華民國陸軍
中華民國陸軍，為中華民國國軍陸上武裝部隊，隸屬國防部陸軍司令部，現有3個軍團、4個防衛指揮部、1個航空特戰指揮部、4個地區指揮部、4個装甲兵旅、3個機械化步兵旅、3個砲兵指揮部、2個航空旅、1個飛行訓練指揮部、1個特種作戰指揮部、11個新訓步兵旅、18個縣市後備旅、6個後備召集訓練中心和5個守備大隊，總兵力约為13.2萬，兵力為三軍之最。
2011年出版《中華民國一百年國防報告書》指出中華民國陸軍任務是：「平時戍守本島、外島各地，以建置基本戰力與整備應變作戰能力為主，執行應急戰備任務，協力維護重要目標安全，並依令支援反恐行動及主動協助地區災害防救；戰時各作戰區（防衛部）及所屬部隊，受國軍聯合作戰指揮中心指揮，聯合海軍、空軍地面兵力，遂行聯合作戰，擊滅進犯敵軍，確保國土安全。」

## 歷史

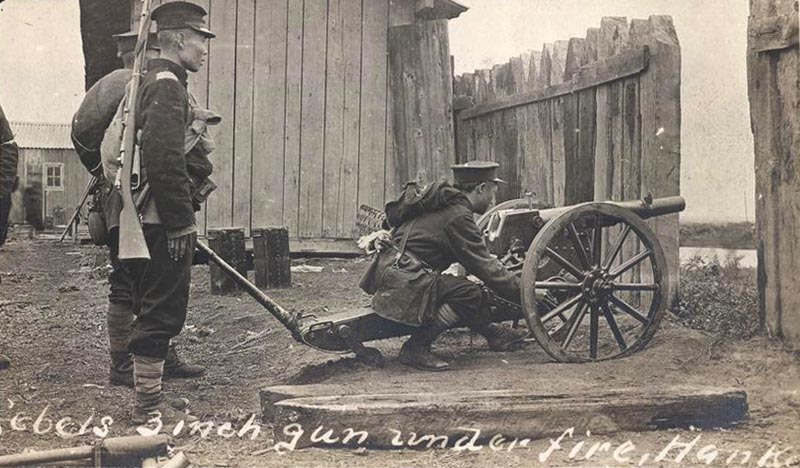
1911年武昌起義中在陽夏保衛戰期間，革命軍的砲兵瞄準清軍陣地。

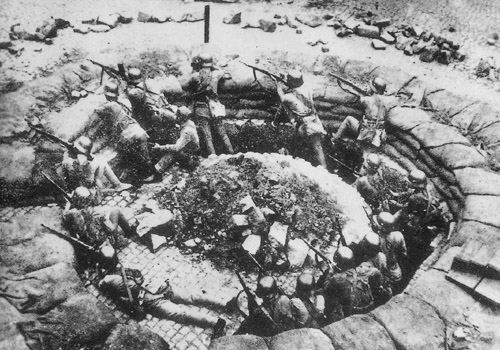
1937年淞滬會戰，國民革命軍的一個ZB26式輕機槍陣地

麥瑞爾突擊隊由中緬印戰區司令史迪威將軍統帥，與孫立人將軍率領的中國遠征軍新三十八師，新二十二師等單位共同作戰在反攻密支那的戰役中全殲日軍守軍，取得了密支那大捷。該突擊隊在徽章中納入了青天白日旗的圖案。

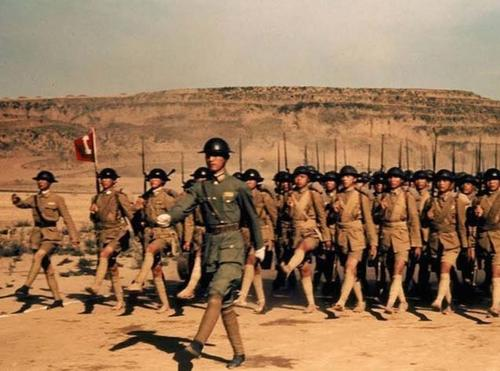
1943年一個排採用英式頭盔的國民革命軍在緬甸行軍。

### 辛亥革命及臨時政府時期
革命爆發後，各地革命黨人及新軍紛紛獨立響應，脫離清政府。1912年，臨時政府成立後，得到各地區革命政府承認，新軍歸附為臨時政府旗下的革命部隊。

### 北洋政府時期
中華民國北洋政府成立後，全國各地革命軍皆歸附為北洋政府軍。
袁世凱逝世後，再無人能夠統領全國北洋軍，隨後各地北洋軍分裂成各軍閥割據一方。

### 國民政府時期
孫中山於廣州成立政府，並建立屬於中國國民黨的革命部隊，史稱黃埔建軍。國民革命北伐後，舊北洋軍閥紛紛被消滅或改編為國民革命軍，獲得統一。
中華民國大陸時期曾先後出現過158个軍隊番号。
- 1925至1926年，國民革命東征。
- 1926至1928年，國民革命北伐。
- 1927至1936年，第一次國共內戰。
- 1930年，中原大戰。
- 1937至1945年，抗日戰爭暨二戰。
- 1945至1950年，第二次國共內戰。

### 中華民國政府時期

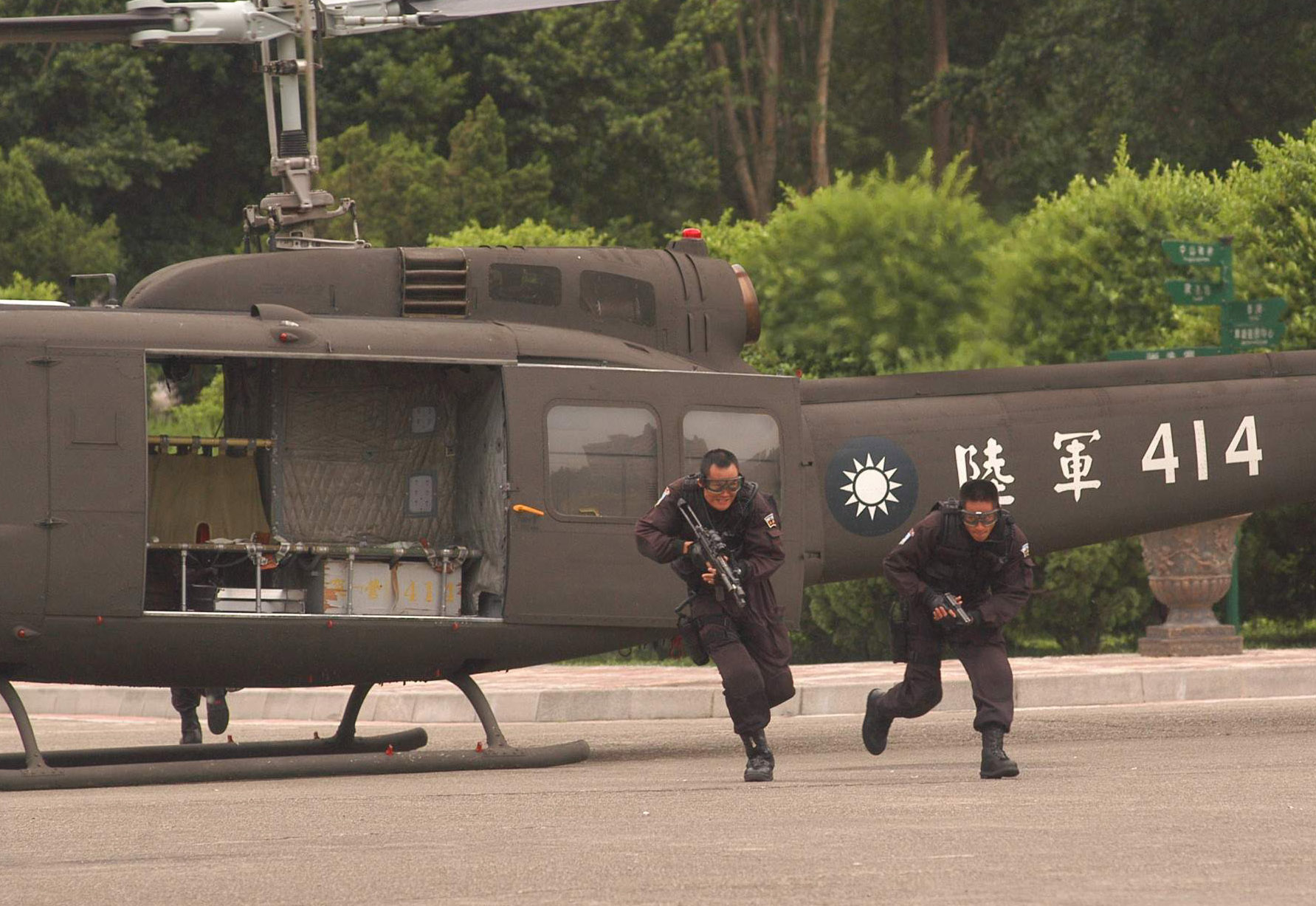
陸軍航空第六0二旅載運憲兵特勤隊執行反恐演訓

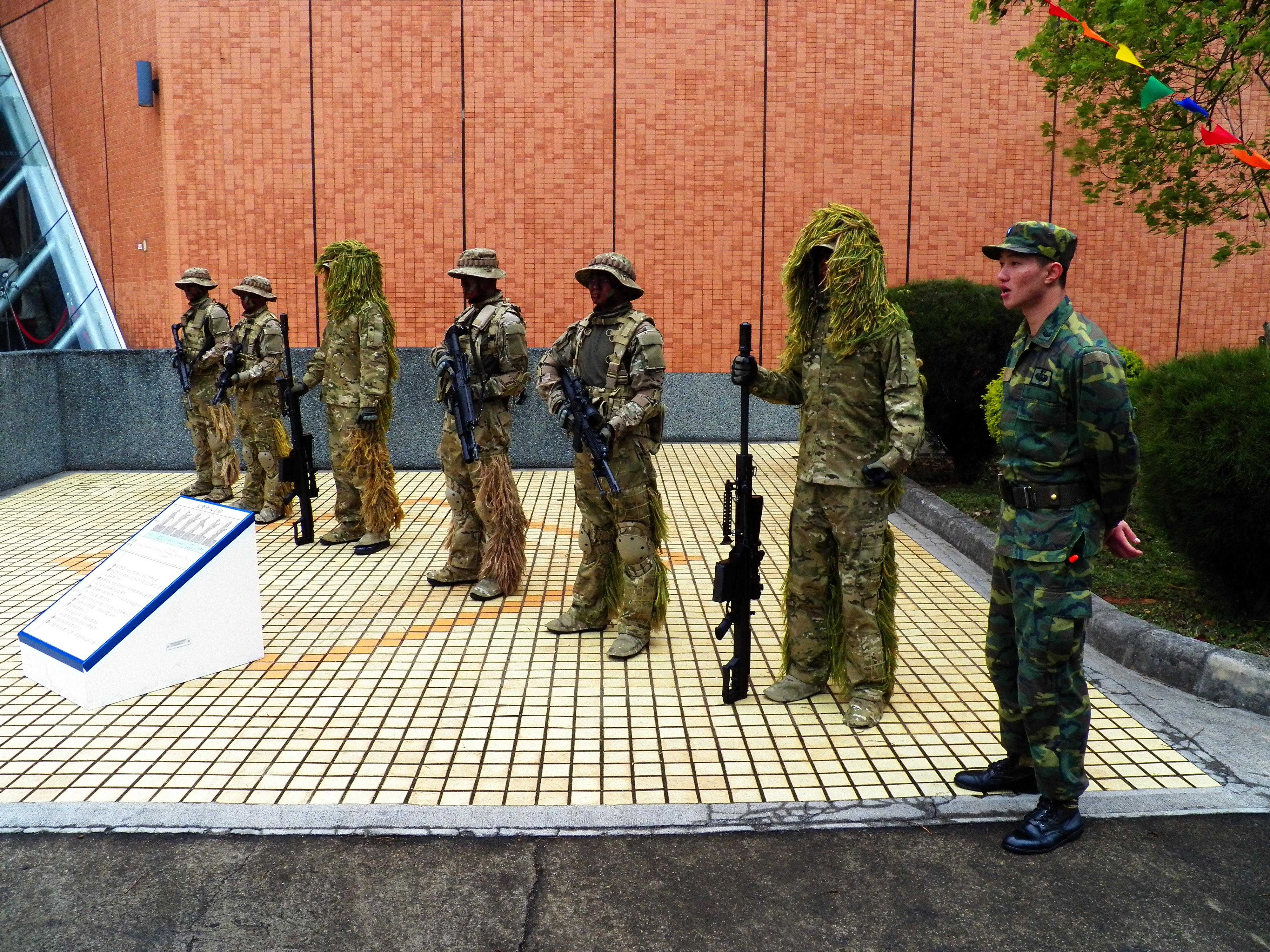
2013年陸軍裝甲兵學校營區開放活動，校史館前一字排開的陸軍特戰狙擊小組

#### 第二次国共内战时期
- 1946年6月1日，國民政府軍事委員會軍訓部與同盟國中國戰區中國陸軍總司令部合併整編為「陸軍總司令部」。[4] [5]
- 1949年，退守臺灣的陸軍部隊，總計20個軍、57個步兵師、1個裝甲旅。
- 1951年，4個防守區、12個軍（第5軍駐金門山外、第6軍駐臺北圓山、第18軍駐宜蘭羅東、第19軍駐金門舊金城、第50軍駐苗栗大同國小、第52軍駐桃園楊梅中學、第54軍駐高雄旗山、第67軍駐臺北板橋、第75軍駐嘉義山仔頂、第80軍駐高雄鳳山，後移防臺南光復營區、第87軍駐彰化南郭國小、第96軍駐澎湖馬公）整編為南北兩個軍團、8個軍（第1軍（原第50軍）駐新竹苗栗、第2軍（原第67軍）駐臺中、第3軍（原第87軍）駐臺北、第4軍（原第5軍與第19軍合併）駐桃園、第7軍（原第18軍）駐屏東、第8軍（原第52軍）駐金門、第9軍（原第75軍）駐嘉義、第10軍（原第80軍）駐臺南）、38個步兵師，各軍轄有3個步兵師。
- 1952年，調整建制，整編為12個軍、28個步兵師，各軍轄有2個步兵師。
- 1954年，撤銷北中南東4個防守區，整編成南北兩個軍團（第一軍團、第二軍團）、8個軍和25個步兵師；裝甲兵旅改編為裝甲兵司令部，下轄2個裝甲師（裝甲第1、2師）。
- 1955年，第45師奉令與海軍陸戰隊第二旅整編為海軍陸戰隊第一師。
- 1956年，8個軍整編為6個軍（第1軍駐新竹、第2軍駐臺中、第3軍駐臺北，與駐金門第8軍互換番號、第8軍駐金門、第9軍駐嘉義、第10軍駐臺南，後移防高雄旗山）、21個步兵師、2個裝甲師、1個海軍陸戰師和9個預備師。

#### 前瞻案
- 1959年，實施「前瞻案」，編成15個前瞻步兵師（步兵第17、19、26、27、32、33、34、41、58、68、69、81、84、92、93師）。前瞻步兵師每師編制約11,353人，輪調外島兵力撥補目標平均在九成以上。其編制上有3團9步兵營。砲兵指揮部砲兵營擴編為4個（三個105榴彈砲兵營與一個155榴彈砲兵營）。師砲兵指揮部砲兵營番號以其師之番號乘4賦予，數字最大營即為155榴彈砲兵營。師砲兵的砲兵營建制火砲為12門。
- 1962年，編成6個輕裝步兵師（步兵第9、10、46、49、51、57師）。
- 1966年，第81師奉令與海軍陸戰隊第一旅整編為海軍陸戰隊第二師。

#### 嘉禾案
- 1969年，實施「嘉禾一號專案」，废团改旅，以旅为基本单位，以师为高级单位，編成2個裝甲師（裝甲第1、2師）、1個裝甲步兵師（裝甲步兵第33師）、11個重裝步兵師（步兵第17、19、26、27、34、58、68、69、84、92、93師）、6個輕裝步兵師（步兵第9、10、46、49、51、57師）、9個預備師（預備第1、2、3、4、5、6、7、8、9師），步兵第32師改編為預備第3師，步兵第33師改編為裝甲步兵第33師，步兵第41師改編為預備第4師。裝甲師轄2個裝甲旅（2個戰車營和1個裝甲步兵營）及1個裝甲步兵旅（1個戰車營和2個裝甲步兵營），裝甲步兵師轄1個裝甲旅及2個裝甲步兵旅，以及師部連、憲兵連、裝甲騎兵營、工兵營、通信營、砲兵指揮部、支援指揮部。重裝步兵師轄3個步兵旅（3個步兵營）、砲兵指揮部（3個105榴砲兵營、1個155榴砲兵營，戰時增編1個防空營）、支援指揮部（補給運輸營、保養營、衛生營）。輕裝步兵師轄步兵指揮部（5個步兵營）、砲兵營、支援營（補給連、運輸連、保養連、衛生連）。預備第1、2、3、4、6、7、8師依重裝步兵師型態編成，預備第5、9師依輕裝步兵師型態編成。
- 1970年，實施「嘉禾二號專案」，裝甲第1師改編為裝甲第1、4旅，裝甲第2師改編為裝甲第2、3旅，編成4個裝甲旅。裝甲旅編制為2個戰車營、1個裝甲步兵營、1個裝甲砲兵營，1個支援營（保養連、運補連、衛生連）以及旅部連、通信連、裝甲騎兵連、反裝甲連、工兵連、以及憲兵排。裝甲步兵第33師改編為步兵第33師，將編餘戰車營撥給重裝步兵師，每個重裝步兵師各編成1個直屬戰車營。
- 1976年1月，第一軍團、第二軍團改番號為第三軍團、第五軍團，8月再改番號為第六軍團、第十軍團，第1、2、3、8、9、10軍改番號為第21、32、43、58、69、20軍，步兵第9、10、17、19、26、27、33、34、46、49、51、57、58、68、69、84、92、93師改番號為步兵第109、210、117、319、226、127、333、234、146、249、151、257、158、168、269、284、292、193師，預備第1、2、3、4、5、6、7、8、9師改番號為步兵第101、302、203、104、305、206、307、108、309師，裝甲第1、2、3、4旅改番號為裝甲第51、42、73、64旅，空降第1、2旅改番號為空降第71、62旅；第21軍、第58軍砲兵指揮部併入第六軍團、第十軍團，第43軍砲兵指揮部併入訓練作戰發展司令部。

#### 靖安案
- 1977年，實施「靖安一號專案」，陸軍特種作戰第4總隊→陸軍特種作戰第24總隊→第41、42、43、44大隊→憲兵第205指揮部（第311、312、313、314營）。
- 1979年，實施「靖安二號專案」，陸軍特種作戰第1總隊→陸軍特種作戰第31總隊→憲兵第204指揮部（第323、324、325、326營）、陸軍特種作戰第2總隊→陸軍特種作戰第42總隊→憲兵第205指揮部（第315、316、317、318、319、320、321、322營）、陸軍特種作戰第3總隊→陸軍特種作戰第63總隊→第31、32、33、34大隊→憲兵第205指揮部（第315、316、317、318、319、320、321、322營）。
- 1980年，實施「靖安三號專案」，陸軍特種作戰第3總隊→陸軍特種作戰第63總隊→靖安2號各特戰總隊編餘合併為陸軍空降獨立第53旅，後續於臺南知母義營區整編，移防至臺中清泉崗營區成立憲兵第206指揮部（第327、328、329、330、331、332營），1984年併編至憲兵第205指揮部。

#### 崑崙案
- 1979年，實施「崑崙專案」，「訓練作戰發展司令部」改編為第八軍團，各軍團砲兵群裁撤，下屬砲兵營編入各軍砲兵指揮部，第21軍（馬祖軍）改編為馬祖防衛司令部，新設澎湖防衛司令部，43軍軍部兼澎湖防衛司令部。此時，陸軍編成3個軍團（第六軍團、第八軍團、第十軍團）、5個軍（第20軍駐臺中后里、第32軍駐新竹、第43軍駐澎湖、第58軍駐嘉義、第69軍駐臺北）、27個師（12個重裝步兵師（步兵第117、127、158、168、193、226、234、269、284、292、319、333師）、6個輕裝步兵師（步兵第109、146、151、210、249、257師）、9個預備師（步兵第101、104、108、203、206、302、305、307、309師））、6個獨立旅（裝甲第42、51、64、73旅、空降第62、71旅）。

#### 陸精案
- 1980年，實施「陸精一號專案」，第六軍團裝甲騎兵第202團、第八軍團裝甲騎兵第208團改編為裝甲第95、86旅；12個重裝步兵師直屬戰車營編成戰車第701、702、703、704群。至此，陸軍編成6個裝甲旅，3個軍團各轄2個裝甲旅，第六軍團、第八軍團、澎湖防衛司令部、金門防衛司令部各轄1個戰車群。
- 1980年，實施「陸精二號專案」，將12個重裝步兵師各師所屬3個105公厘、1個155公厘榴彈砲兵營，以及9個預備師每師所屬3個105公厘榴彈砲兵營，每營所轄的3個砲兵連併成2個連，原來每連4門砲增加為6門砲，全營12門火砲總數不變；第3個連則視日後火砲獲得狀況再復編。整編後每個砲兵營可精簡1個砲兵連連部組的員額，但各砲兵連的前進觀測組從3組增加為5組（全營共10組，原來為9組），營部連則增加射擊計算兵及水平作業兵各1人，以作為將來增編第3個砲兵連的準備。總共12個155榴彈砲兵營與63個105榴彈砲兵營可精簡員額1,338人（官312、士444、兵582），節約的員額部分提供陸精三號專案增編8吋自走榴彈砲兵營使用。金門防衛司令部砲兵指揮部下轄原有8個砲兵營，減少為6個營（第610、618、638、639、641、643營）。
- 1981年，實施「陸精三號專案」，為陸軍M110 8吋自走榴砲與M109 155公厘自走裝甲榴砲換裝計畫（代號「陸精三之一號專案｣），以及工蜂六A式火箭砲兵部隊編成（代號「陸精三之二號專案｣）。
- 1984年，實施「陸精四號專案」，編成2個機械化步兵師，步兵第109、249師納編戰車第702、704群，整編為機械化步兵第109、249師；4個預備師併入4個輕裝步兵師。金門防衛司令部所屬4個重裝步兵師分兩梯次減編、減裝為外島步兵師，各師編制兵力均不一，第319師（金東師）、第127師（金西師）、第284師（南雄師）3個師各約8,600人，第158師（烈嶼師）較多，約8,700人。原有師屬支援指揮部縮編為支援營，轄下各營縮編為連；戰車營裁撤，另外第146輕裝步兵師（金中師）撤退移防回臺灣本島，因應第146師後撤回臺灣，原第146師防區改由第127師第379旅接防。1984年11月43軍軍部不在兼任澎湖防衛司令部，43軍軍部及所屬部隊移防回台，駐地台南市東區平實營區
- 1989年，實施「陸精六號專案」，在金門擔任預備部隊的第284師步兵第3、6、9營改為基幹營，又再減少約1,500名員額。再次編成六個戰車營，分別是：第117師第783營、第151師第784營、花防部第785營、第226師第786營、第234師第787營、第269師第788營、第292師第789營、第333師第790營。
- 1989年，實施「陸精七號專案」，第32軍（新竹軍）移駐花蓮，納編步兵第210師，整編為花東防衛司令部，首任司令顏忠誠中將；第20軍（后里軍）整編為成功嶺新兵訓練中心，首任指揮官童兆陽中將；第43軍（臺南軍）、第58軍（嘉義軍）、第69軍（臺北軍）裁撤。至此，陸軍無「軍」級編制。
- 1990年，原來直屬國防部參謀本部的澎湖防衛司令部、金門防衛司令部、馬祖防衛司令部，改隸屬於陸軍總司令部。

#### 精實案
- 1997至2001年，實施「精實案」。裁撤所有師級和獨立旅，保留8個師級指揮機構，編成39個聯合兵種旅（聯兵旅），分為14個打擊旅及25個守備旅。打擊旅方面，編成3個摩托化步兵旅（摩托化步兵第200、269、298旅）、3個裝甲步兵旅（裝甲步兵第351、373、395旅）、5個裝甲旅（裝甲第503（與戰車第703群合併整編）、542、564、584（與戰車第701群合併整編）、586旅）、2個空中騎兵旅（空中騎兵第601、602旅）和1個特種作戰旅（特種作戰第862旅），共5種類型。守備旅方面，第六軍團下轄步兵第106、116、118、152、153、176、178旅，第八軍團下轄步兵第103、108、117、137旅，第十軍團下轄步兵第102、104、157、169、192旅，花東防衛司令部下轄步兵第128、129旅，澎湖防衛司令部下轄步兵第168旅，金門防衛司令部下轄步兵第119、127、158旅，馬祖防衛司令部下轄步兵第193、194、195旅。精實案完成後，陸軍編成3個軍團（第六軍團、第八軍團、第十軍團）、4個防衛部（花東防衛司令部、澎湖防衛司令部、金門防衛司令部、馬祖防衛司令部）、2個兵種部（航空特戰司令部、飛彈司令部）。3個軍團下轄8個師級指揮機構（第16、19、26、33、34、46、49、51師），航空特戰司令部下轄2個空中騎兵旅和1個特種作戰旅，飛彈指揮部下轄2個飛彈群（飛彈第606、608群）[6]。

#### 精進案
- 2004至2007年，實施「精進案」[7]。陸軍總司令部降編為陸軍司令部；3個軍團、4個防衛指揮部、航空特戰指揮部保留，後勤指揮部裁撤，併入聯合後勤司令部；8個師級指揮機構中，第26師整編為關渡地區指揮部，第51師整編為蘭陽地區指揮部，其餘6個全數裁撤，至此，陸軍無「師」級編制；3個摩托化步兵旅和3個裝甲步兵旅整編為3個機械化步兵旅，10個步兵旅改隸後備司令部，編成8個後備旅。39個聯兵旅，透過整併打擊旅、裁撤守備旅、改隸後備旅、整編指揮部、降編守備隊等措施，整編為3個機械化步兵旅（機械化步兵第200、269、298旅）、4個裝甲旅（裝甲第542、564、584、586旅）、2個航空旅（航空第601、602旅）、1個兵種指揮部（特戰第862旅更銜特種作戰指揮部，下轄特戰第862、871群）、7個地區指揮部（關渡地區指揮部、蘭陽地區指揮部、臺東地區指揮部、東引地區指揮部、北高地區指揮部、莒光地區指揮部、烈嶼地區指揮部）、2個守備隊（金東守備隊、金西守備隊）。飛彈指揮部改隸屬於參謀本部，戰術飛彈部隊移編空軍防空砲兵指揮部。

#### 精粹案
- 2011至2014年，實施「精粹案」[8]。於精進案改隸後備司令部的8個後備旅復歸陸軍，整編為步兵第104、153、203、206、257、302旅，隸屬各軍團，專責新兵訓練任務[9]。聯合後勤司令部裁撤，兵工整備發展中心、各基地勤務廠與陸軍保修指揮部整編為陸軍後勤指揮部，專責三軍通用後勤，各地區支援指揮部和支援營配屬各軍團和防衛部。機械化步兵第200、298旅沿襲原師級番號，改番號為機械化步兵第234、333旅。北高地區指揮部、莒光地區指揮部、烈嶼地區指揮部降編守備大隊，馬祖防衛指揮部直屬部隊整編為南竿守備大隊，金東守備隊、金西守備隊整編為金門守備大隊。特種作戰指揮部裁撤特戰第862、871群，直接管制各特種作戰營。

#### 可恃戰力專案
- 2019年4月，由時任國防部部長嚴德發下令以美軍聯兵營及解放軍合成營為師，將陸軍各裝甲旅、機械化步兵旅與關渡地區指揮部下轄戰車營、機械化步兵營混合編組成「聯兵營」，發揚聯合兵種作戰能力。共精簡1個戰車營和6個機械化步兵營近3,000人，約1個聯兵旅的兵力，將其兵力充實其它部隊。聯兵營構想是為適應未來地面防衛作戰型態，將地面部隊朝「發揮聯合兵種協同」及「提升獨立作戰能力」方向發展。

為強化指揮管制能力，聯兵營採「雙副營長」制度，過去一個營的編制為一名營長、一名副營長，但聯兵營採「雙副營長」制度，分別是一名營長、兩名副營長，因聯合兵種營涵蓋不同專業，除了營長養成須具備多專才，也透過具備不同專才的兩名副營長相互搭配，達到「互補」功效。例如，若營長為戰車兵出身，副營長就可能具備砲兵、輪型甲車專長。
裝甲旅編成3個聯兵營，每個聯兵營配置2個戰車連、1個機械化步兵連、1個火力支援連、1個戰鬥支援連。
機械化步兵旅編成3個聯兵營，每個聯兵營配置2個機械化步兵連、1個戰車連、1個火力支援連，1個戰鬥支援連。
各聯兵營增編1個「火力支援連」，包括刺針飛彈排、標槍飛彈排、拖式飛彈排、迫擊砲排、偵查排、狙擊組等。
各聯兵營營部改稱「戰鬥支援連」，增編海軍、空軍、陸航聯絡官與UAV無人機圖資分析官，並增加衛生排等。
主要調整單位：裝甲第542、564、584、586旅、機械化步兵第234、269、333旅、關渡地區指揮部的2個機械化步兵營
蘭陽地區指揮部、臺東地區指揮部、外離島部隊，維持原編制。
- 2019年9月5日，時任參謀總長的沈一鳴上將主持裝甲第586旅聯合兵種營成軍典禮，亦是國軍首支聯兵營部隊成軍[16]。

- 2020年11月，陸軍完成「聯合兵種營」編組，已完成7個打擊旅（各設3個聯兵營）、1個地區指揮部（設2個聯兵營），合計23個聯兵營的編組。此外，在機動力方面，國防部報告特別指出，配合主戰裝備的漸次獲裝，打擊部隊平均機動速率可大幅提升達到70Km/H，較過去增加20Km/H，有效發揮聯合兵種營快速機動應援的作戰特性[17]。

#### 提升後備戰力案

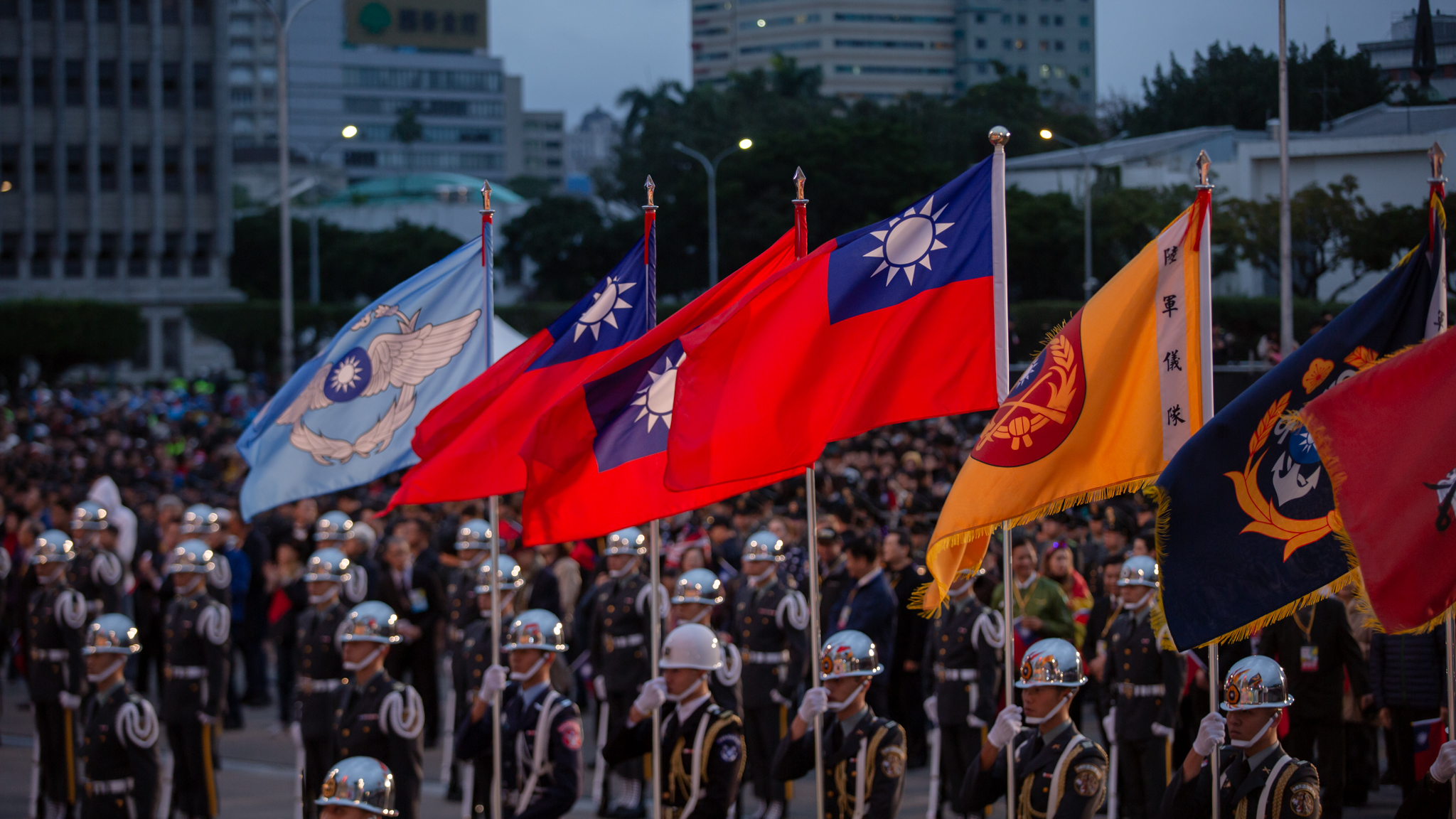
三軍儀隊

- 國防部全民防衛動員署2022年起增編為26個旅級部隊，復改編單位包括:隸屬陸軍步兵第101、109、117、137、249旅，任務屬於「海岸守備旅」；至於新編隸屬國防部全民防衛動員署後備指揮部後備北區、後備中區、後備南區第二召訓中心、18個縣市後備旅[2]，任務屬於「縱深守備旅」[18][19]。

- 2021年元旦起，新編成兩個後備步兵旅，由現行南區、北區常備兵役軍事訓練專長訓練中心擴大整編為步兵第117、109旅，並依照期程管制北、中、南地區，再度新編三個後備步兵旅（步兵第101、137、249旅），新編5個後備步兵旅，編制均為「五步一砲」[20][21]，新編3個後備第二召訓中心[22]與18個縣市後備旅，預計2025年以前全數整編成軍[2][23]。共計新整編26個旅級單位[24]（後備步兵旅由原來10個[25]增編為36個[26][2]）

- 後備步兵101旅，2021年7月整編成軍[22]。

- 2022年7月1日，後備指揮部編配陸軍司令部。

- 後備步兵137旅，2022年9月整編成軍[27]

- 後備步兵249旅，2023年1月6日整編成軍[28]。

國軍共有十八個縣市後備旅，其定位為「城鄉守備旅」，平時一個縣市後備旅的編制人數只有廿四人，國防部自2023年二月起陸續擴編各縣市後備步兵旅基幹人力，目前已有新北、新竹、臺中、高雄後備步兵旅編成，2023下半年預計再編成4個縣市後備旅，剩餘10個縣市後備旅將於2025年編完。新編成的後備旅編制人數超過一百五十人，旅長、營長、重要幹部皆是現役軍人，且編制十五位退役軍官回聘的「雇員教官」，負責訓練受召人員，減少常備人員負擔，因為退役軍官過往的軍旅經驗，能與現役幹部相輔相成。
- 2025年2月，18個縣市後備旅皆已編成[30]
- 18個縣市後備旅已在2024年達成100餘基礎幹部的現役軍人編制，第2階段預計在2025年底達到近300名基幹人力編制，第3階段將達到900餘人的目標。目前後備軍人動員後全旅約有3000人左右的規模[31]。
  - 宜蘭後備旅[23]
  - 新北後備旅，2023年2月編成完畢[32][23]。
  - 新竹後備旅[23]
  - 臺中後備第一旅[23]，2023年2月19日編成完畢[33]。
  - 彰化後備旅[23]
  - 臺南後備旅[23]
  - 屏東後備旅[23]
  - 高雄後備第一旅[23]
  - 臺北後備旅
  - 基隆後備旅
  - 桃園後備旅
  - 花蓮後備旅
  - 苗栗後備旅
  - 南投後備旅
  - 雲林後備旅
  - 嘉義後備旅
  - 臺東後備旅
  - 澎湖後備旅

#### 強化全民國防兵力結構調整方案
- 2022年12月27日：中華民國總統蔡英文宣布，民國94年次（2005年）以後出生役男，役期恢復一年，並從2024年開始實施。

## 組織

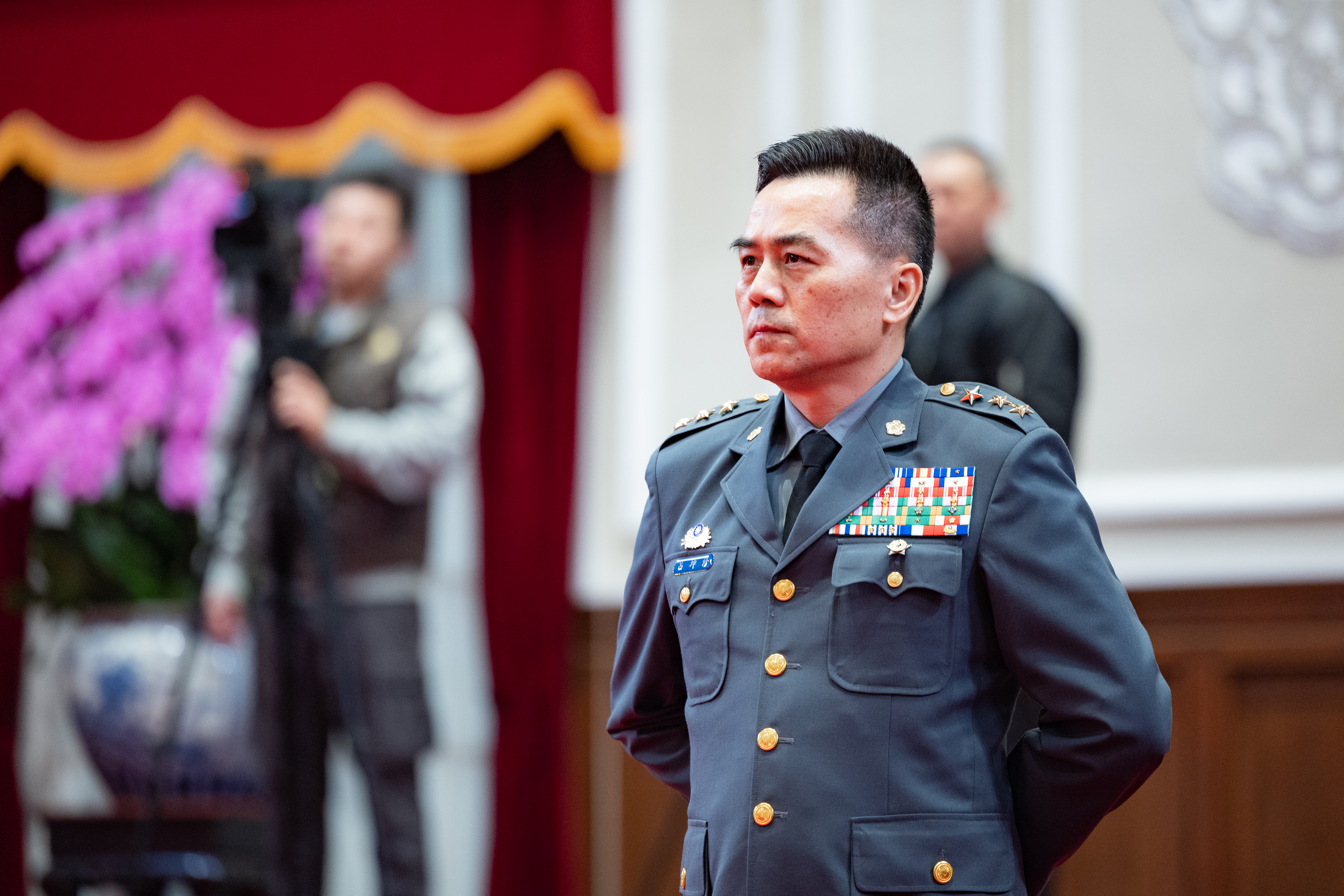
現任陸軍司令呂坤修二級上將

### 编制
- 內部單位（1作戰部、1室、9處）
- 附屬機關（11指揮部、2學校）
- 任務編組（2中心）

### 指揮
- 國防部陸軍司令部

### 兵力
- 132,000人

### 部隊

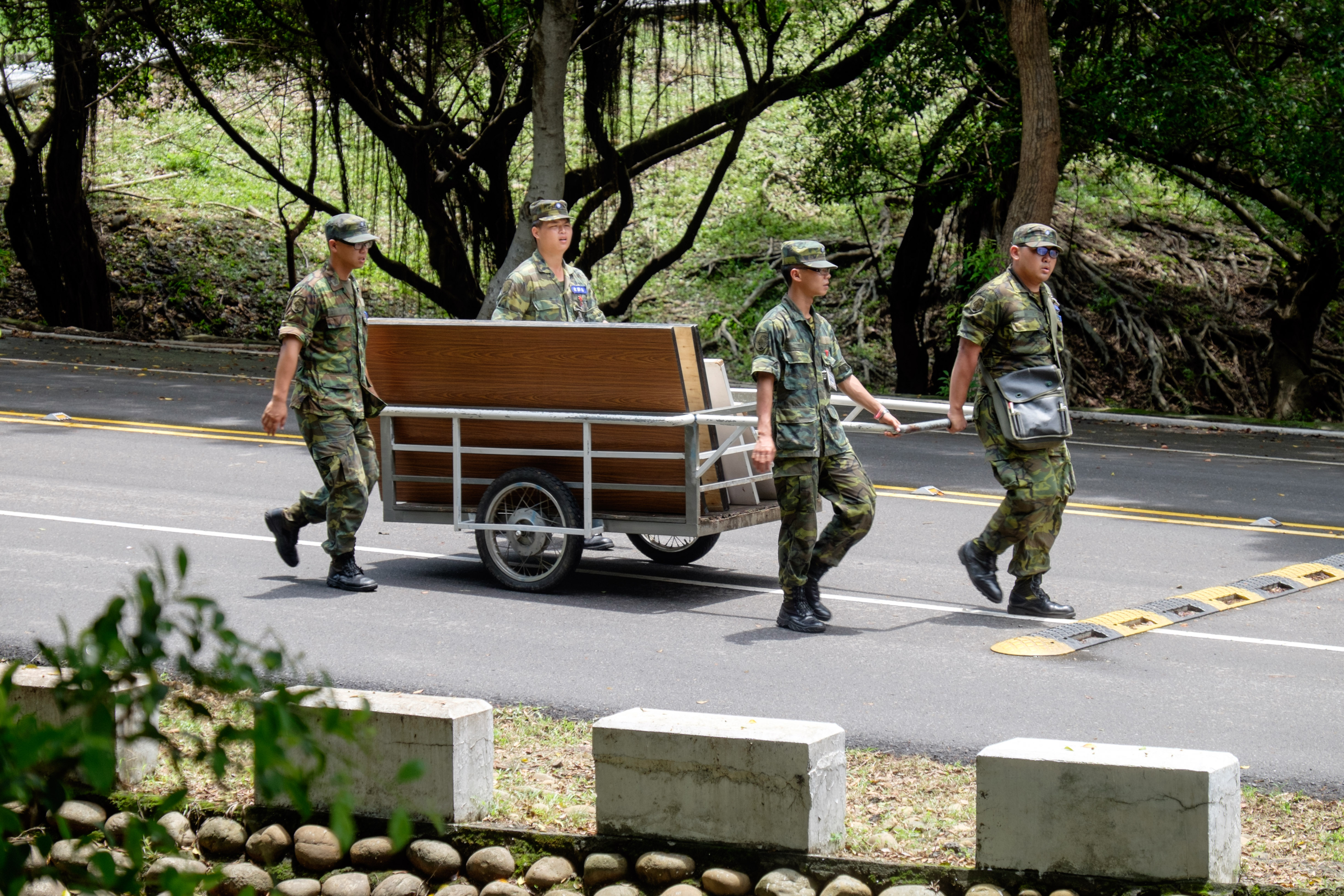
成功嶺營區陸軍步兵302旅士兵拉人力車搬運物品

- 陸軍第六軍團指揮部（北部地區）「前鋒部隊」：中華民國桃園市
  - 砲兵第21指揮部「金鷹部隊」：中華民國桃園市21砲兵指揮官少將
  - 化學兵第33群「龍騰部隊」：中華民國桃園市
  - 工兵第53群「龍華部隊」：中華民國桃園市
  -  關渡地區指揮部「虎嘯部隊」：中華民國新北市（2007年1月1日將步兵第176旅（基隆旅）及第178旅（淡海旅）合併改編而成，原國民革命軍第36師，陸軍第226師）指揮官少將
  -  蘭陽地區指揮部「黃龍部隊」：中華民國宜蘭縣蘭指部指揮官少將
  -  機械化步兵第269旅「雄獅部隊」：中華民國桃園市269旅旅長少將
  -  裝甲第542旅「迅雷部隊」：中華民國新竹縣542旅旅長少將
  -  裝甲第584旅「登步部隊」：中華民國新竹縣584旅旅長少將
  - 步兵第153旅「翔龍部隊」：中華民國宜蘭縣153旅旅長上校
  - 步兵第206旅「威武部隊」：中華民國新竹縣206旅旅長上校
  - 步兵第109旅「虎躍部隊」：中華民國桃園市——原陸軍北區專長訓練中心「前鋒部隊」，2021年1月1日擴編，由群擴編成旅[34][35]
  - 步兵第249旅「龍虎部隊」：中華民國苗栗縣249旅旅長上校

- 陸軍第十軍團指揮部（中部地區）「崑崙部隊」：中華民國臺中市
  - 砲兵第58指揮部「虎鋒部隊」：中華民國臺中市58砲兵指揮官少將
  - 化學兵第36群「？？部隊」：中華民國臺中市
  - 工兵第52群「光隆部隊」：中華民國嘉義市
  - 機械化步兵第234旅「長城部隊」：中華民國臺中市（2013年4月1日，機械化步兵第200旅「古北部隊」改番號，原國民革命軍步兵第25師，陸軍步兵第234師）234旅旅長少將
  -  裝甲第586旅「鍾山部隊」：中華民國臺中市586旅旅長少將
  - 步兵第101旅「堅實部隊」：中華民國嘉義縣101旅旅長上校
  - 步兵第104旅「常山部隊」：中華民國臺中市104旅旅長上校
  - 步兵第257旅「軍魂部隊」：中華民國嘉義縣257旅旅長上校
  - 步兵第302旅「虎威部隊」：中華民國臺中市302旅旅長

- 陸軍第八軍團指揮部（南部地區）「干城部隊」：中華民國高雄市
  - 砲兵第43指揮部「天雷部隊」：中華民國高雄市43砲兵指揮官少將
  - 化學兵第39群「？？部隊」：中華民國臺南市
  - 工兵第54群「神斧部隊」：中華民國臺南市
  - 機械化步兵第333旅「埔光部隊」：中華民國屏東縣（2013年7月1日，機械化步兵第298旅「埔傳部隊」改番號，原國民革命軍第2師，陸軍第333師）298旅長少將
  -  裝甲第564旅「少康部隊」：中華民國高雄市564旅旅長少將
  - 步兵第203旅「實踐部隊」：中華民國臺南市203旅旅長上校
  - 步兵第117旅「海鵬部隊」：中華民國高雄市 ——原陸軍南區專長訓練中心，2021年1月1日擴編，由群擴編成旅[34][35]
  - 步兵第137旅「南威部隊」：中華民國臺南市137旅旅長上校

- 陸軍花東防衛指揮部（東部地區）「正義部隊」：中華民國花蓮縣
  - 臺東地區指揮部「鎮東部隊」：中華民國臺東縣東指部指揮官少將

- 陸軍澎湖防衛指揮部「鎮疆部隊」：中華民國澎湖縣

- 陸軍金門防衛指揮部「太武部隊」：中華民國福建省金門縣
  - 金防部混和砲兵營「神獅部隊」：中華民國福建省金門縣金城鎮
  - 金門守備大隊大隊長上校「虎軍部隊」：中華民國福建省金門縣（2014年4月17日，「虎軍部隊」與「班超部隊」合併改編，原陸軍步兵第319師）
  - 烈嶼守備大隊大隊長上校「誠實部隊」：中華民國福建省金門縣烈嶼鄉（2014年1月21日，烈嶼地區指揮部改編，原陸軍步兵第158師）

- 陸軍馬祖防衛指揮部「雲台部隊」：中華民國福建省連江縣
  - 南竿守備大隊大隊長上校「雲台部隊」：中華民國福建省連江縣南竿鄉（2014年1月13日編成）
  - 莒光守備大隊大隊長上校「莒光部隊」：中華民國福建省連江縣莒光鄉（2014年3月24日，莒光地區指揮部改編）
  - 北高守備大隊大隊長上校「擎天部隊」：中華民國福建省連江縣北竿鄉（2014年4月11日，北高地區指揮部改編，原陸軍步兵第193師）
- 陸軍東引地區指揮部「忠義部隊」：中華民國福建省連江縣東引鄉（2006年11月1日，步兵第195旅改編，原陸軍反共救國軍指揮部）指揮官少將

- 陸軍航空特戰指揮部「武漢部隊」：中華民國臺南市
  - 航空第601旅「龍城部隊」：中華民國桃園市601旅旅長少將
  - 航空第602旅「龍翔部隊」：中華民國臺中市602旅旅長少將
  - 陸軍飛行訓練指揮部「飛鷹部隊」：中華民國臺南市飛行指揮官少將
  - 特種作戰指揮部「天龍部隊」：中華民國桃園市特指部指揮官少將
  - 陸軍第101兩棲偵察營：澎湖縣、福建省金門縣、福建省連江縣
  - 高空特種勤務中隊：中華民國屏東縣

- 陸軍教育訓練暨準則發展指揮部「武略部隊」：中華民國臺灣桃園市龍潭區
  - 陸軍部隊訓練北區聯合測考中心「捷豹部隊」：中華民國新竹縣湖口鄉、北測指揮官少將
  - 陸軍部隊訓練南區聯合測考中心「潼關部隊」：中華民國臺南市白河區、南測指揮官少將
  - 陸軍砲兵部隊測考中心 「精訓部隊」：中華民國雲林縣斗六市、砲兵測考指揮官少將
  - 陸軍裝甲訓練指揮部「精是部隊」：中華民國新竹縣湖口鄉、裝甲訓練指揮官少將
  - 陸軍砲兵訓練指揮部「湯山部隊」：中華民國臺南市永康區、砲兵訓練指揮官少將
  - 陸軍步兵訓練指揮部「金湯部隊」：中華民國高雄市鳳山區、步兵訓練指揮官少將
  - 陸軍通信電子資訊訓練中心兼陸軍通信兵部隊測考中心「虎嶺部隊」：中華民國桃園市平鎮區、通信電子訓練指揮官少將
  - 陸軍化生放核訓練中心「花岡部隊」：中華民國桃園市八德區、化生訓練指揮官少將
  - 陸軍工兵訓練中心「金陵部隊」：中華民國高雄市燕巢區、工兵訓練指揮官少將
  - 空降訓練中心：中華民國臺灣省屏東縣
  - 特戰訓練中心：中華民國臺中市谷關
  - 陸軍後勤訓練中心「精勤部隊」
  - 陸軍無人機訓練中心：中華民國臺南市白河區、無人機訓練中心主任上校

- 陸軍後勤指揮部「精勤部隊」：中華民國臺北市南港區
  - 陸軍兵工整備發展中心：中華民國南投縣集集鎮、兵工整備指揮官少將
  - 陸軍汽車基地勤務廠廠長上校
  - 陸軍飛彈光電基地勤務廠廠長少將
  - 陸軍通信電子器材基地勤務廠廠長上校
  - 陸軍航空基地勤務廠廠長少將
  - 陸軍第一地區支援指揮部一支部指揮官上校
  - 陸軍第二地區支援指揮部二支部指揮官上校
  - 陸軍第三地區支援指揮部三支部指揮官少將
  - 陸軍第四地區支援指揮部四支部指揮官少將
  - 陸軍第五地區支援指揮部五支部指揮官少將
  - 陸軍金門地區支援營金支營指揮官中校
  - 陸軍馬祖地區支援營馬支營指揮官中校
- 後備指揮部（陸軍編配單位，編制則屬全民防衛動員署）
  - 北部地區後備指揮部指揮官少將
  - 中部地區後備指揮部指揮官少將
  - 南部地區後備指揮部指揮官少將

### 陸軍新兵訓練中心（新訓步兵旅）
- 宜蘭 金六結新兵訓練中心（原陸軍第151師第453旅→第153旅→後備第901旅→第153旅）（翔龍部隊）
- 花蓮新城 北埔新兵訓練中心（原陸軍第210師→第128旅→後備第901旅→花防部步兵營）（正義部隊）
- 新竹關西 關西新兵訓練中心（原陸軍第206師第617旅→第106旅→後備第903旅→第206旅）（威武部隊）
- 苗栗頭份 斗煥坪新兵訓練中心（原陸軍第206師第618旅→第118旅〔裁撤〕→後備第902旅第5營、憲兵排〔移駐後裁撤〕→後備第903旅→第206旅→第249旅〔新編〕）（龍虎部隊）
- 臺中烏日 成功嶺新兵訓練中心 ：
（原陸軍第302師→第102旅→後備第904旅→第302旅）（虎威部隊）
（原陸軍第104師→第104旅→後備第905旅→第104旅）（常山部隊）
- 嘉義大林 中坑新兵訓練中心（原陸軍第257師第769旅→第169旅→後備第906旅（飛馬部隊）→第257旅）（軍魂部隊）
- 臺南官田 官田新兵訓練中心（原陸軍第203師第609旅→第103旅→後備第907旅→後備第908旅→第203旅）（實踐部隊）
- 臺南大內 新中新兵訓練中心（原陸軍第203師第608旅→第108旅→後備第908旅→第203旅→第137旅〔新編〕）（南威部隊）
- 陸軍步兵第109旅（駐臺灣桃園市楊梅區、中壢區、八德區）
- 陸軍步兵第117旅（駐臺灣高雄市鳳山區陸軍黃埔營區）
- 陸軍步兵第101旅（駐臺灣嘉義縣大林鎮與台中市烏日區成功嶺新兵訓練中心）
- 代訓補充兵（各新訓步兵旅砲兵營受訓12天即可退伍）[36]

### 陸軍官科、陸軍兵科
- 戰鬥官科、戰鬥兵科：步兵、裝甲兵、航空兵

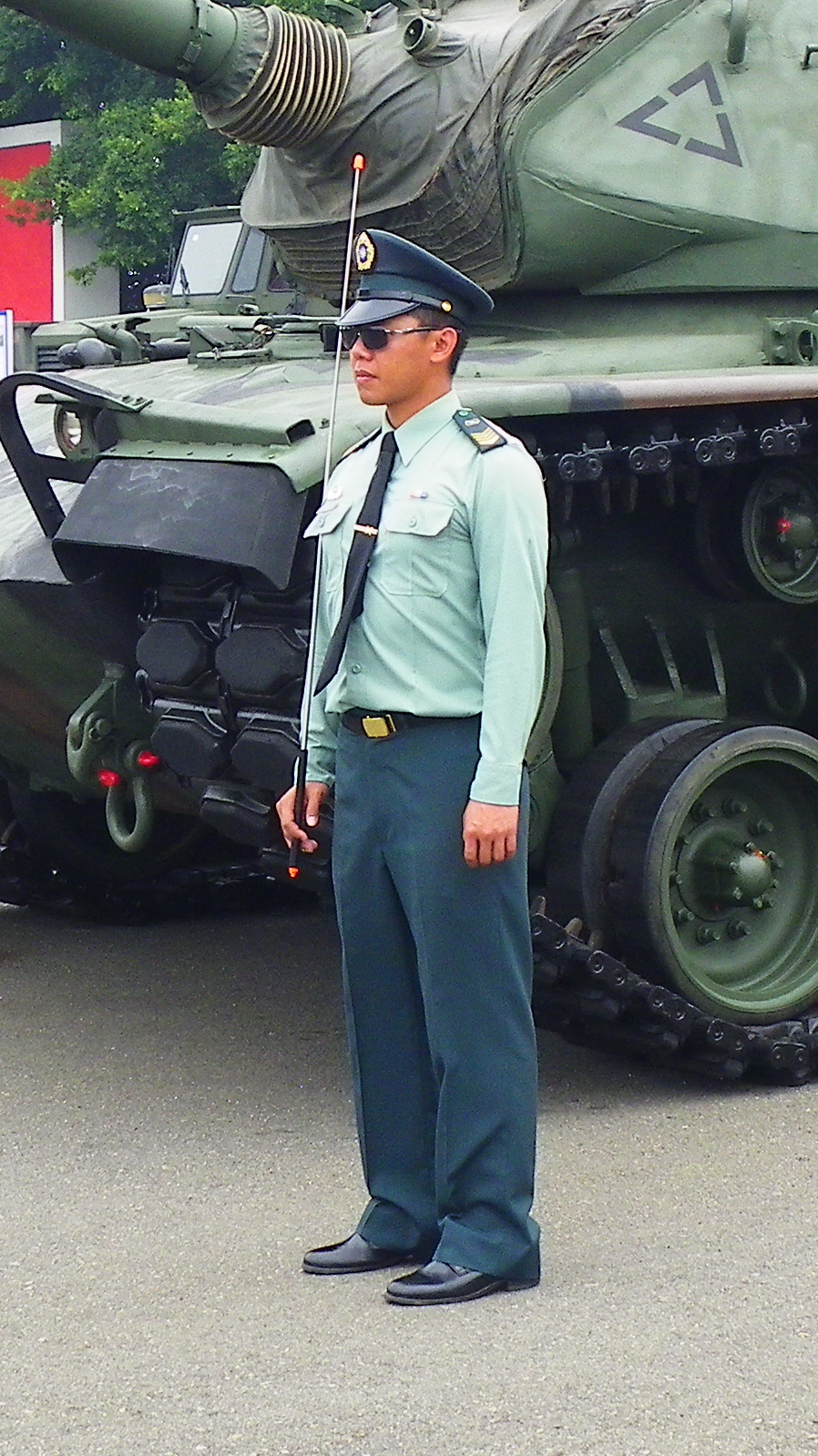
著軍便服的裝甲兵上士

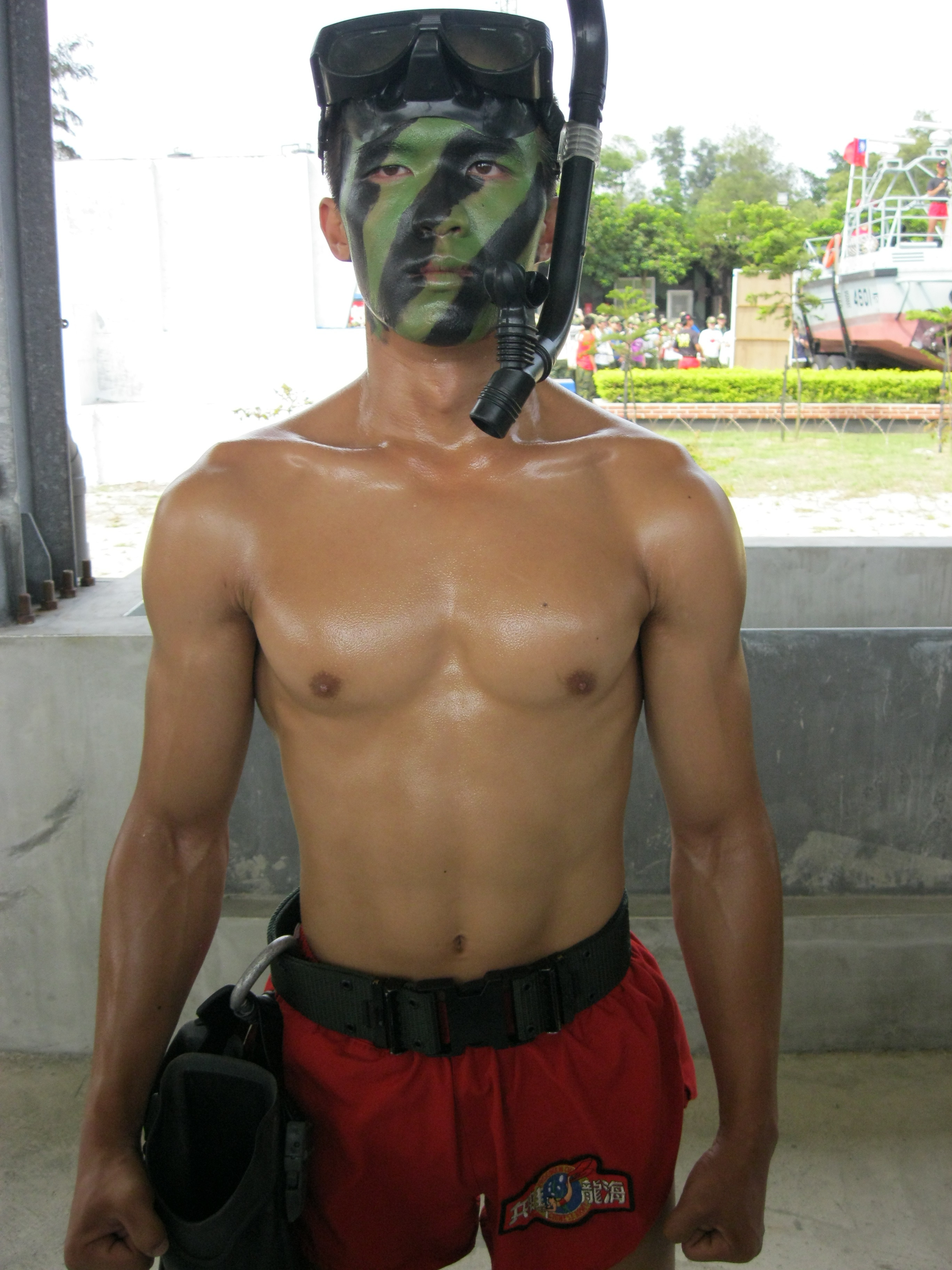
陸軍101兩棲偵察營的海龍蛙兵

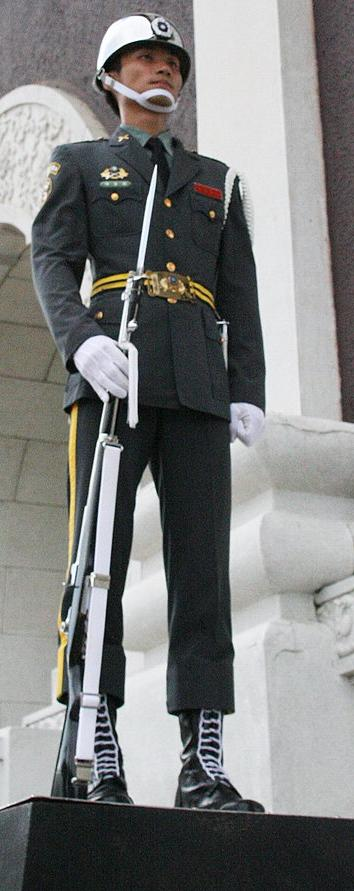
忠烈祠前的陸軍儀隊禮兵

- 戰鬥支援官科、戰鬥支援兵科：砲兵、政戰、運輸、測量、工兵、通訊兵、化學兵、憲兵
- 勤務支援官科、勤務支援兵科：軍醫、兵工、經理、財務
- 普通勤務：軍法、行政
  - 備註1：陸軍儀隊為步兵官科、陸軍樂隊為行政官科；士官、士官長、少尉軍官至上校軍官均有官科分別。
  - 備註2：軍醫、軍法、政戰、財務這四官科由專屬兵科學校培育，畢業分配至各軍種。
  - 備註3：將官、士兵不分官科、兵科，著迷彩服及軍便服時均以階級顯示，將官著軍常服時以梅花顯示。

## 標誌與佩章

### 軍旗

#### 1925年迄今
陸軍旗。最初為中華民國國旗草案之一，國民革命軍北伐時成為國民革命軍常用軍旗格式，1947年行憲後再演變為陸軍旗沿用迄今。
| 陸軍司令旗 |
| 陸軍司令旗 |

| 陸軍一級上將旗 |
| 陸軍一級上將旗 |

| 陸軍二級上將旗 |
| 陸軍二級上將旗 |

| 陸軍中將旗 |
| 陸軍中將旗 |

| 陸軍少將旗 |
| 陸軍少將旗 |

| 陸軍上校旗 |
| 陸軍上校旗 |

### 軍徽
1956年3月3日國防部(45)健儲字第060號令核定。
- 青天白日國徽：代表中華民國。
- 一刀一槍：步槍表示陸軍主要武器，指揮刀代表指揮官權責，二者合而為陸軍之象徵。
- 雙穗嘉禾：嘉禾象徵陸軍對北伐、抗戰、戡亂所建立之豐功偉績，並示寓兵於農之意。嘉禾每穗各七粒，合為雙七，「七七」含有抗戰建國紀念暨發揮抗戰建國精神之意。
- 設計人：孫兆漢（陸官十九期，砲科，時任陸軍參謀，浙江紹興人，早年在青年軍二〇七師抗日，晚年移居美國）。

### 官科識別章
現行中華民國陸軍兵科章記於1981年元月1日依國防部《通甲字二號命令》將原美式兵科章改為中式兵科章，目前裝甲騎兵、軍郵科已取消使用。

步兵
砲兵
裝甲兵
通訊兵
兵工
工兵
測量
化學兵
運輸兵
航空兵
行政
經理
財務
軍醫
軍法
政戰
憲兵[37]

### 中華民國陸軍階級章

#### 軍官
| 北约代碼 | OF-10                                          | OF-9                     | OF-9                 | OF-8                       | OF-7                  | OF-5            | OF-4                       | OF-3          | OF-2            | OF-1                     | OF-1                      |
| -------- | ---------------------------------------------- | ------------------------ | -------------------- | -------------------------- | --------------------- | --------------- | -------------------------- | ------------- | --------------- | ------------------------ | ------------------------- |
| 階級標示 |                                                |                          |                      |                            |                       |                 |                            |               |                 |                          |                           |
| 軍階     | 特級上將（現已廢止） （General Special Class） | 一級上將（Full general） | 二級上將 （General） | 中將（Lieutenant general） | 少將（Major general） | 上校（Colonel） | 中校（Lieutenant colonel） | 少校（Major） | 上尉（Captain） | 中尉（First lieutenant） | 少尉（Second lieutenant） |

#### 士官與士兵
| 北约代碼 | OR-9                                      | OR-8                                       | OR-7                                      | OR-6                   | OR-5             | OR-4             | OR-3                         | OR-2                          | OR-1              |
| -------- | ----------------------------------------- | ------------------------------------------ | ----------------------------------------- | ---------------------- | ---------------- | ---------------- | ---------------------------- | ----------------------------- | ----------------- |
| 階級標示 |                                           |                                            |                                           |                        |                  |                  |                              |                               |                   |
| 軍階     | 一等士官長（First class master sergeant） | 二等士官長（Second class master sergeant） | 三等士官長（Third class master sergeant） | 上士（Staff sergeant） | 中士（Sergeant） | 下士（Corporal） | 上等兵（Private specialist） | 一等兵（Private first class） | 二等兵（Private） |

- 現行的中華民國陸軍軍階與其他軍種統一由《陸海空軍軍官任官條例》規範。該法規將軍官分為將官、校官、尉官共3官等10官階；士官分為6個官階；而士兵則分為3個等級。值得注意的是，中華民國國軍曾經出現特級上將作為陸、海、空軍最高軍事長官，但已於2000年11月1日廢止；另外，在承平時期，二級上將立下特殊功勳才得以晉升一級上將，國軍承平時期最後一位晉升四星一級上將為沈一鳴空軍一級上將（殉職追晉）。

### 帽徽與帽飾
陸軍大盤帽帽徽

陸軍一等士官長、中校以上高級軍官之帽飾

## 裝備
武器裝備以聯戰指管、陸航、野戰防空及地面防衛等「核心戰力」為主。

### 裝甲車輛
| 車輛                       | 產地     | 類 型        | 數量        | 備註 |
| -------------------------- | -------- | ------------ | ----------- | --- |
| M1A2T 戰車                 | 美国     | 主力戰車     | 80輛        | 「銳捷專案」採購108輛M1A2主力戰車，預計裝備584裝甲旅和裝訓部。第二批次已交付目前共計80輛。 |
| M60A3 TTS                  | 美国     | 主力戰車     | 460輛       | 曾有少量裝備外掛裝甲，後可能已經因反應裝甲過期而卸除。 |
| CM-11勇虎式戰車（M48H）    | 中華民國 | 主力戰車     | 450輛       | 於1988－1994製造，少量裝備外掛反應裝甲，後可能已經因反應裝甲過期而卸除，M1A2T服役後將分批封存。 |
| CM-12戰車                  | 中華民國 | 主力戰車     | 100輛       | 由M48A3升級，目前全數送往兵整中心等待拆解，預計2026年退役 |
| M41D輕戰車                 | 中華民國 | 輕戰車       | 50輛        | 由狀況較佳的M41A3戰車升級50輛，在地區指揮部裝騎連服役，已汰除30輛由軍備局209廠收回，部分在裝甲學校單位。15輛轉移至烈嶼守備大隊接手防務，預計2028年汰除。                                               |
| V-150/150S裝甲車           | 美国     | 裝甲車       | 792輛       | 陸軍最早接收V-150甲車的單位為獨立86旅（今改編為陸軍裝甲第五八六旅）裝甲步兵第一六一營。 |
| CM-32／33裝步戰鬥車        | 中華民國 | 裝甲車       | 368輛       | 搭載40公厘榴彈機槍的雲豹裝甲車 |
| CM-34 30公厘機砲裝步戰鬥車 | 中華民國 | 步兵戰車     | 305輛       | 搭載Mk 44巨蝮二式鏈炮的雲豹裝甲車 |
| M113A2裝甲車               | 美国     | 裝甲運兵車   | 267輛       | 1984－，M113/A2運兵車。M106 107mm/迫砲型M125 81mm迫砲型M577指揮型 |
| CM-21裝甲車                | 中華民國 | 裝甲運兵車   | 1,000輛以上 | 1982－2009，CM-21/A1運兵車。CM-22 107mm/120mm迫砲型（類似M106）CM-23 81mm迫砲型（類似M125)CM-26指揮型（類似M577）                                                                                      |
| CM-24彈藥運輸車            | 中華民國 | 裝甲彈藥車   | 173輛       | 1988－，CM-24/A1彈藥車型，可運90發155mm或42發203mm彈藥，共製造200輛。預計2028年汰除。 |
| CM-27高速牽引車            | 中華民國 | 火砲牽引車   | 未知        | CM-27/A1，可拖曳火砲牽引車，可搭載整個砲班及弹药。 |
| M3浮門橋                   | 德国     | 浮橋車       | 22輛        | 集中裝備北部陸軍第六軍團工兵第53群橋樑營浮橋連以及陸軍工兵訓練中心。 |
| M48A5 履帶機動橋           | 美国     | 裝甲架橋車   | 12輛        | 採用M48A5戰車的底盤，上裝摺疊式門橋改造而成。陸軍於一九九二年購入M48A5 AVLB, Armored vehicle-launched bridge後，配屬機械化師、裝甲旅的工兵營（連），現則配屬工兵群橋樑營，另有少量在陸軍工兵學校服務。 |
| M9裝甲戰鬥推土機           | 美国     | 裝甲挖土車   | 18          | |
| 悍馬車                     | 美国     | 多用途輪型車 | 9,000多輛   | 多種改型服役中，包含裝備拖式飛彈（M1167)、12.7mm機槍、40mm榴彈機槍等車型。並有M997野戰型救護車進行傷員後送與野戰救護。                                                                                 |
| M88A1救濟車                | 美国     | 裝甲救濟車   | 37輛        | 1986年共採購37輛A1型，分配給海軍陸戰隊與陸軍。 |
| M88A2救濟車                | 美国     | 裝甲救濟車   | 4輛         | 「銳捷專案」採購14輛M88A2救濟車。2024年12月15日首批4輛抵台。 |
| M977A4                     | 美国     | 重型卡車     |             | 九陣專案中用作運送火山車載布雷系統的載具。 |

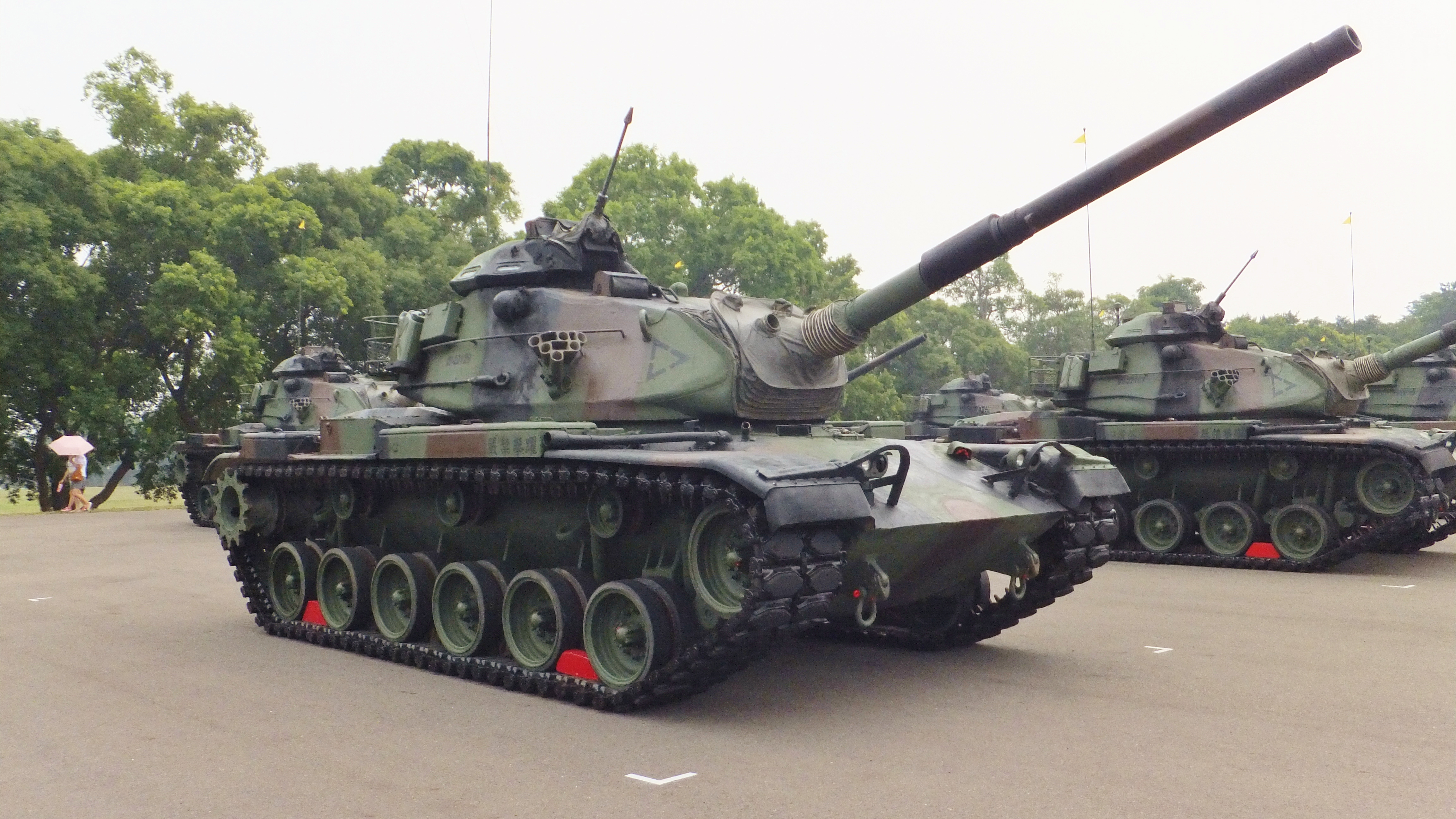
M60A3 TTS
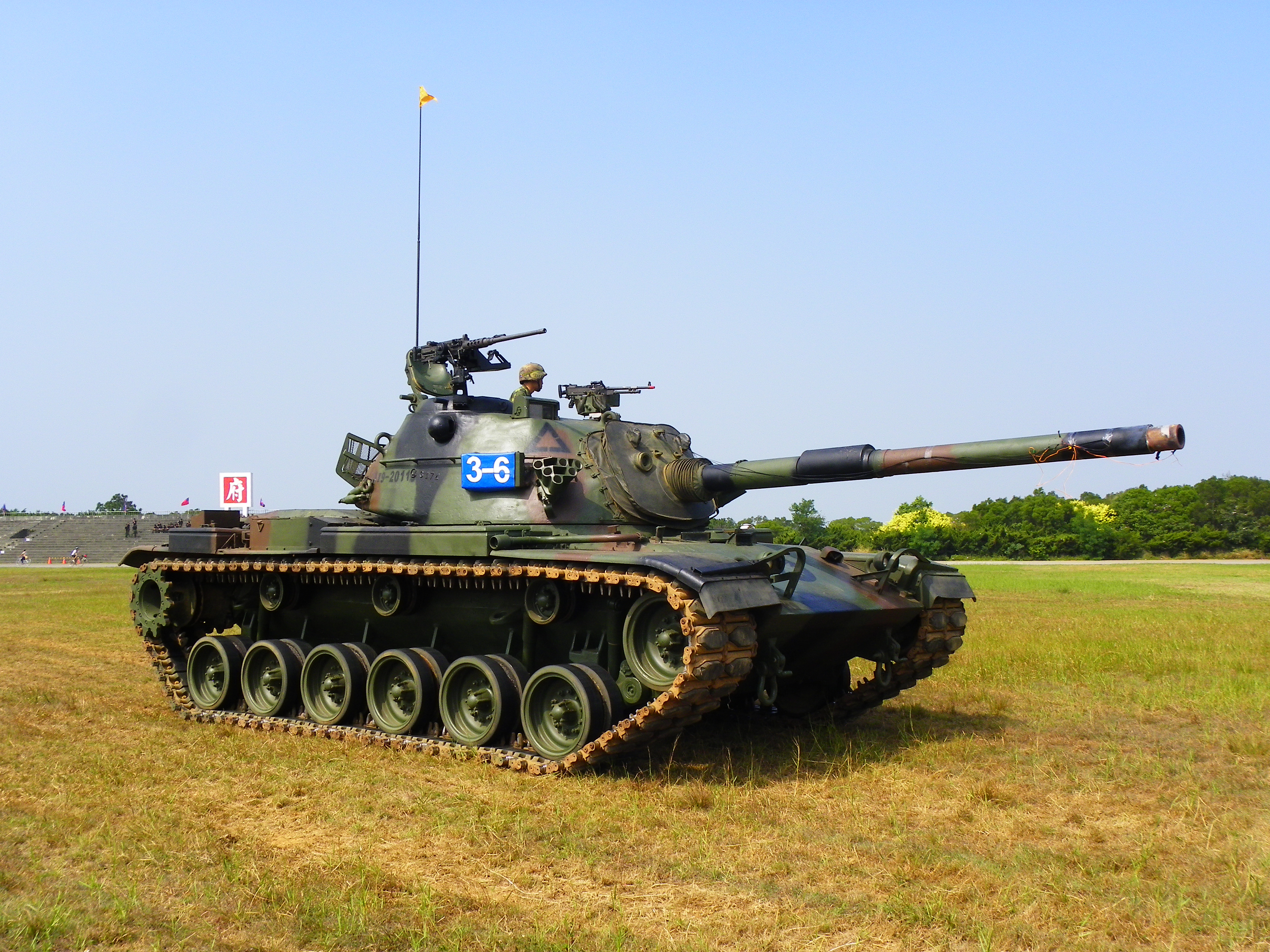
CM-11勇虎式戰車
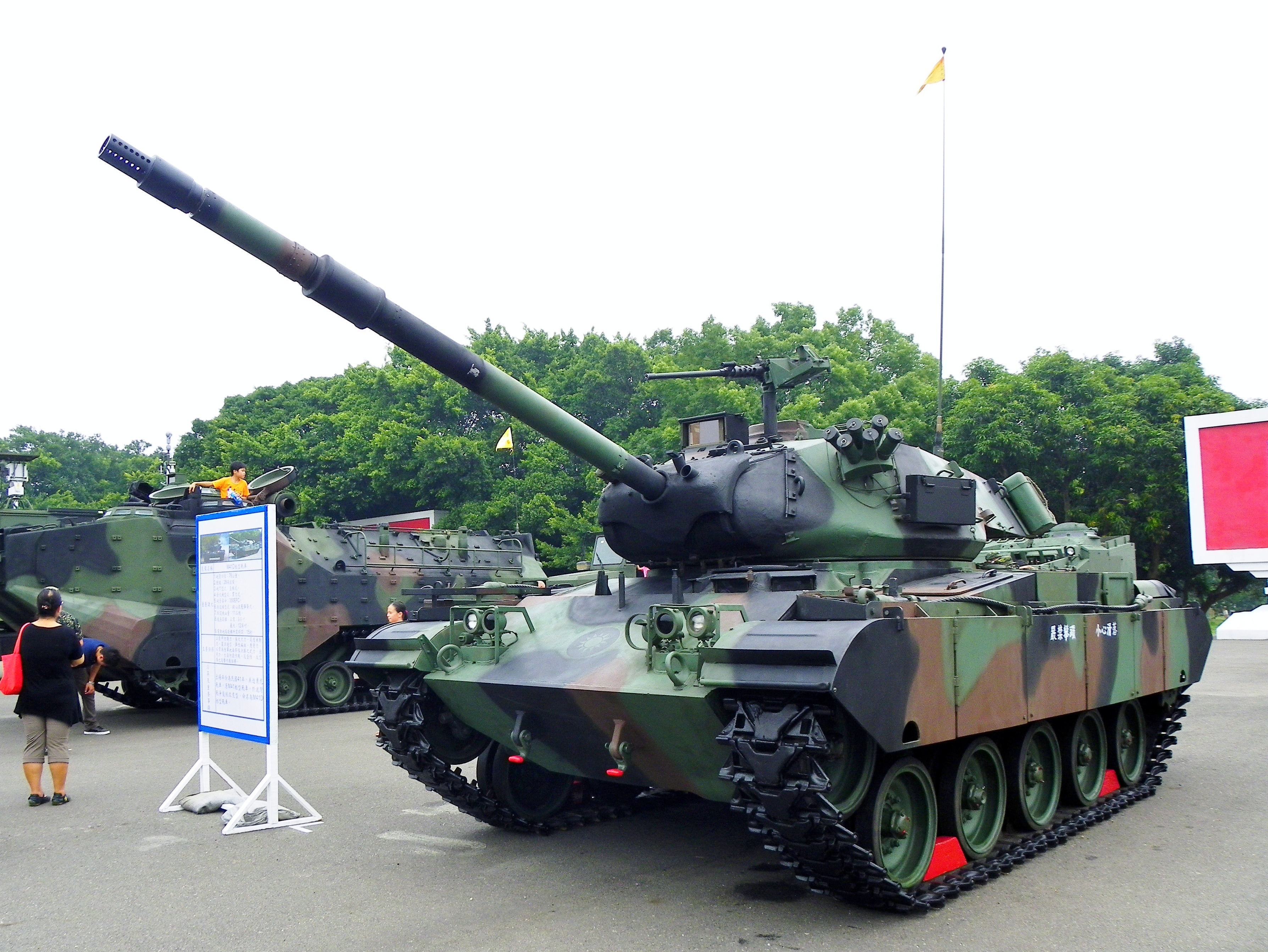
M-41D 戰車
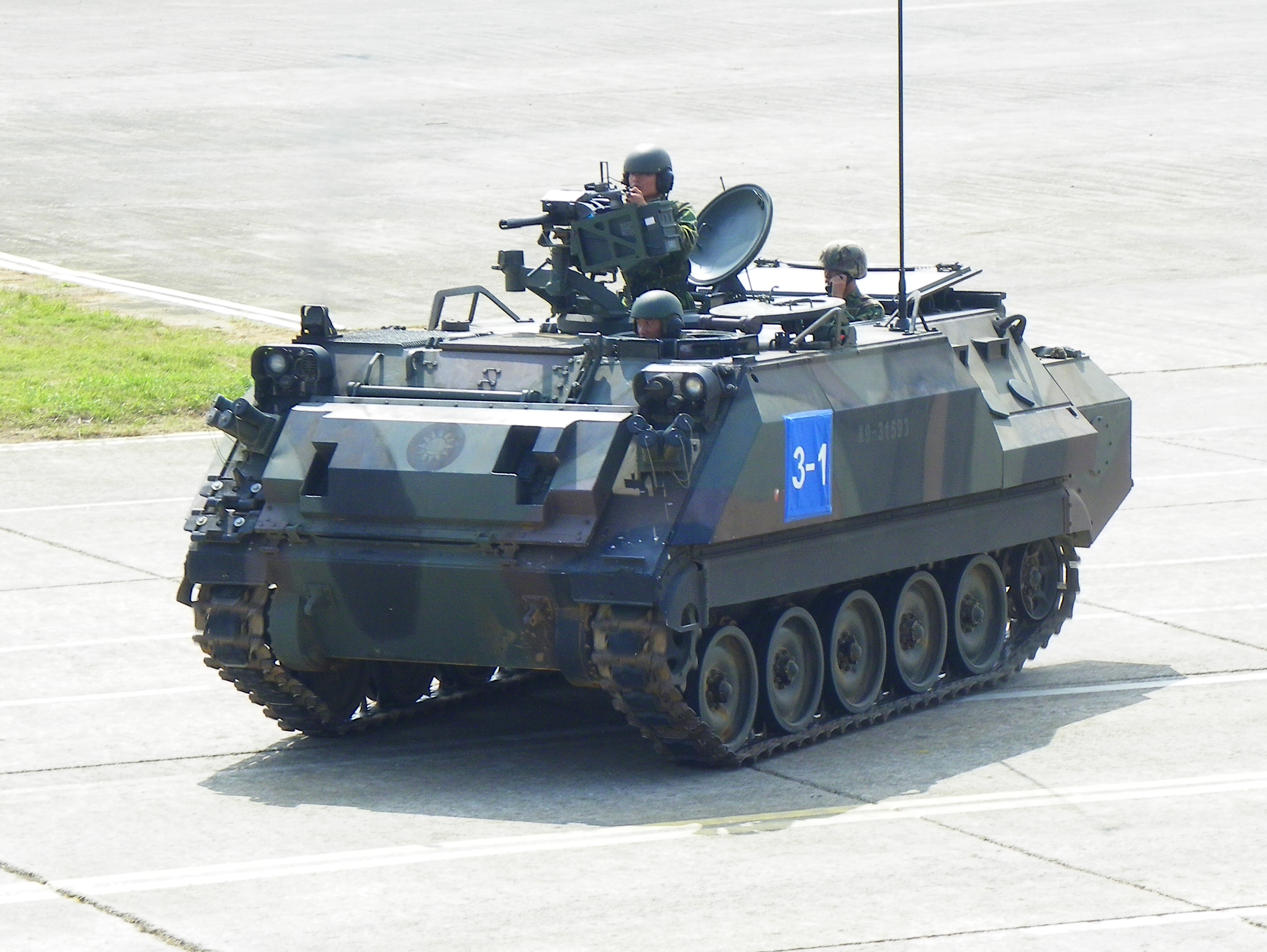
CM-21裝甲運兵車
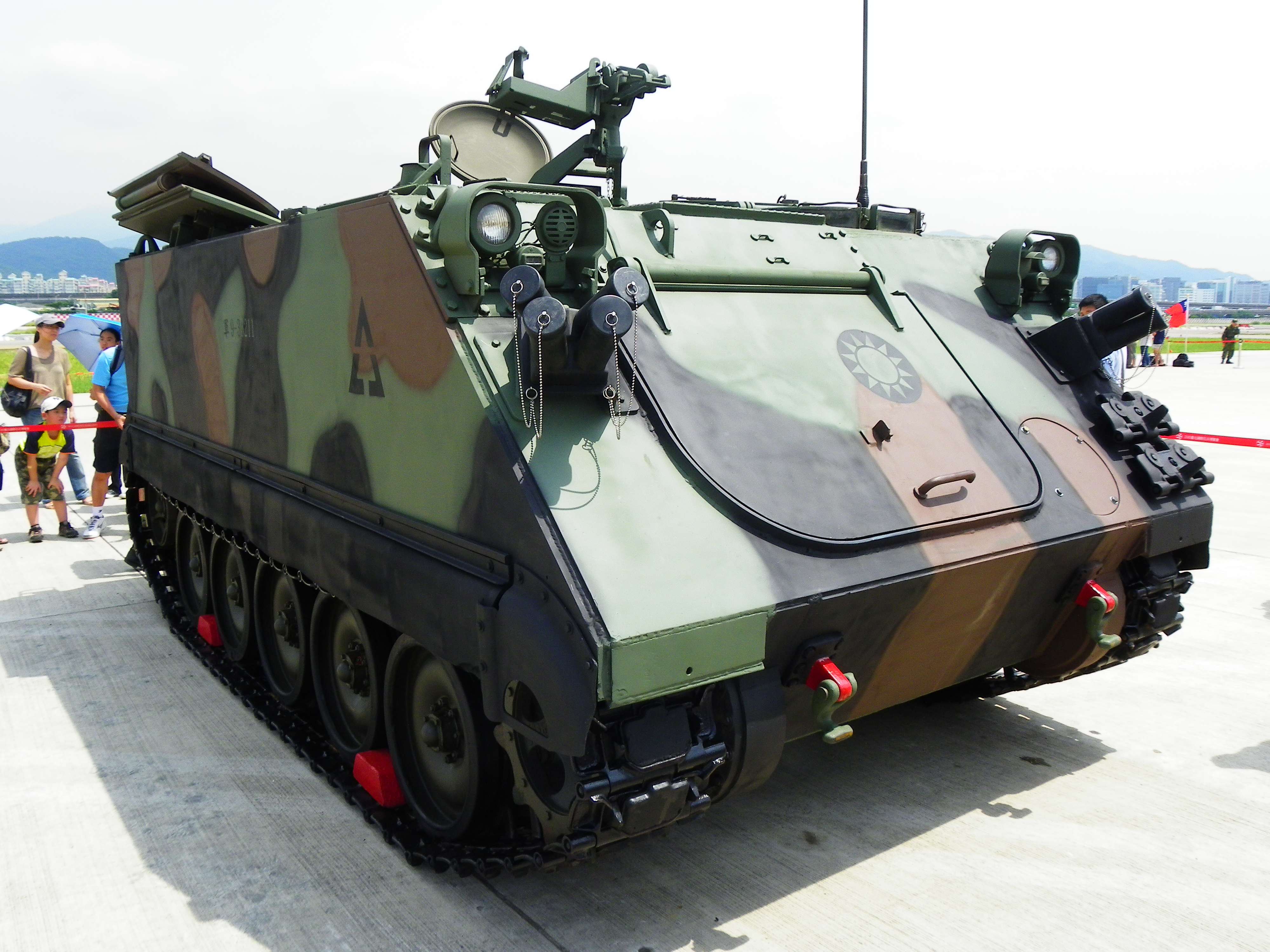
CM-22裝甲迫砲車
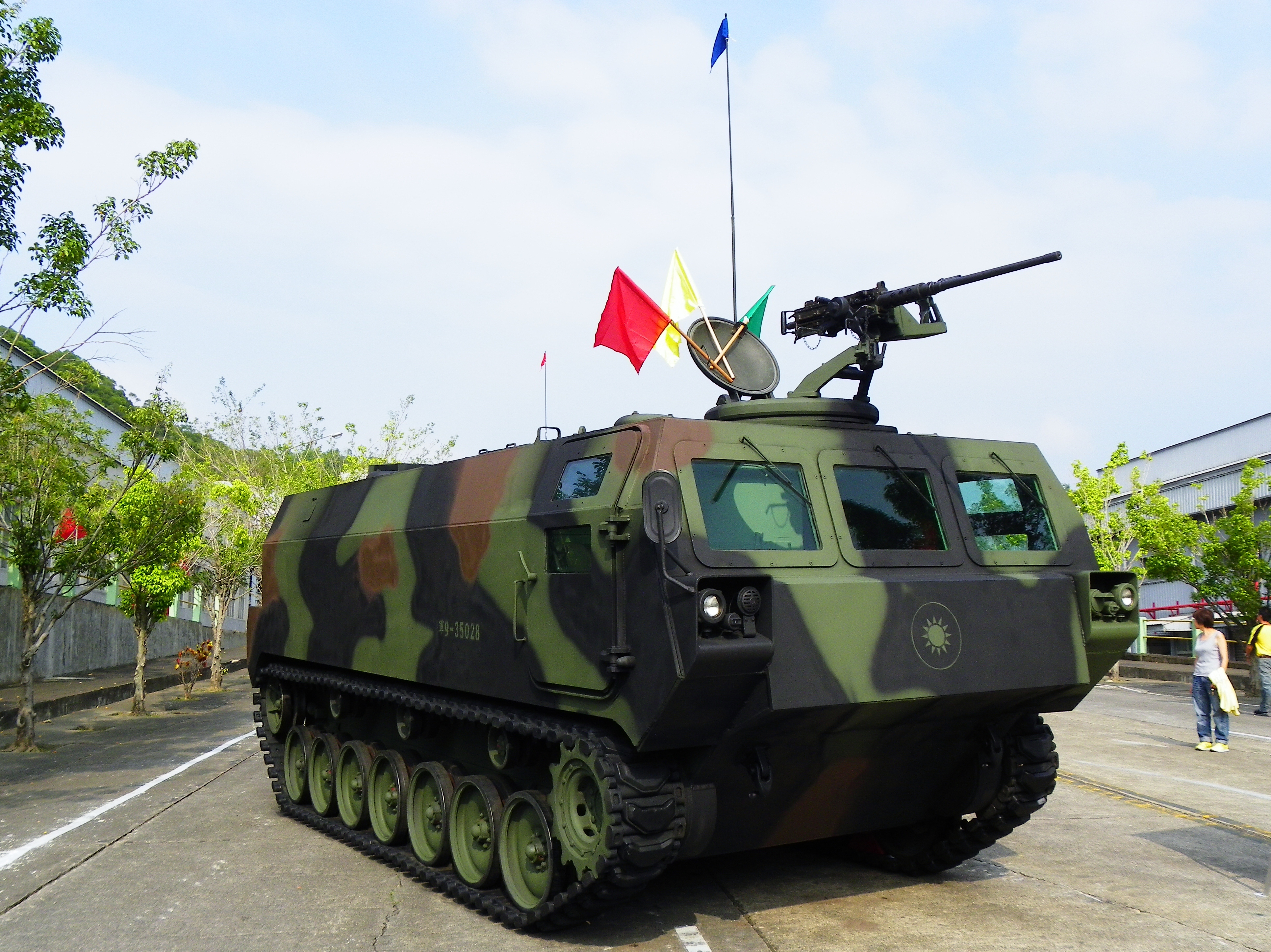
CM-24彈藥運輸車
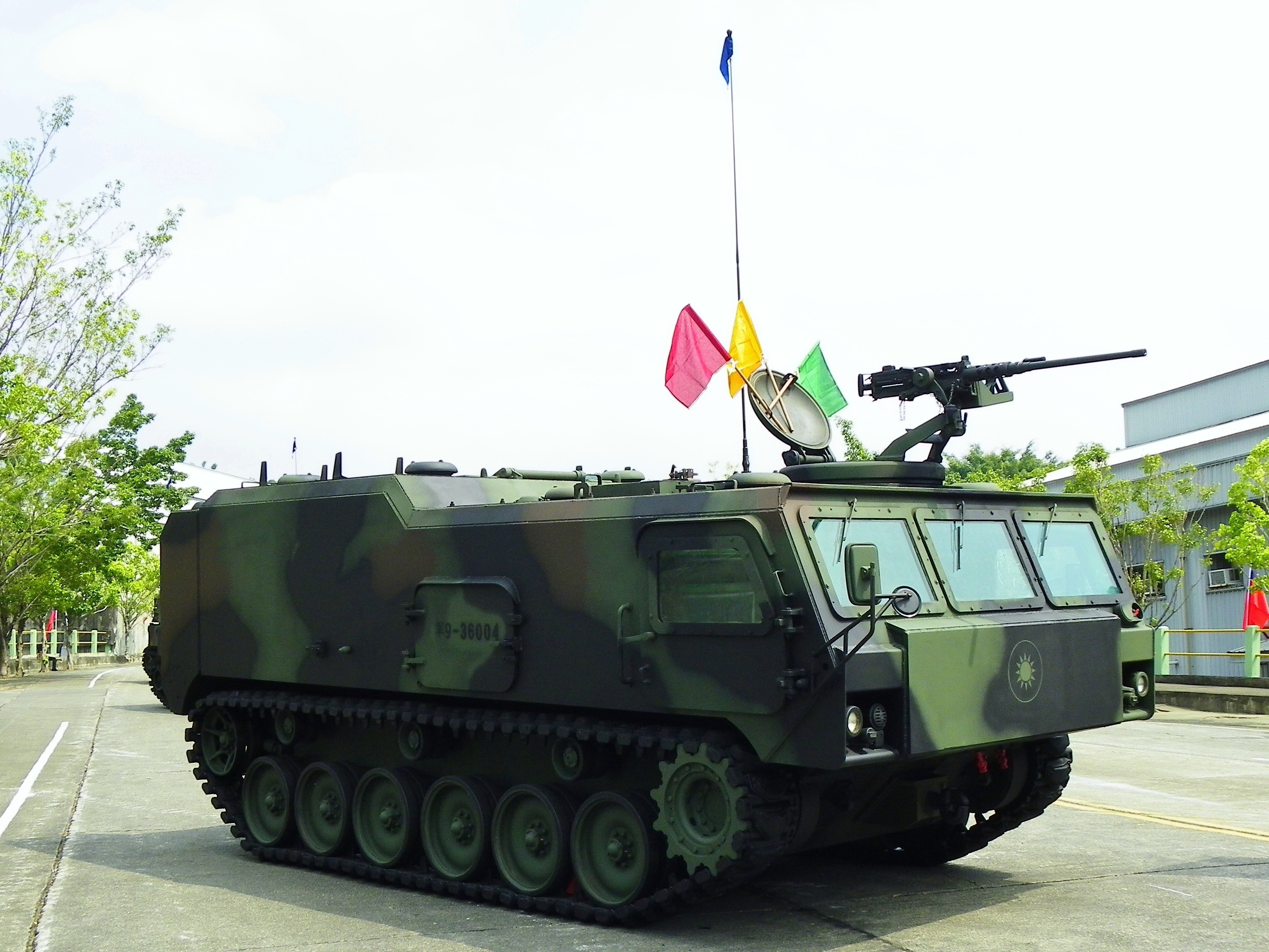
CM-27高速牽引車
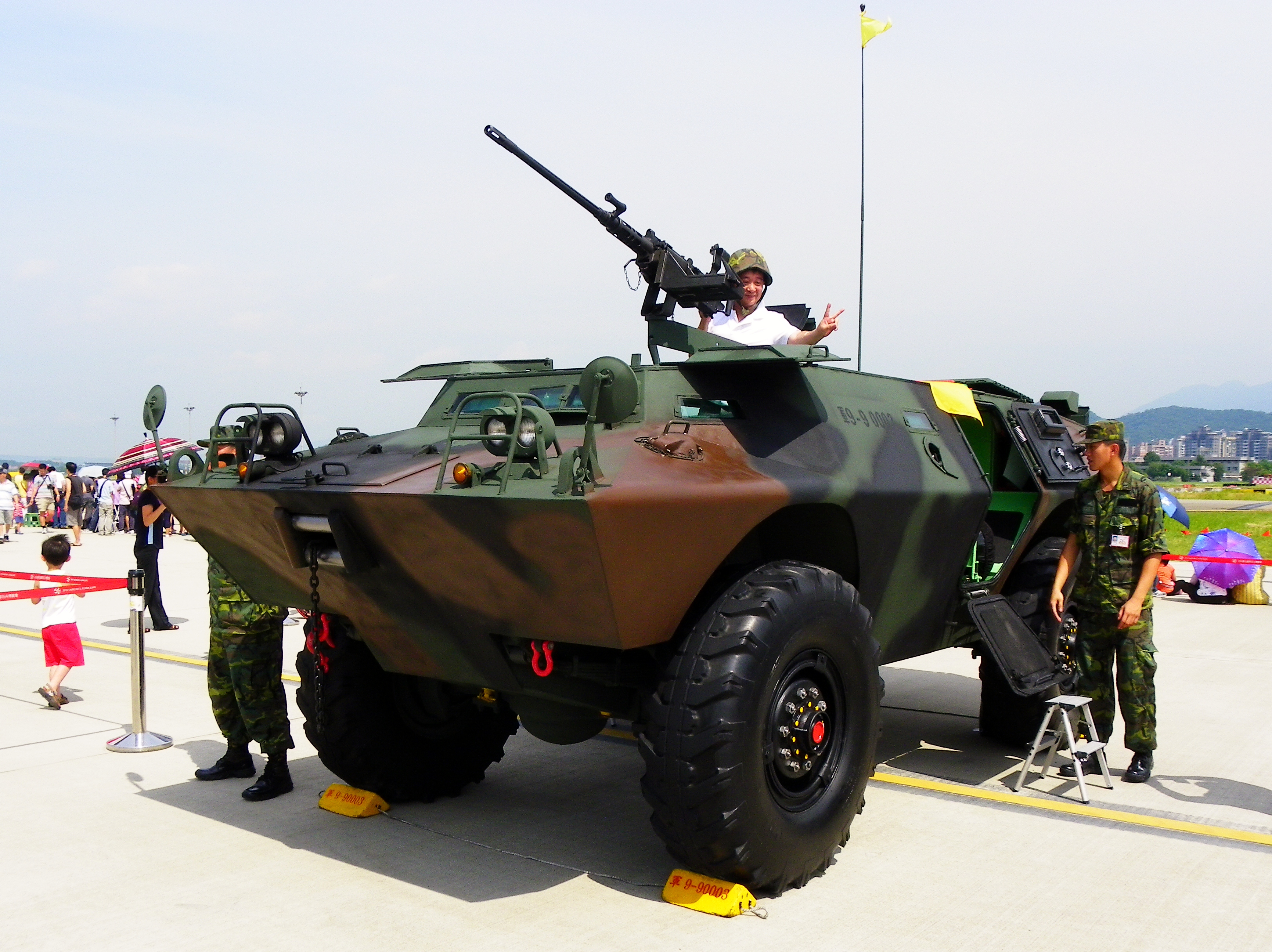
開放試乘的中華民國陸軍V-150裝甲車
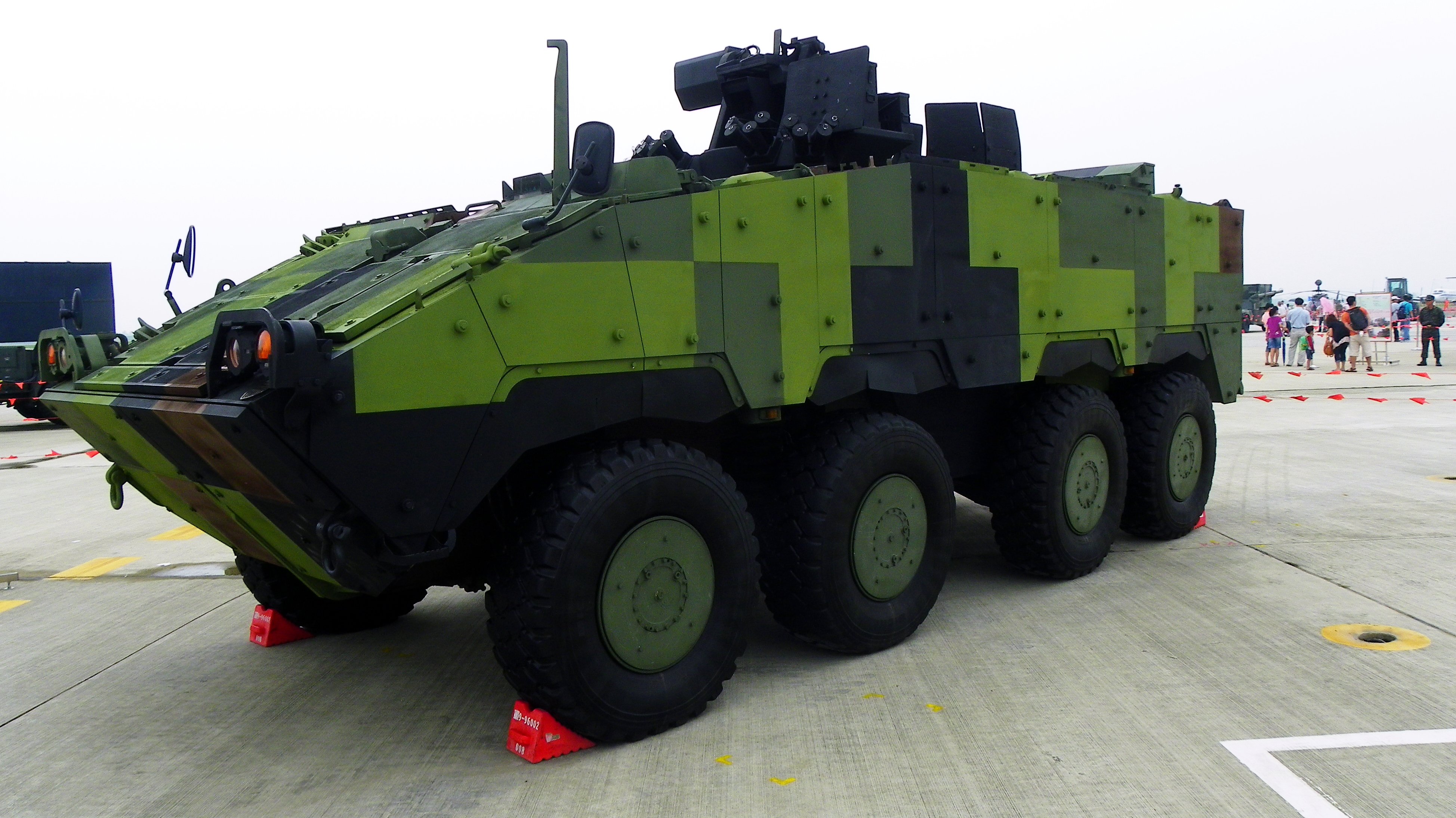
CM-32/33雲豹裝甲運兵車
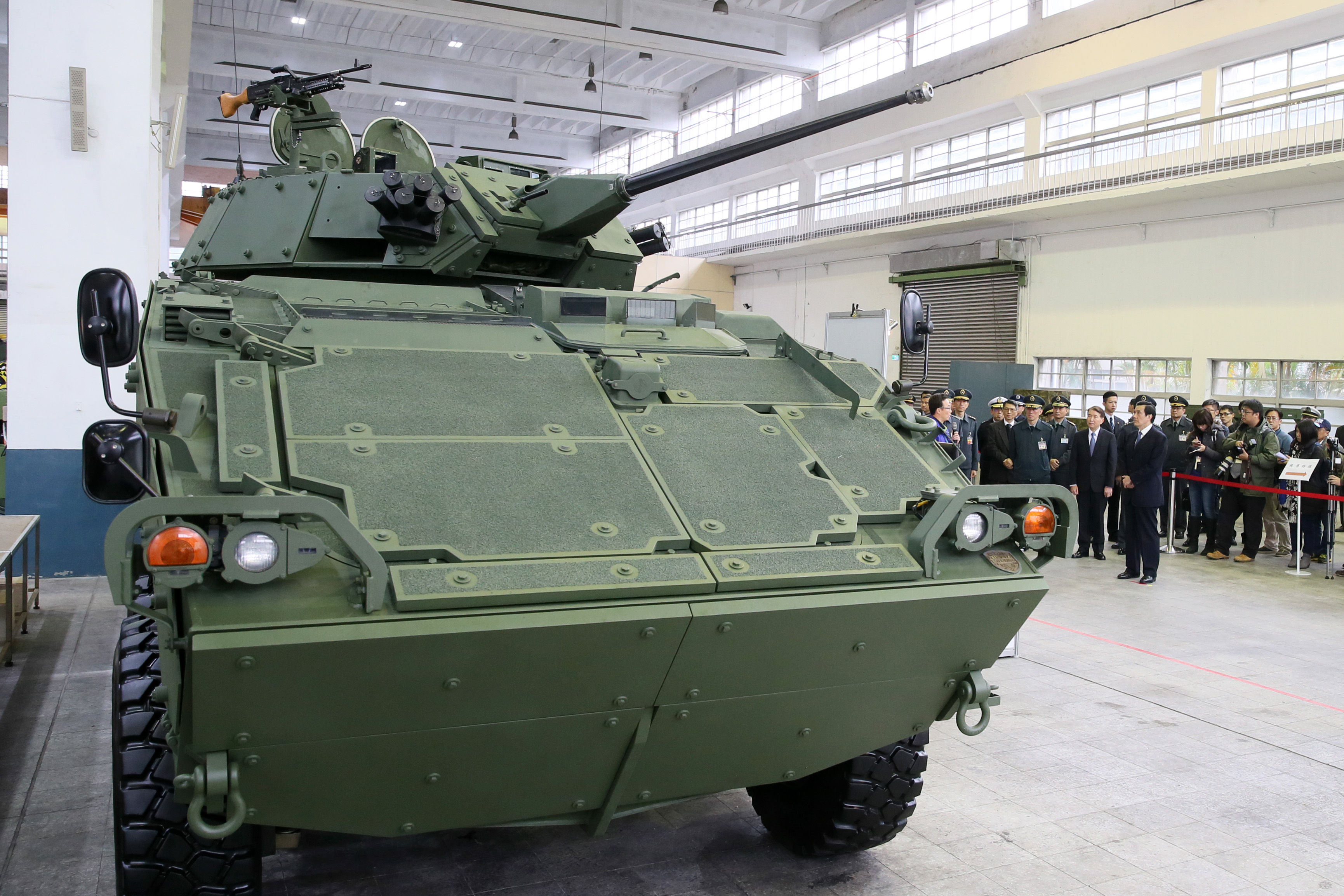
CM-34 30公厘機砲裝步戰鬥車
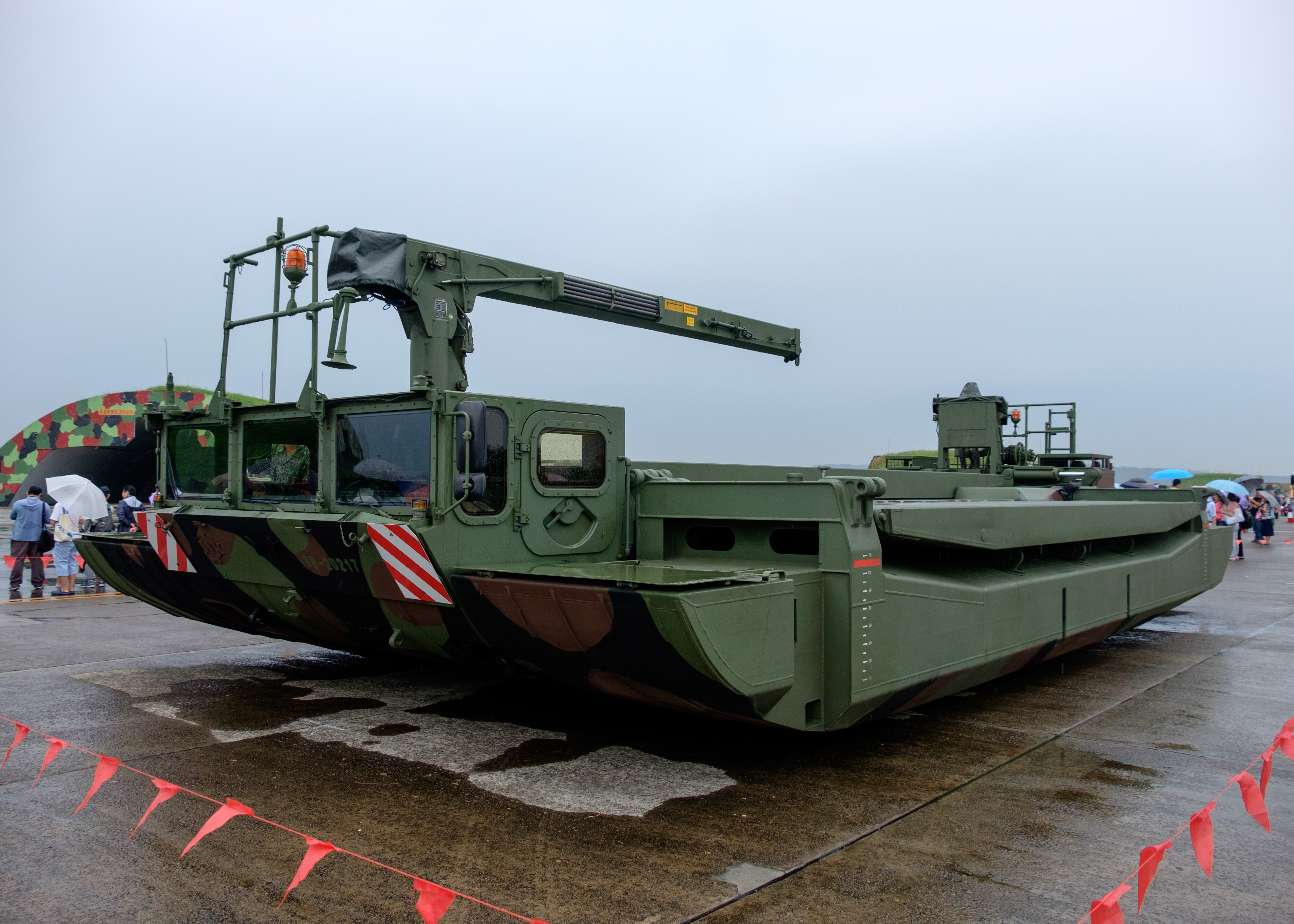
M3浮門橋
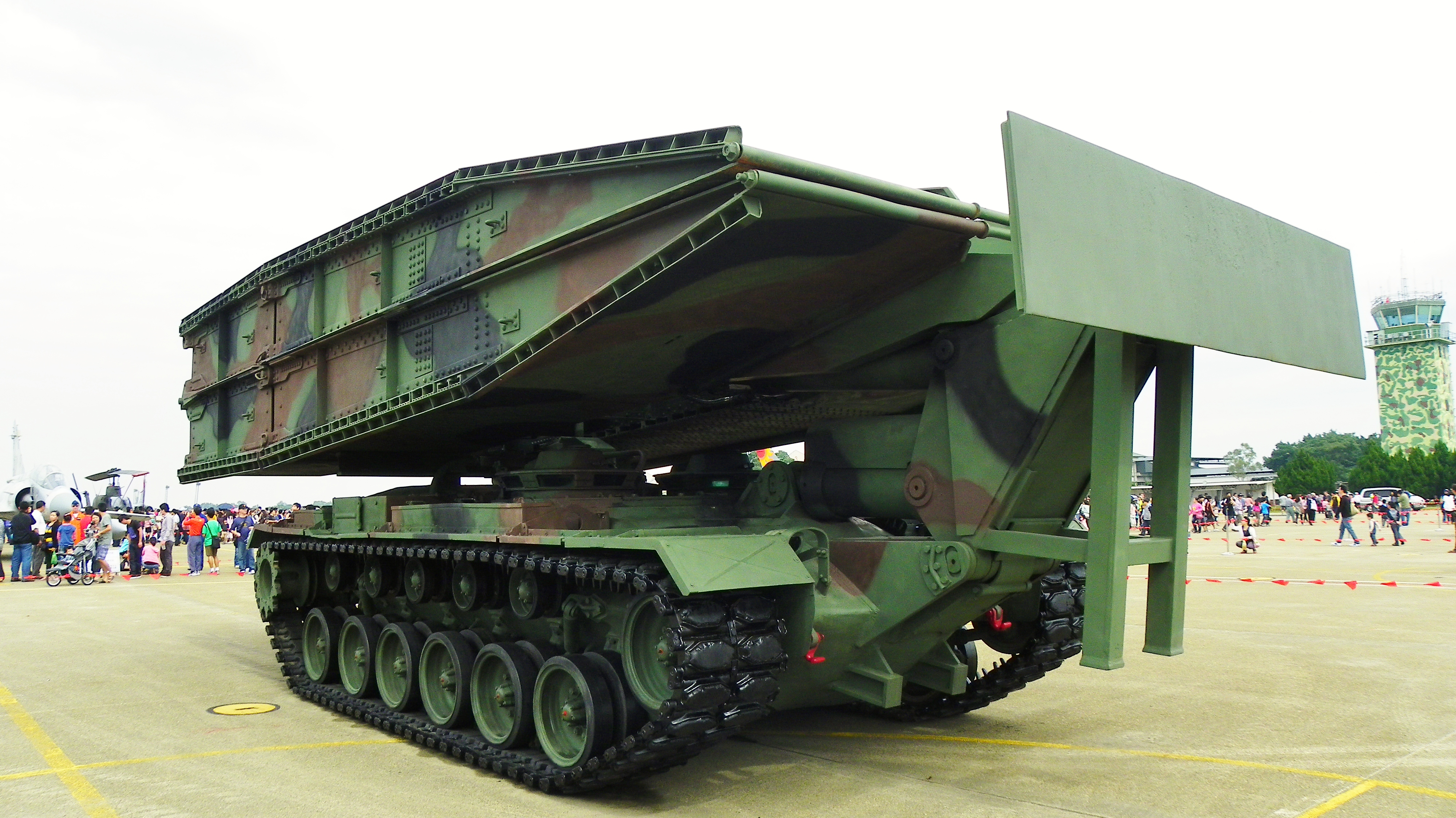
M48A5 履帶機動橋
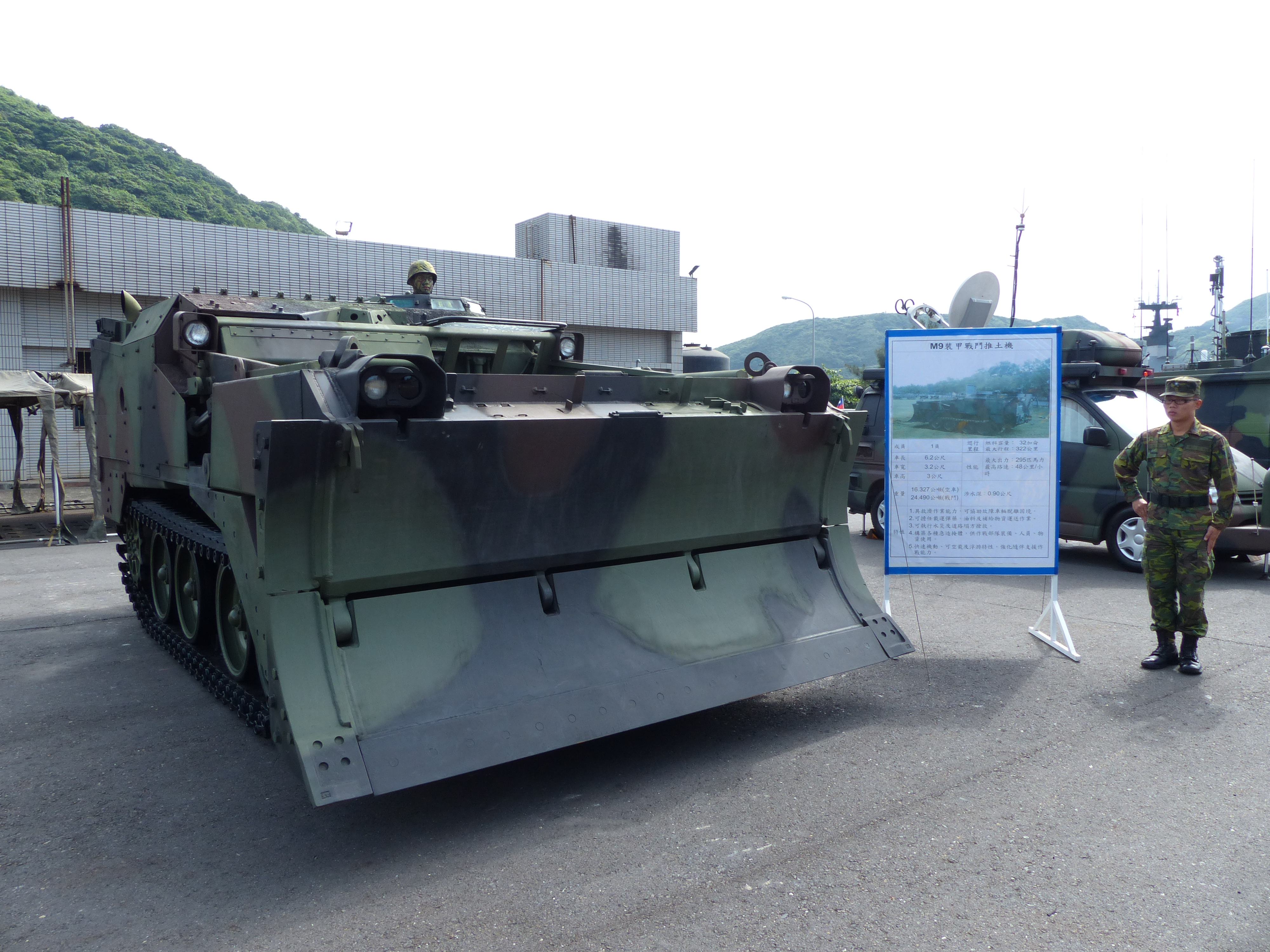
M9裝甲戰鬥推土機
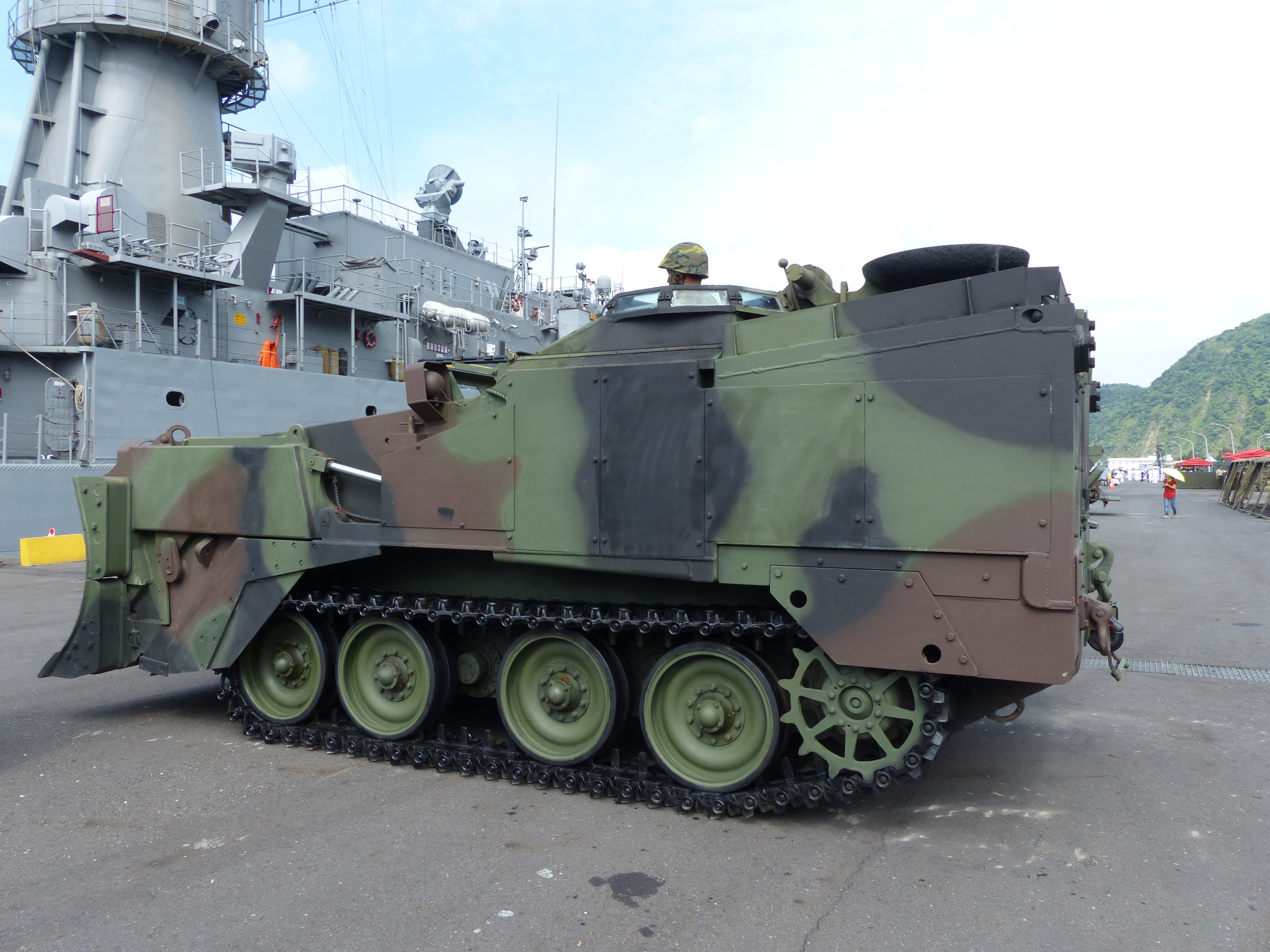
M9裝甲戰鬥推土機
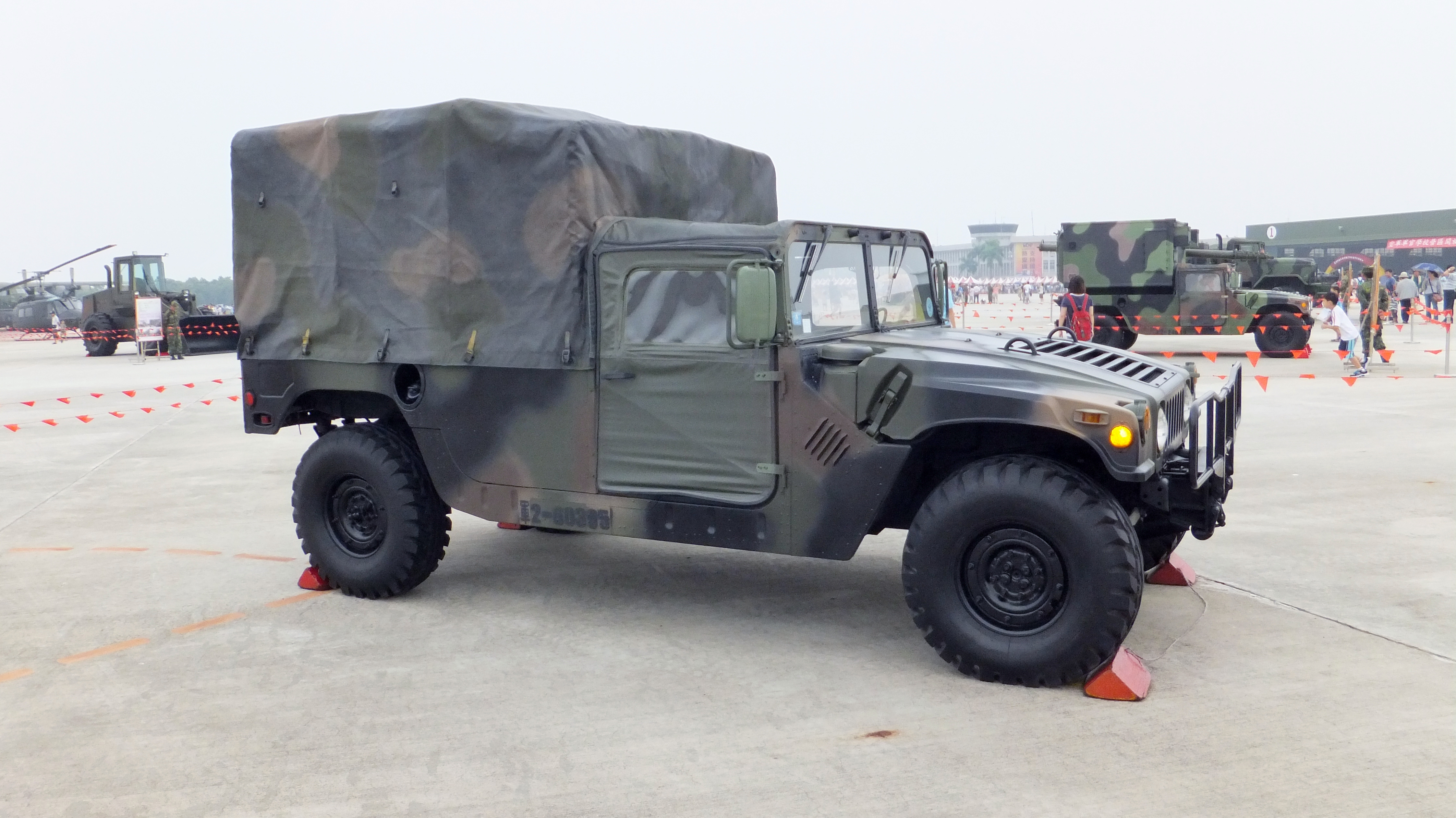
悍馬
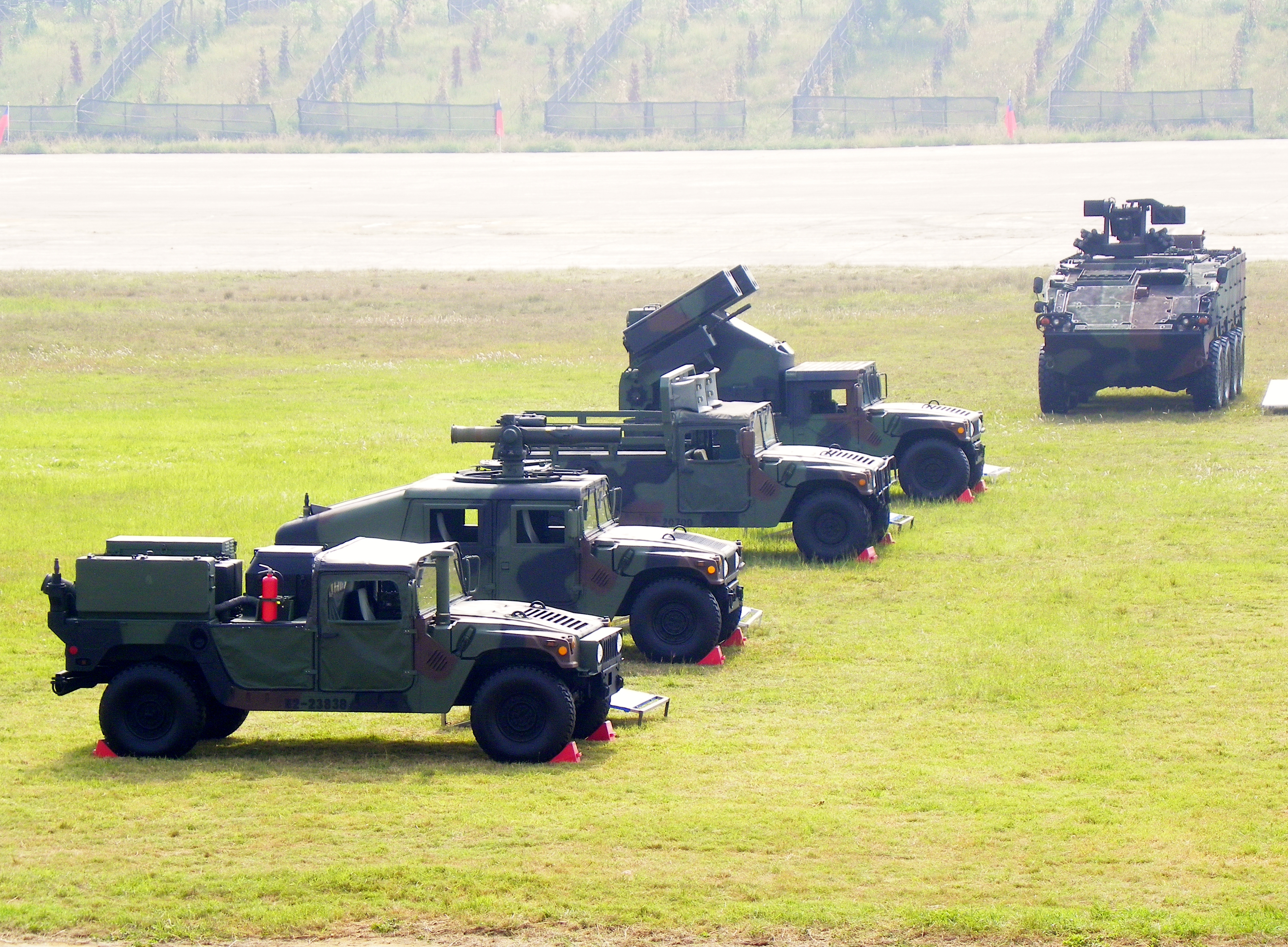
中華民國陸軍使用之四種悍馬，由遠至近分別是復仇者防空飛彈發射車、心戰喊話車、拖式飛彈發射車、M56土狼式渦輪發煙車
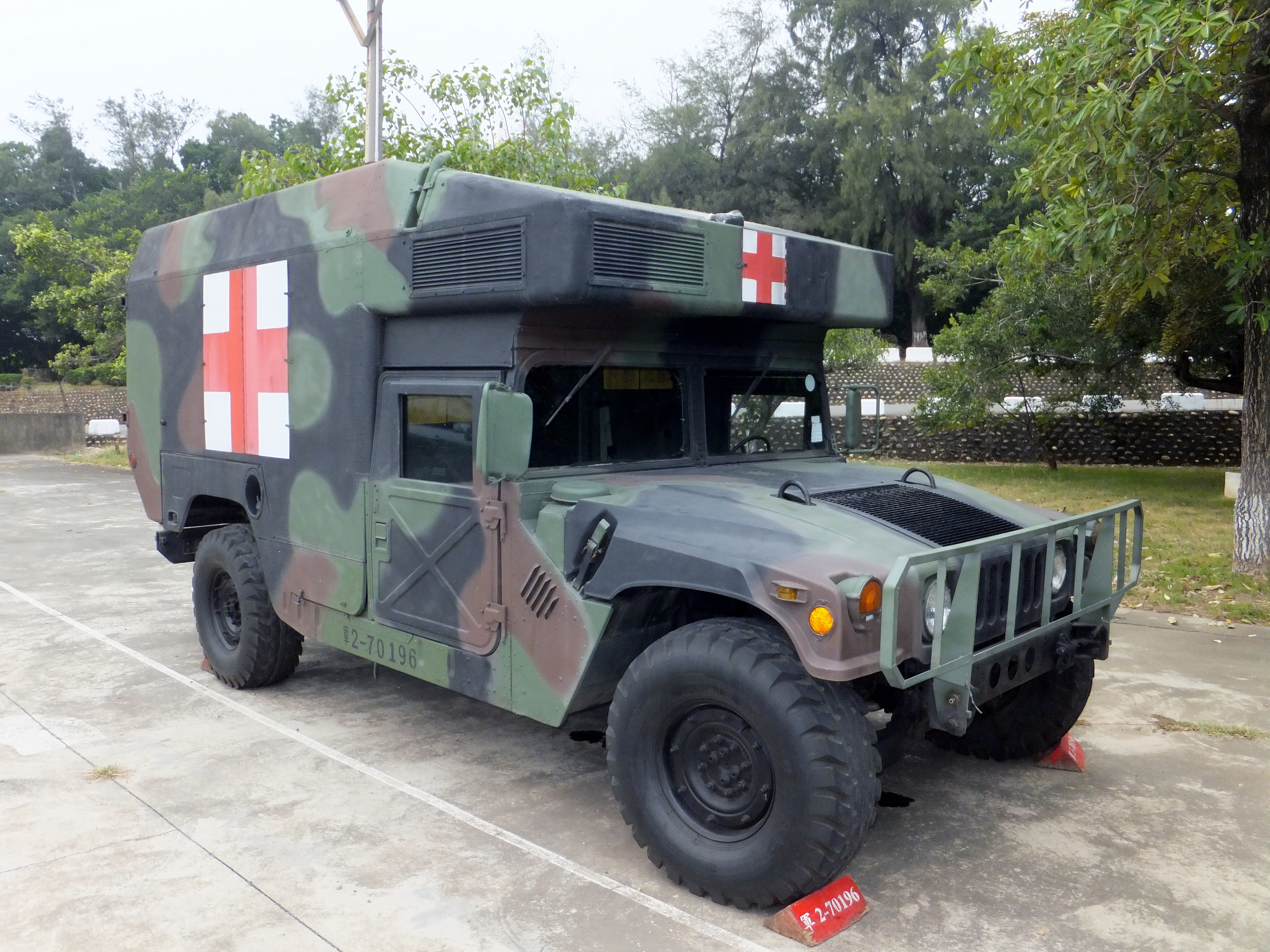
M997野戰型悍馬救護車
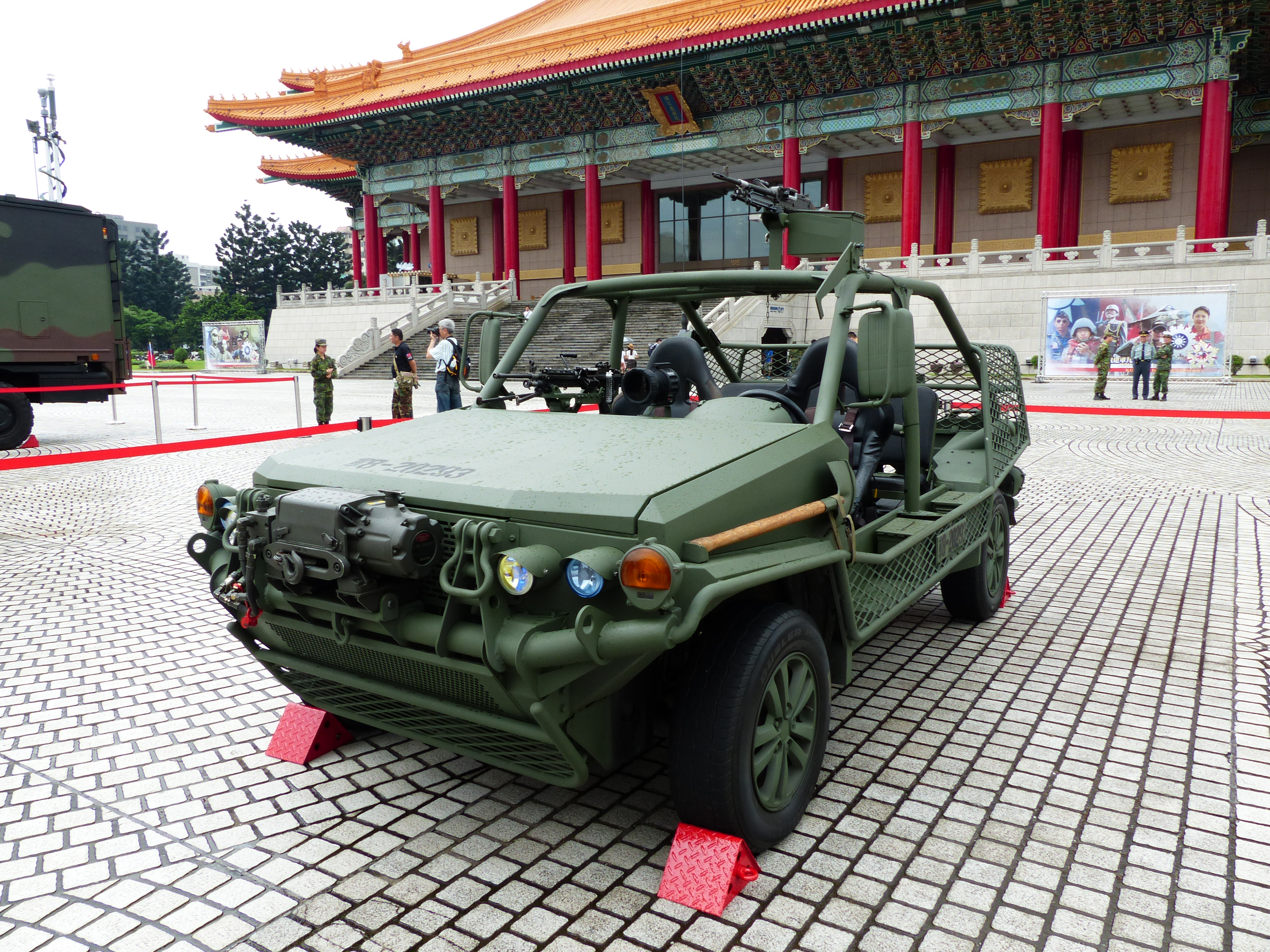
SC-09A 4WD特戰突擊車
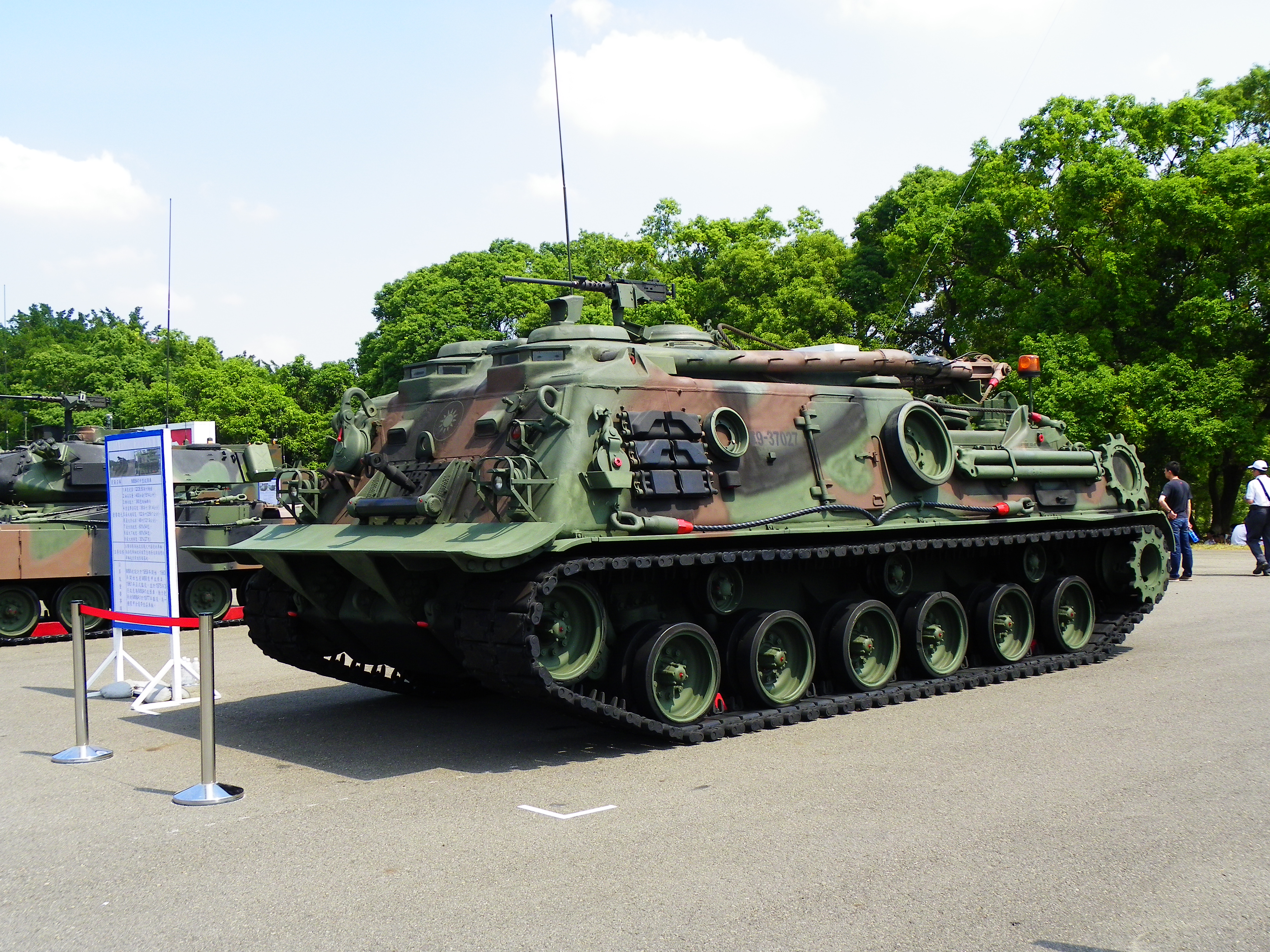
M88A1裝甲救濟車
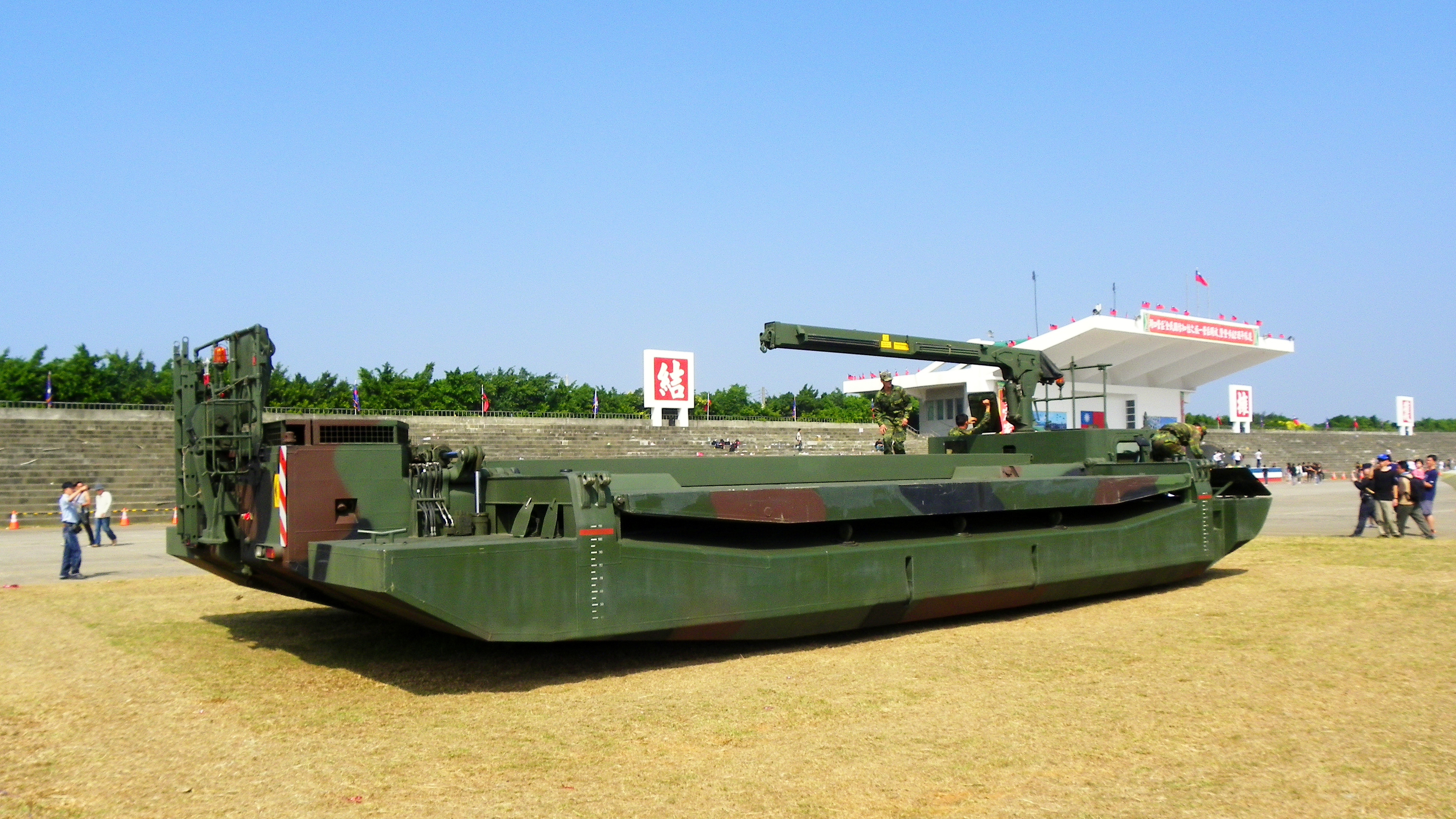
M3浮門橋

### 輪型載具
| 名稱                           | 產地     | 型號                 | 數量    | 備註 |
| ------------------------------ | -------- | -------------------- | ------- | --- |
| 五十鈴Elf                      | 日本     | 通信指揮車           | 未知    | |
| 福特 E350加長型SUV             | 美国     | 衛星通信車           | 未知    | 搭載天頻車載終端系統 |
| 賓士3340                       | 德国     | 應援機動指管車       | 未知    | |
| 賓士UNIMOG U4000型             | 德国     | 97式核生化偵檢車     | 10輛    | 2008－2010年，以總金額4億4,000多萬元，採購之核生化偵檢車，由國家中山科學研究院設計及研製。分配在各軍團化學兵群及化學兵學校。 |
| 賓士UNIMOG U4000型             | 德国     | 99式核生化偵檢車     | 10輛    | 由國家中山科學研究院設計及研製完成，分配在各軍團化學兵群及化學兵學校。 |
| 賓士ACROS 3345 AK 多功能傾卸車 | 德国     | 多功能傾卸車         | 84輛    | 2017－2020年逐年編列6億7,769萬3,000元預算，採購84輛新型傾卸車，將逐步取代陸軍舊型25噸傾卸車，由國內承接不少軍車業務的金賓，以賓士ACROS 3345 AK卡車底盤改裝而來，載重可達26噸，最大特色則是後方車斗能因應任務環境需要，向左、右或後方傾卸，對執行部分空間狹小的救難現場很有幫助，目前在各工兵單位服役。 |
| 中型戰術輪車                   | 中華民國 | 3.5噸載重卡車        | 4,788輛 | 由三陽工業與美國ITEC國際卡車引擎公司聯手取得合約，總預算達新台幣127億餘元，共生產4,788輛，平均每輛造價265萬餘元，首批生產車於2005年交車。 |
| 0.5噸輕型戰術輪型車輛          | 中華民國 | 輕型戰術輪型車輛     | 3,598輛 | 由三陽工業與以色列越野車廠AIL(Automotive Industries, Ltd.)聯手取得合約，總預算達新台幣48億餘元，共生產3,598輛，平均每輛造價135萬餘元，首批生產車於2015年交車。車型設計分為A型軟頂、B型軟頂加槍架、C型硬頂等3種。A型721輛、B型222輛、C型2,655輛。                                                       |
| IVECO AT8X8 彈藥車             | 中華民國 | 彈藥車               | 未知    | 配合雷霆2000多管火箭系統，用於裝卸彈藥之用 |
| 三菱Outlander                  | 中華民國 | 戰備督導車           | 240     | 因輕型戰術輪車採購延宕，2008年採購供營、旅級以上主官行政運用 |
| 三陽 野狼125                   | 中華民國 | 偵查摩托車           | 未知    | |
| 光陽 KTR150                    | 中華民國 | 偵查摩托車           | 未知    | |
| 光陽 MXU700i                   | 中華民國 | ATV全地形車          | 28      | 裝備陸軍航特部，部份進駐武嶺營區投入高山救援 |
| SC-09A 4WD特戰突擊車           | 中華民國 | 四輪突擊車           | 56輛    | 由國內民間車商以福特Escape 2.3 4WD休旅車底盤引擎改裝製成，配賦特戰營使用，可由直升機直接吊掛運輸。 |
| 蒙特奇MONTAGUE傘兵摺疊車       | 美国     | 折疊偵搜、越野自行車 | 未知    | 重13.2公斤，承載重量：227公斤，具有廿七段變速的越野車，配賦於特戰指揮部 |
| M1070A1 HET重裝備運輸車        | 美国     | HET運輸車            | 6       | 用於運輸M1A2T艾布蘭主力戰車。 |
| M1000 重裝備運輸板車           | 美国     | 運輸車               | 6       | |
| M1000中型戰術車輛              | 美国     | 中型戰術車輛         | 未知    | |
| 賓士Sprinter 316 CDI           | 德国     | 救護車               | 未知    | 定位為城市型救護車，運用於城市既有道路傷患後送。三軍各軍醫單位、軍醫院皆有使用。 |
| 三菱得利卡                     | 中華民國 | 救護車               | 未知    | 定位為城市型救護車，運用於城市既有道路傷患後送。長、短軸四輪傳動版本得利卡在三軍各軍醫單位、軍醫院皆有使用。 |
| 福斯T5                         | 德国     | 救護車               | 未知    | 定位為城市型救護車，運用於城市既有道路傷患後送。三軍各軍醫單位、軍醫院皆有使用。 |

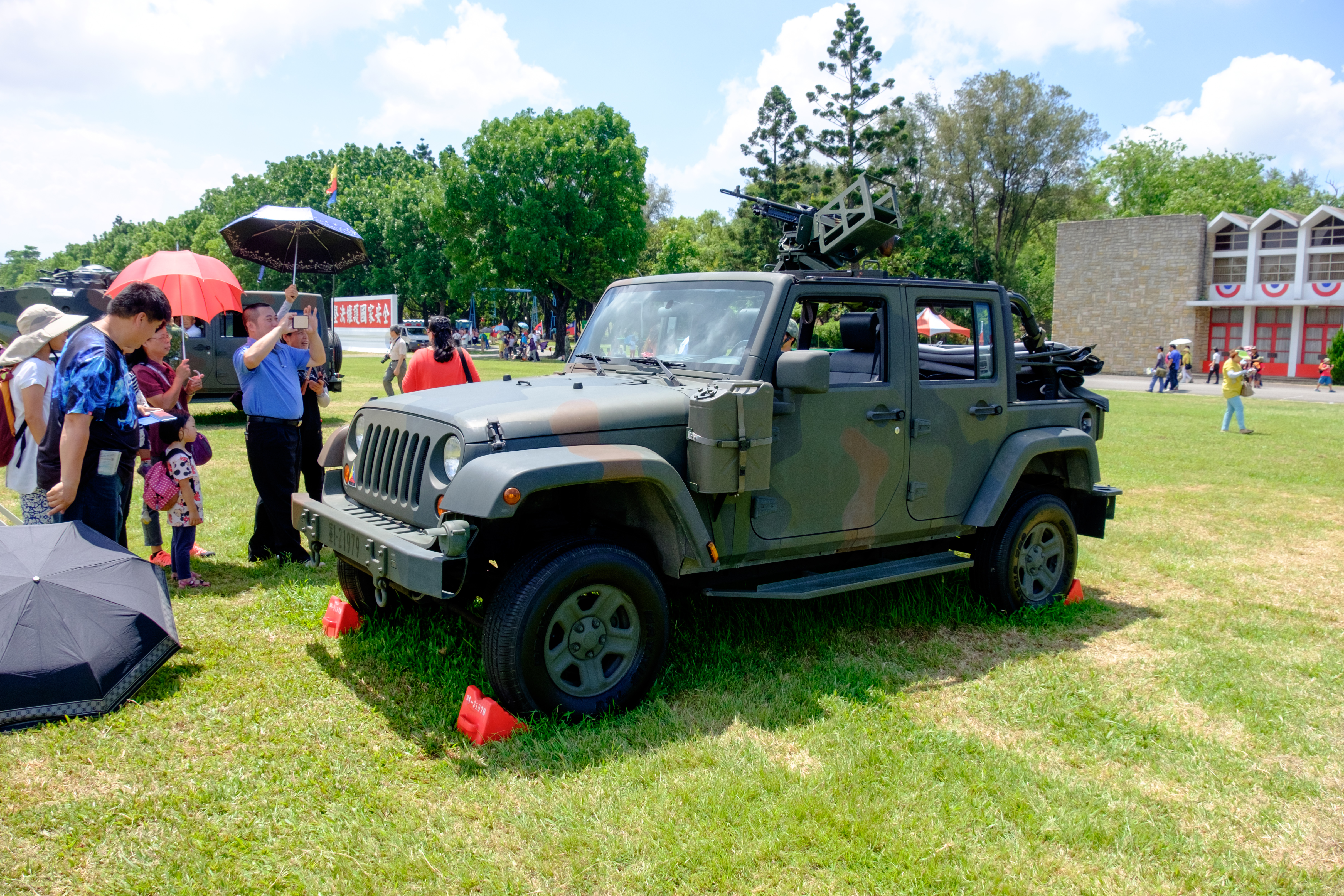
Jeep Wrangler 0.5噸輕型戰術輪型車輛B型
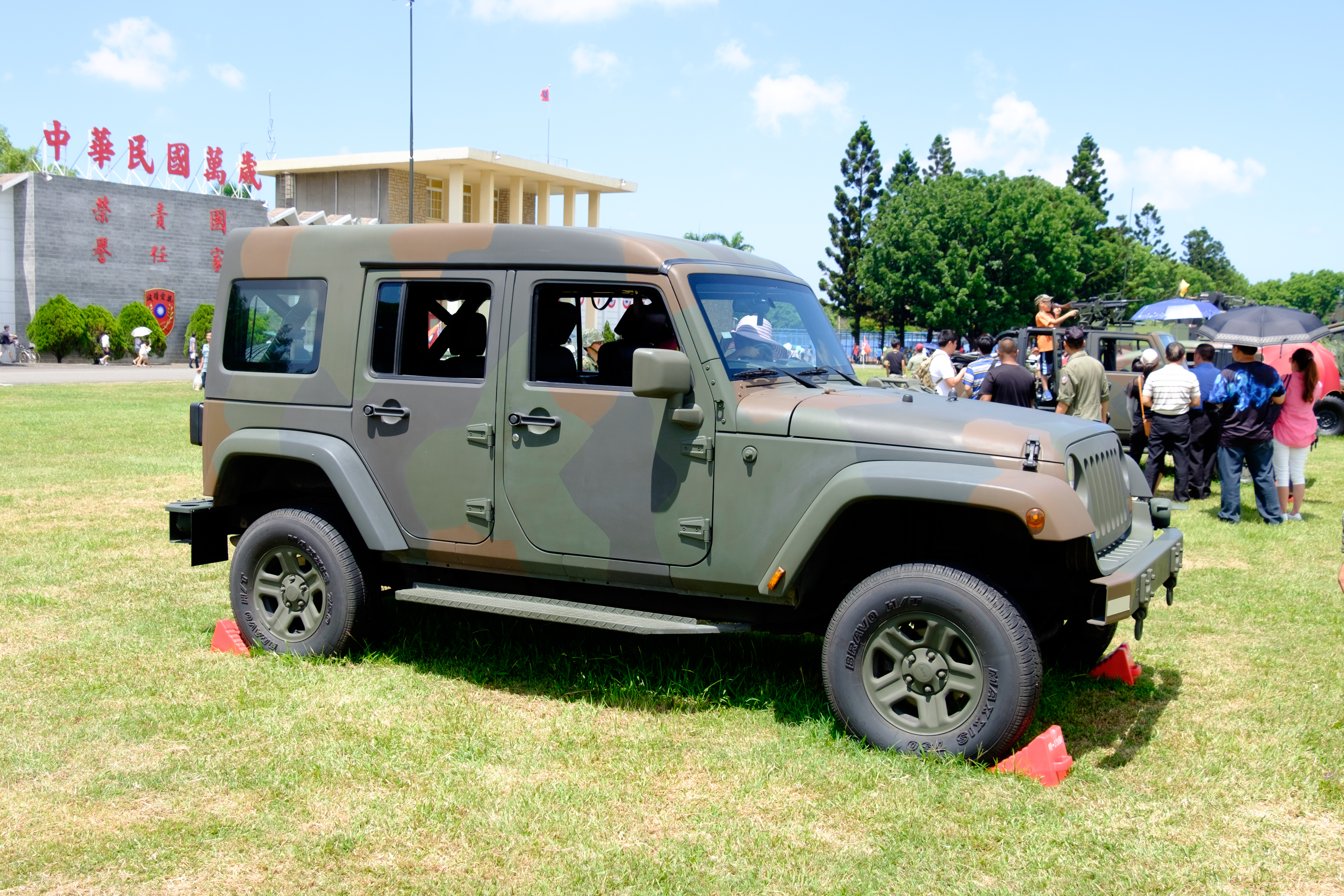
Jeep Wrangler 0.5噸輕型戰術輪型車輛C型
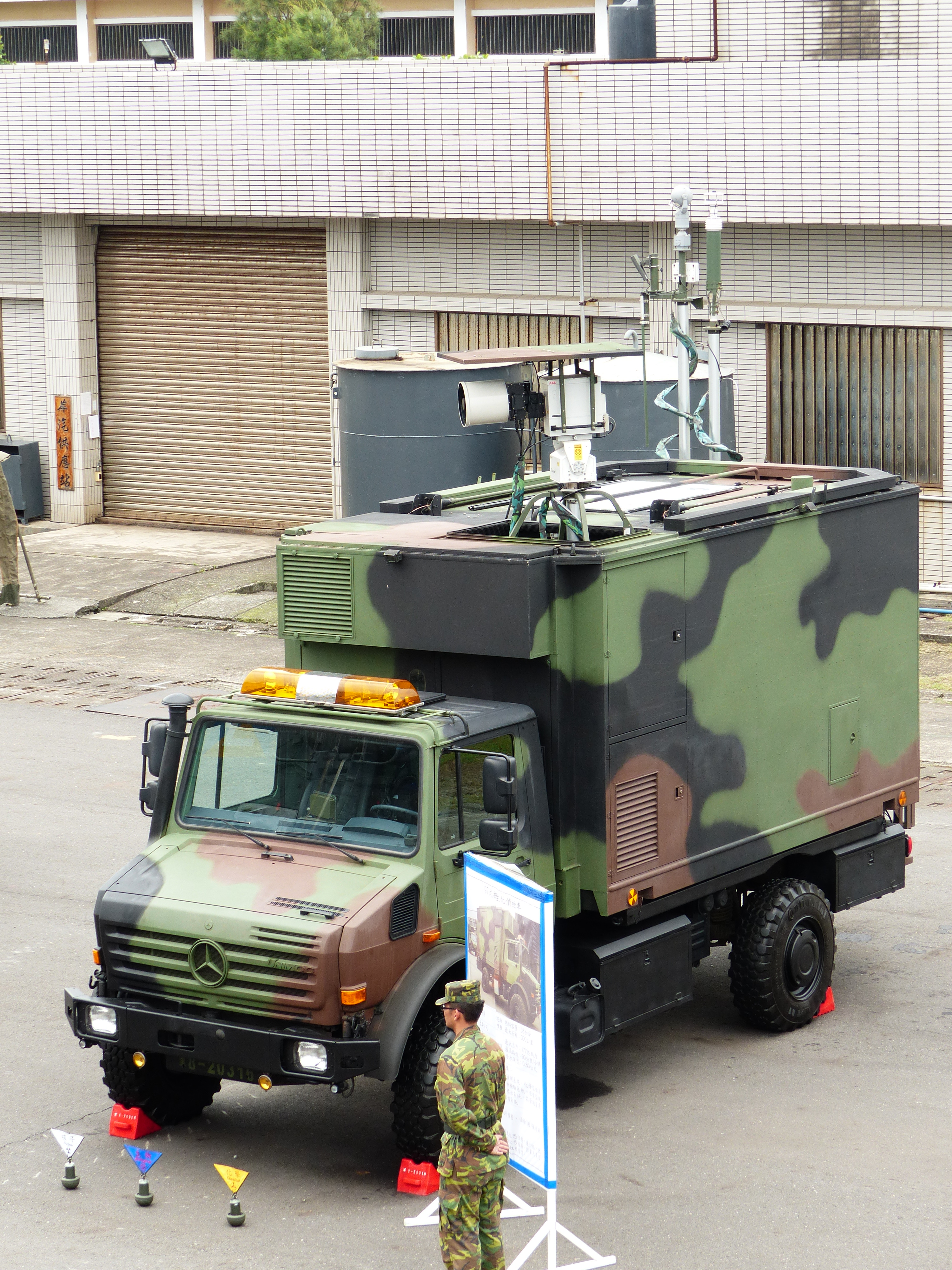
97式核生化偵檢車
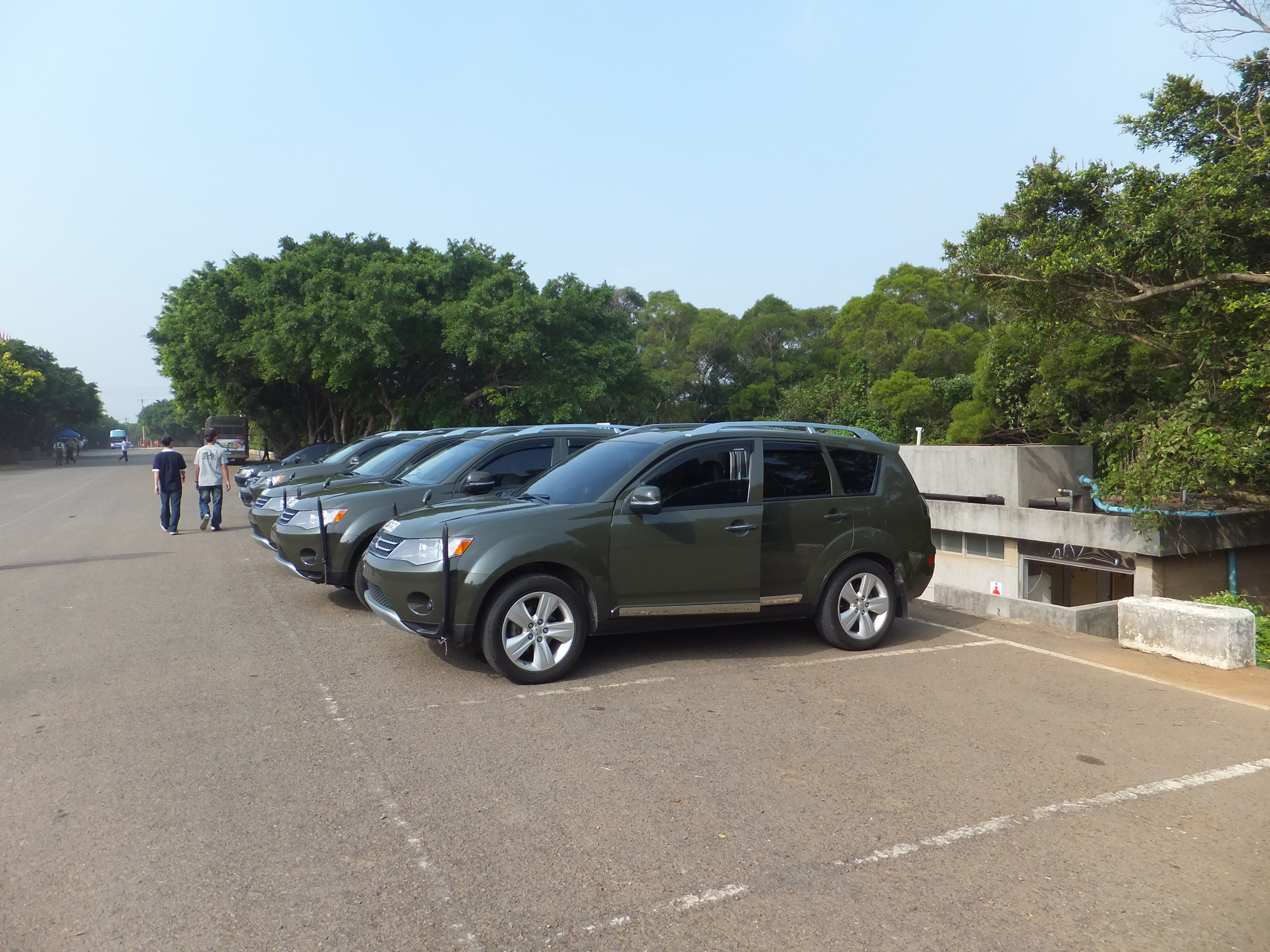
三菱 Outlander
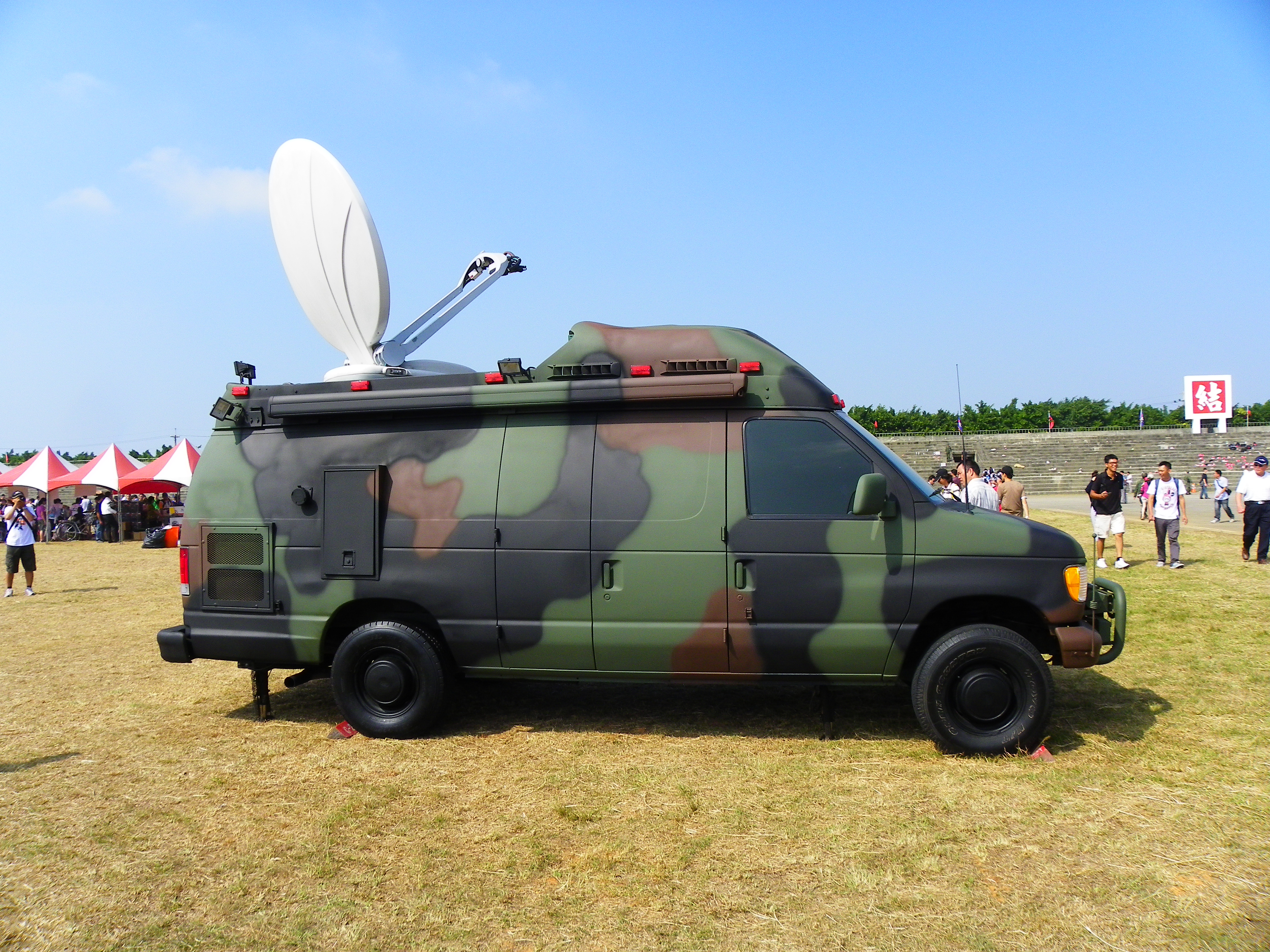
衛星通信車
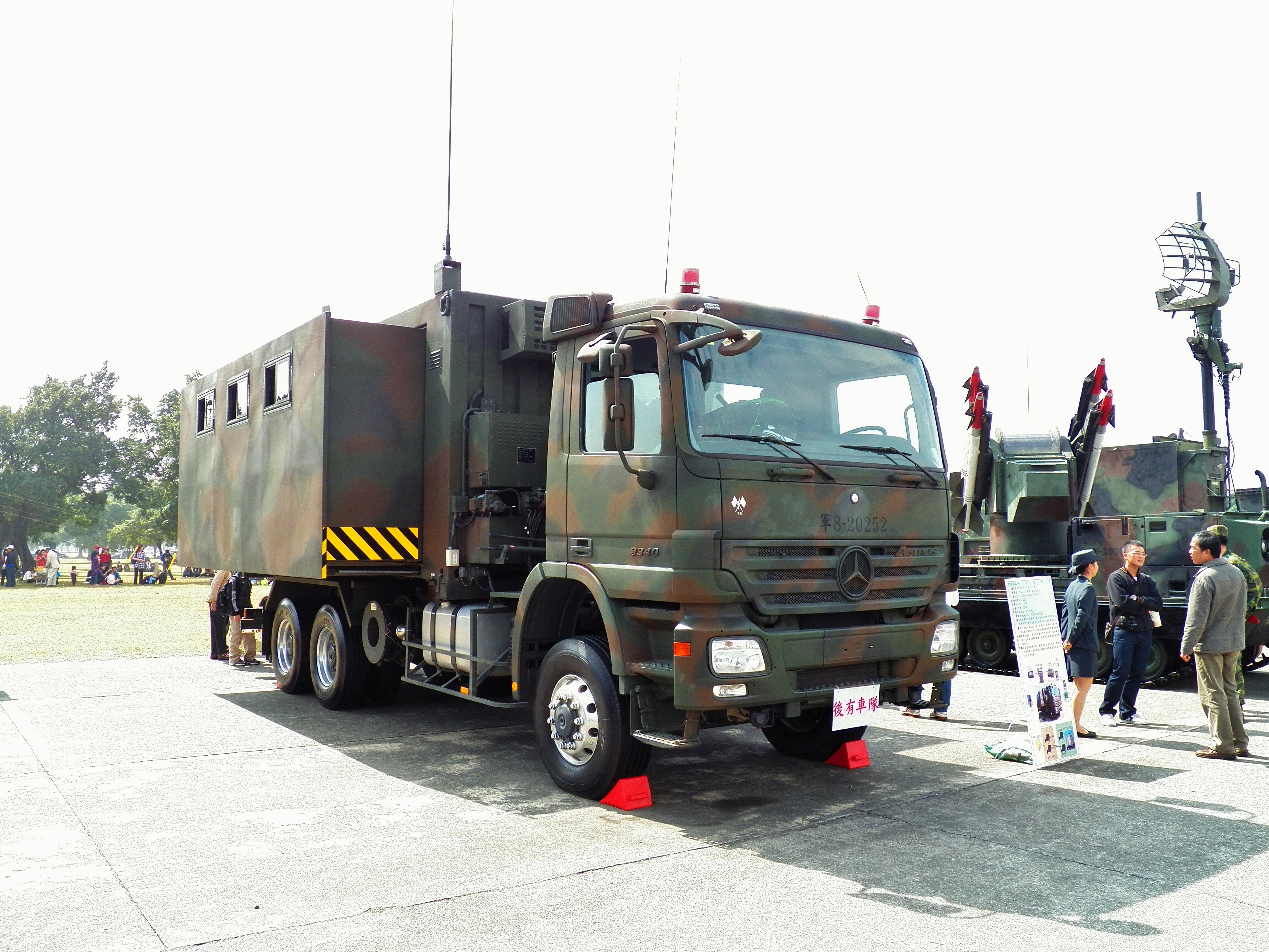
應援機動指管車
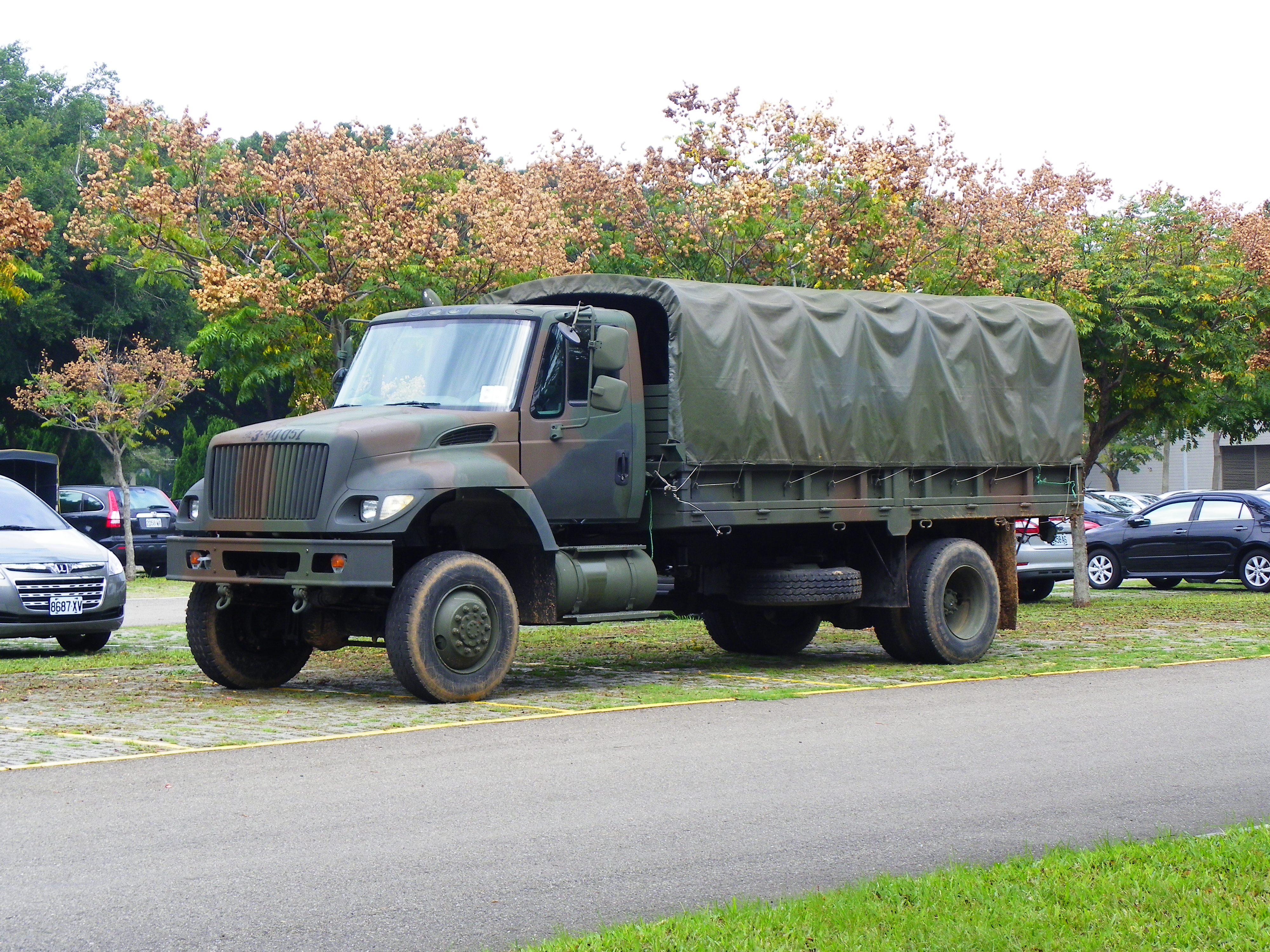
中型戰術輪車
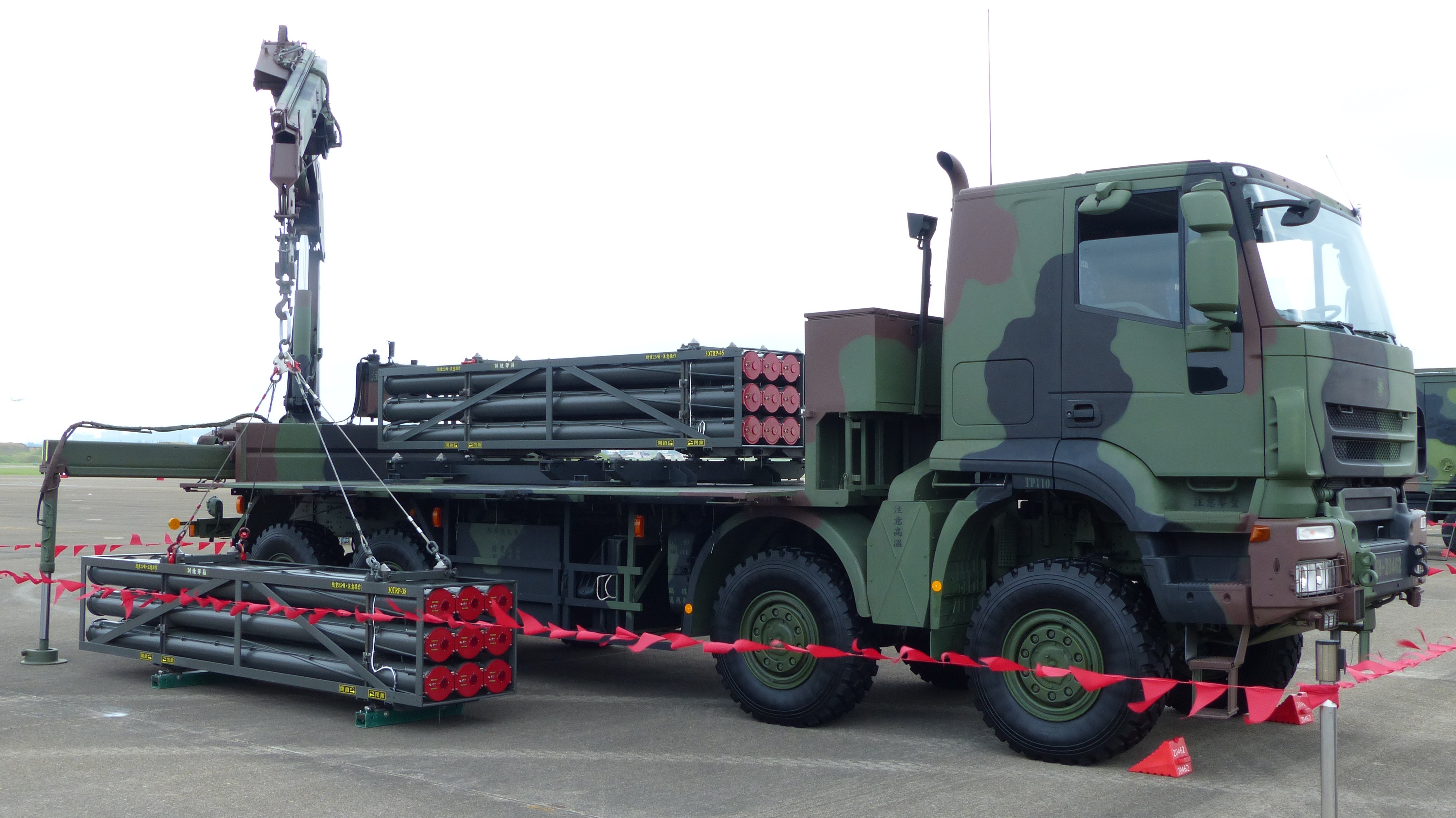
雷霆2000多管火箭系統 IVECO AT 8X8 彈藥車
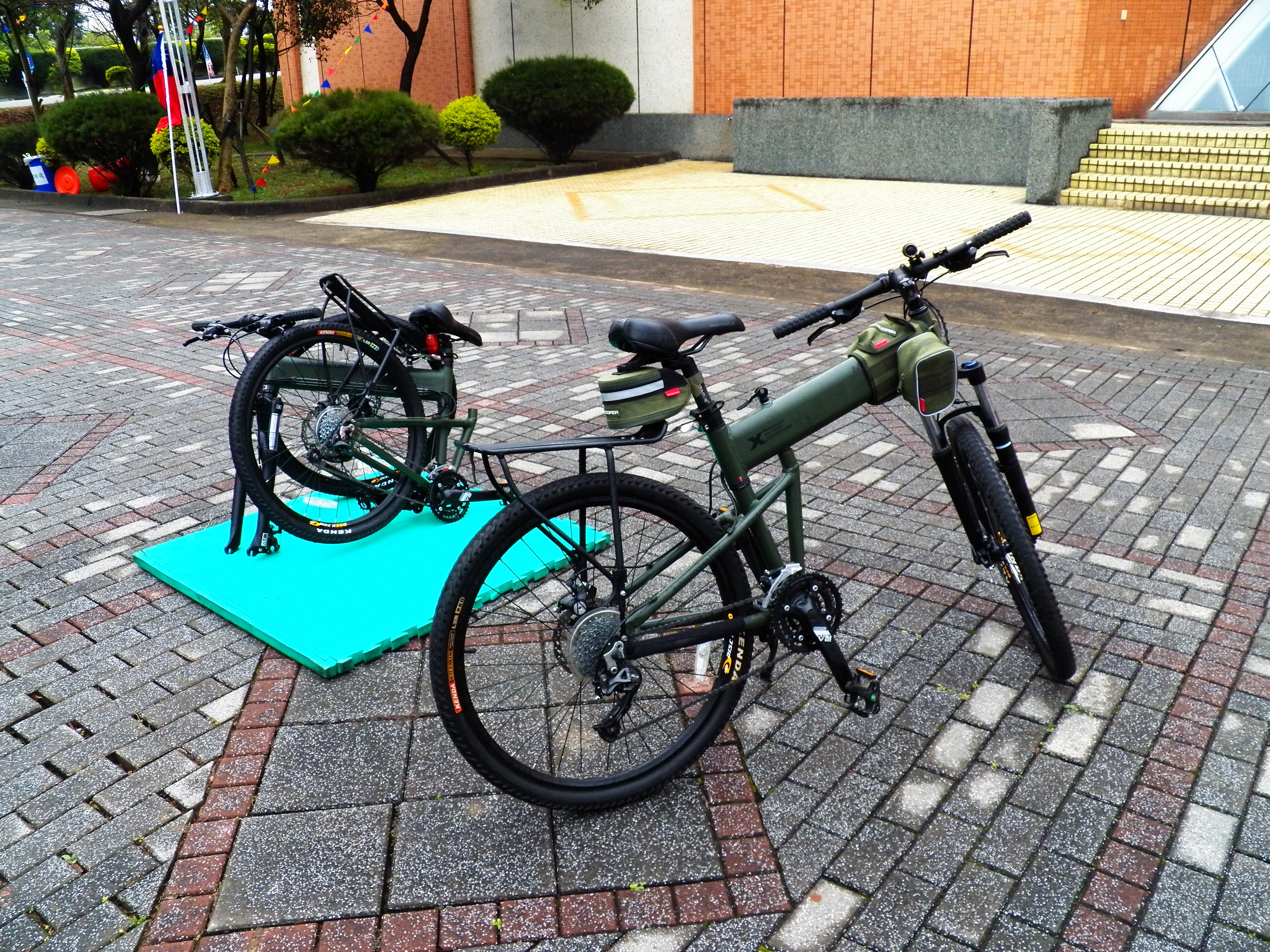
蒙特奇(MONTAGUE)傘兵部隊摺疊車
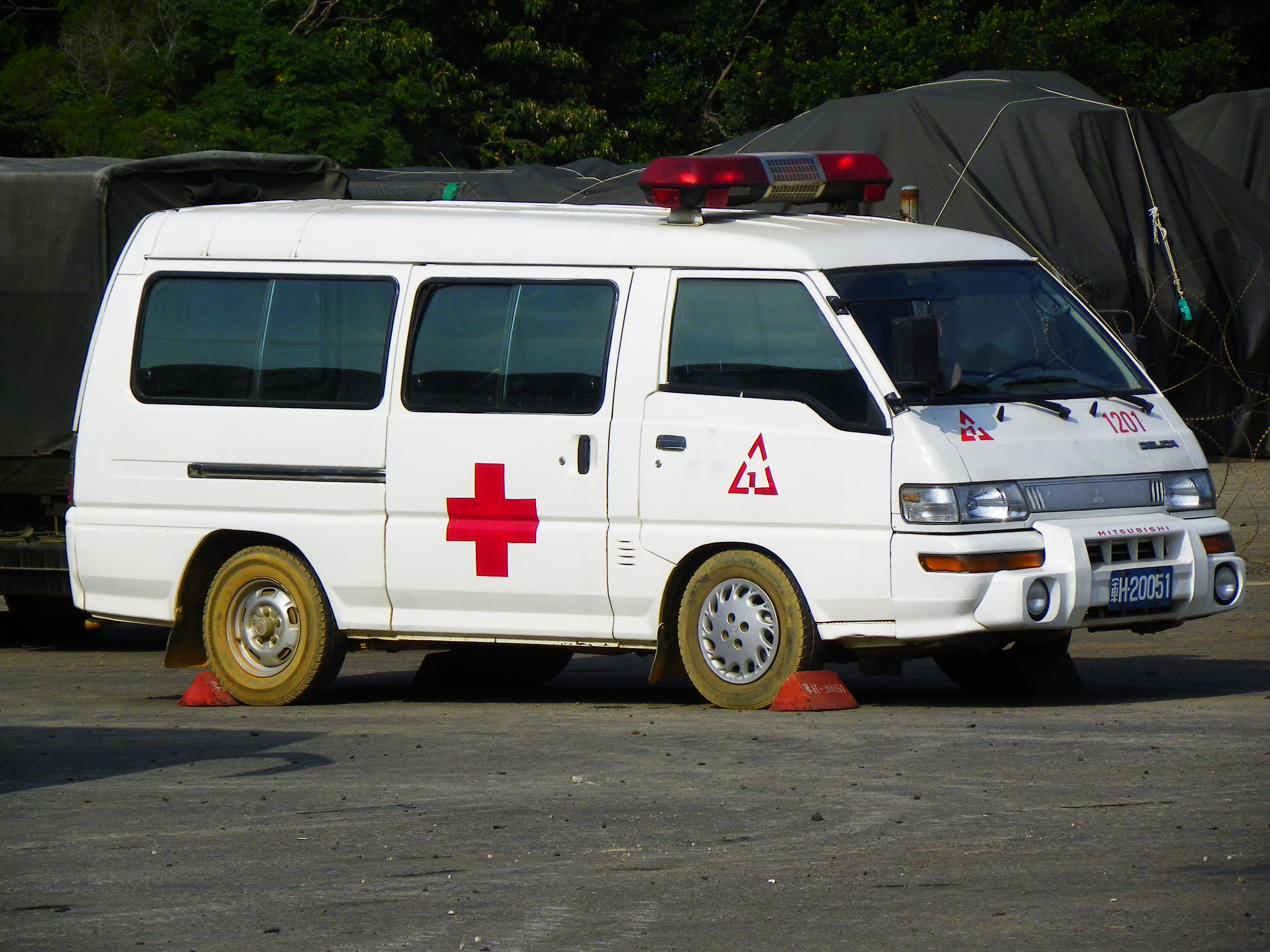
得利卡救護車
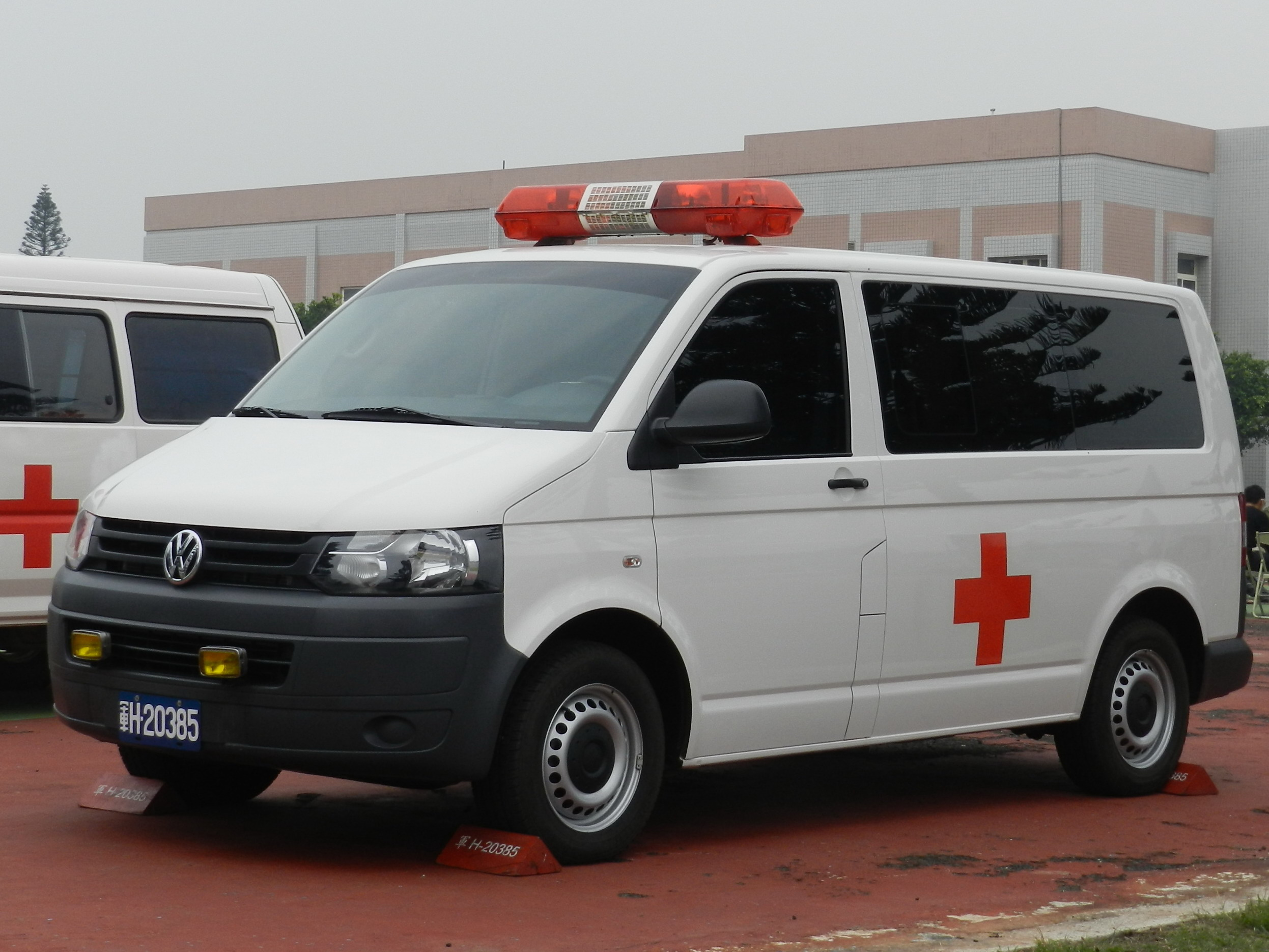
福斯T5救護車
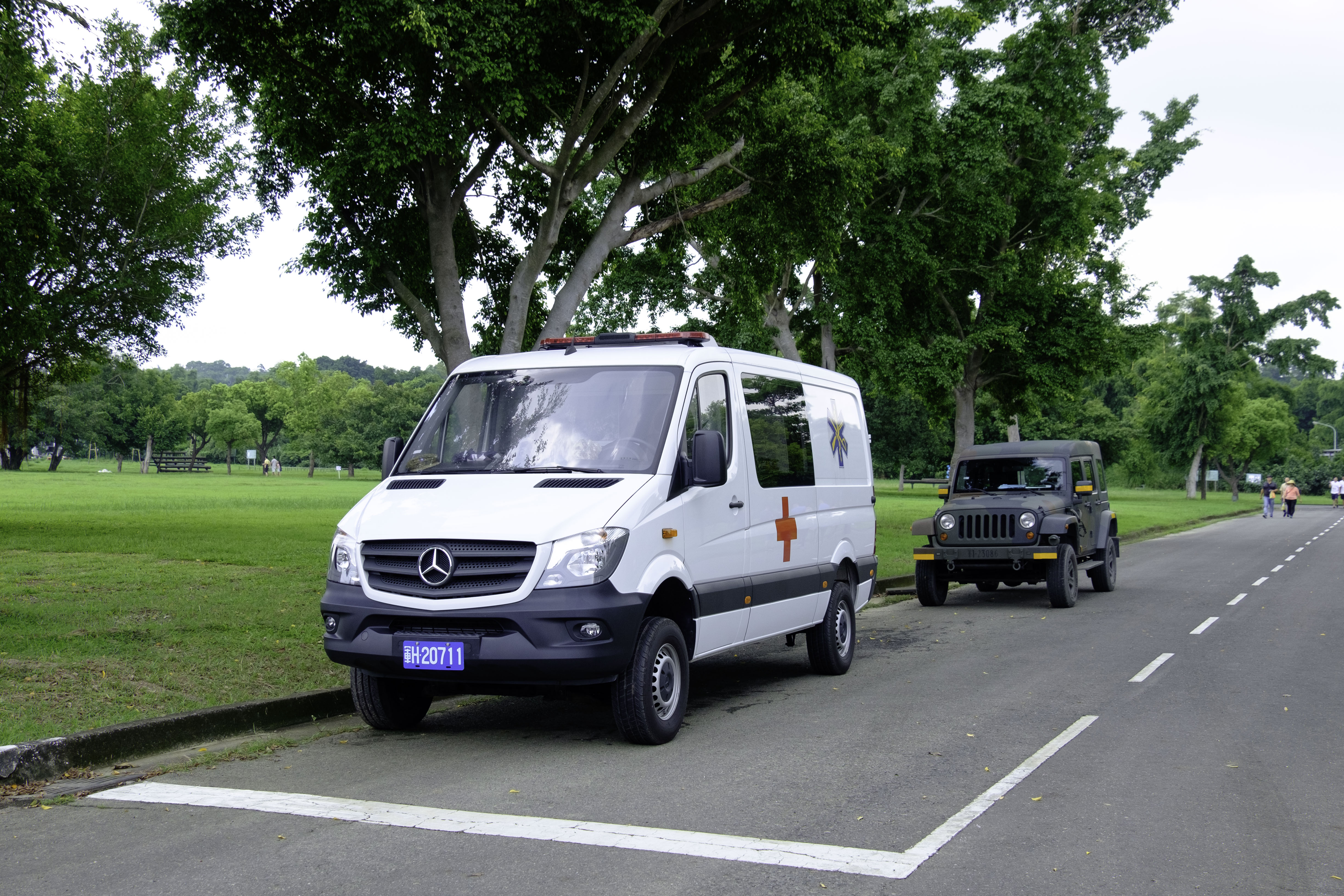
梅賽德斯-賓士Sprinter 316 CDI救護車

### 野戰防空
| 武器名稱           | 產地     | 型號                   | 數量 | 備註 |
| ------------------ | -------- | ---------------------- | ---- | --- |
| M998復仇者防空飛彈 | 美国     | 短程地對空飛彈         | 74套 | 以發射車形式服役於各軍團砲兵指揮部防空群，與MPQ-90雷達結合運用 |
| FIM-92刺針飛彈     | 美国     | 短程地對空飛彈         | 未知 | 由美國陸軍重新整理後，1996年以8,000萬美元售予。 61台發射器和彈藥1996－1998年以1.8億美元售予，2015年出售250枚肩扛式刺針飛彈。 2023年美國以總統撥款權名義，向臺灣提供價值5億美元軍備，首批提供FIM-92刺針飛彈，並已由陸軍接收。 根據國防部送到立法院的114年度國防部預算書顯示，陸軍增購1985枚肩扛式刺針飛彈，發射系統549套，敵我識別器549套，規劃在2031年全數運交。 |
| M42防空砲車        | 美国     | 雙管40mm機砲           | 未知 | 本島已除役，少數維持可動狀態，外島仍服役 |
| T-82 防空炮        | 中華民國 | 雙管20mm機砲           | 未知 | 分為T-82T拖曳機動式以及T-82F固定式雙聯裝防空砲，少數服役於固定陣地。 |
| 陸劍二防空飛彈系統 | 中華民國 | 中程地對空飛彈         | 29   | 2019至2026年間143億元的預算採購，6套接戰管制系統、6套相位陣列雷達系統、29套發射載具與246枚劍二飛彈。 |
| MPQ-90雷達         | 中華民國 | 車載式野戰防空相列雷達 | 23   | |
| 鷹眼雷達系統       | 中華民國 | 車載式野戰防空相列雷達 | 11   | |

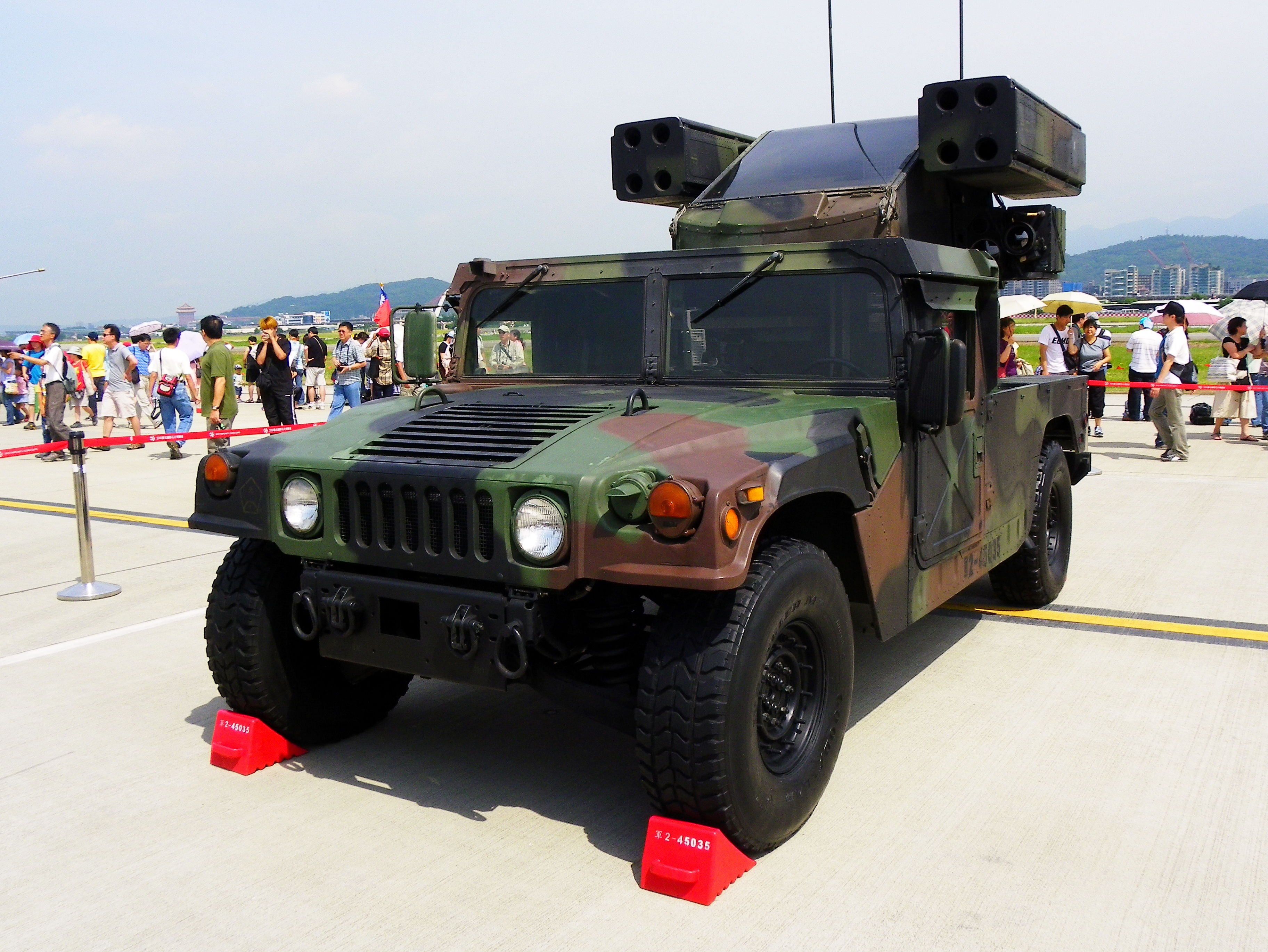
陸軍M1097復仇者野戰防空飛彈車
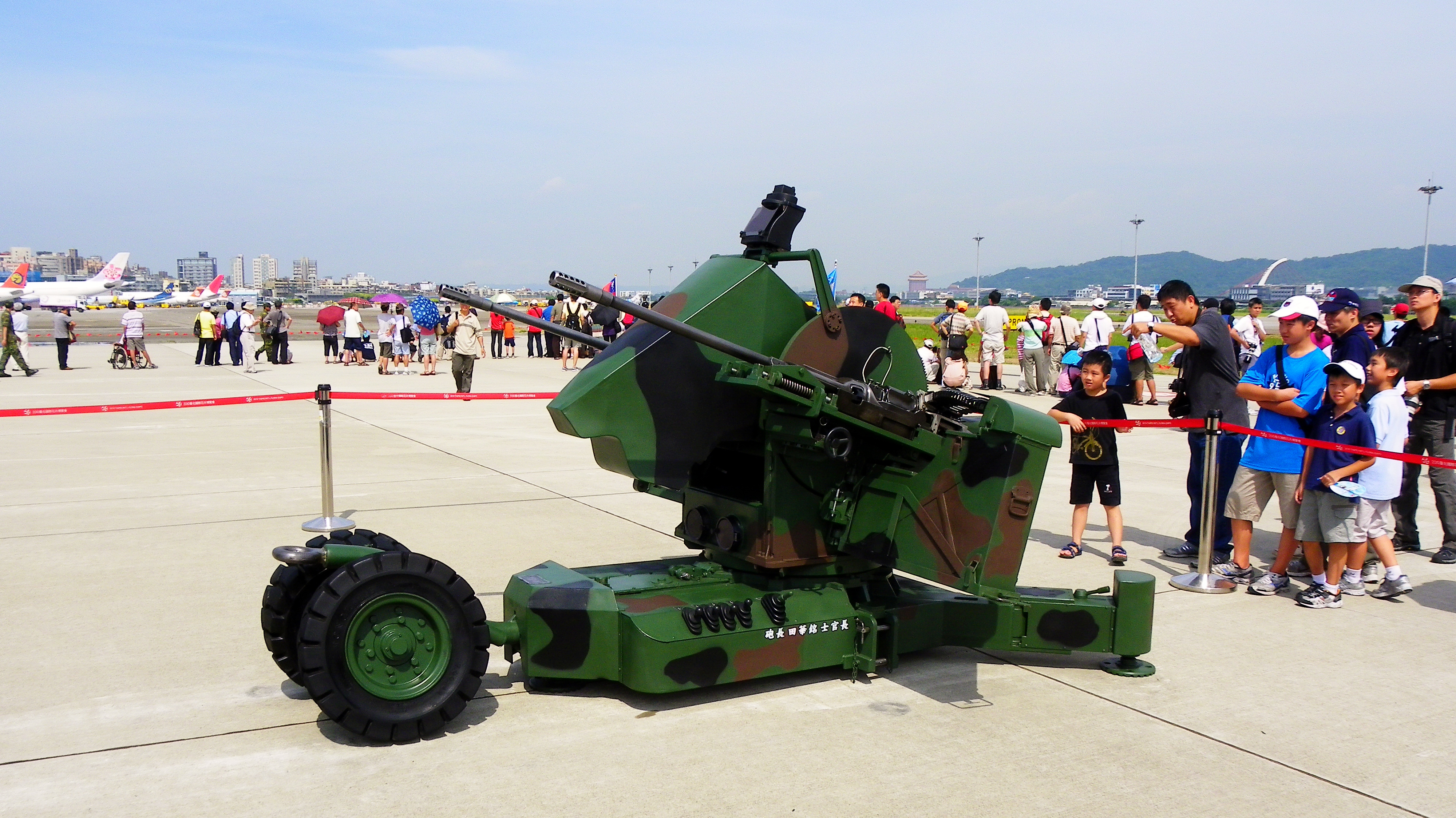
T-82T拖曳機動式防空砲
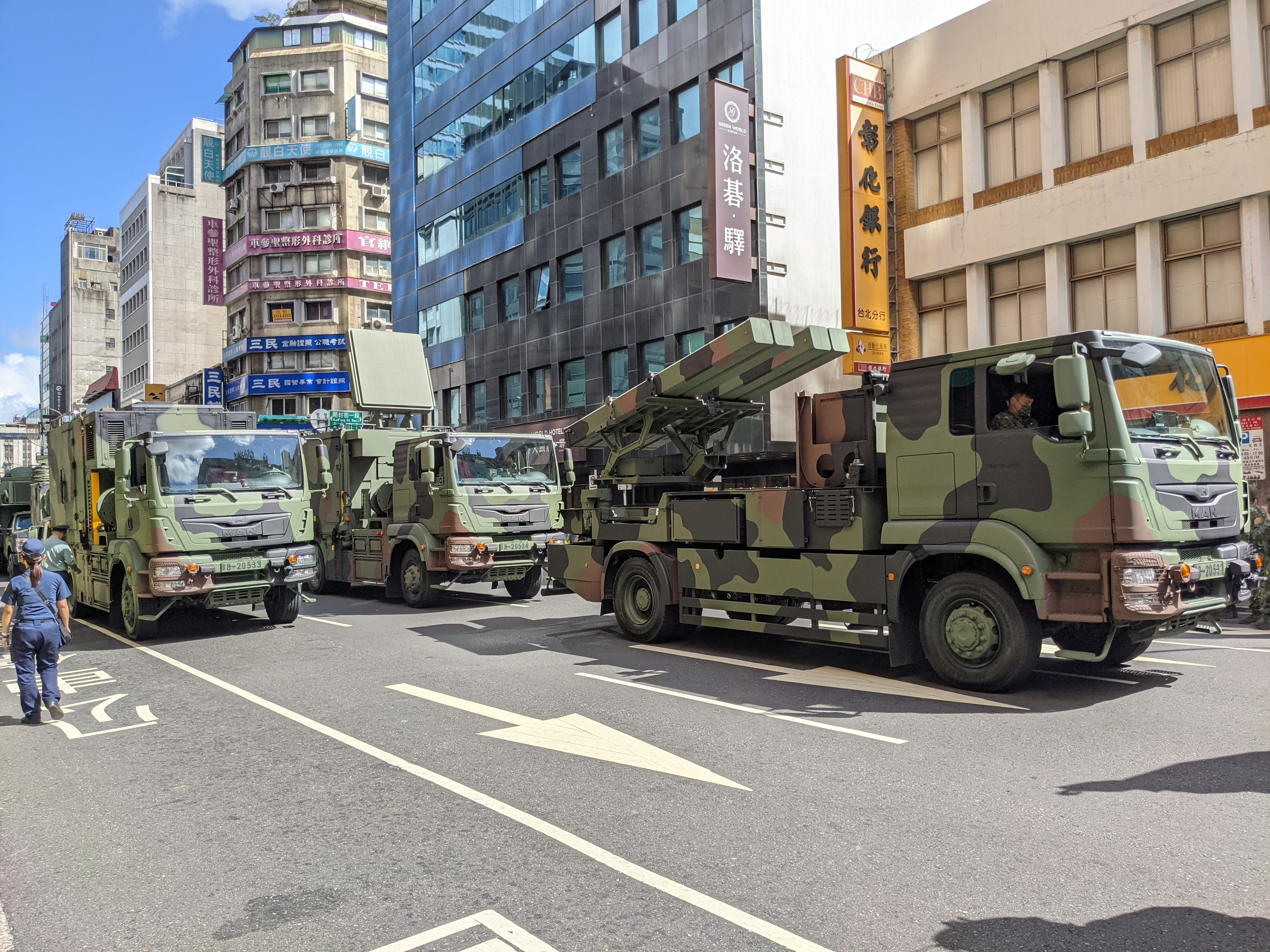
陸劍二防空飛彈系統，包含發射車(前)、雷達車(右後)與指揮車(左後)
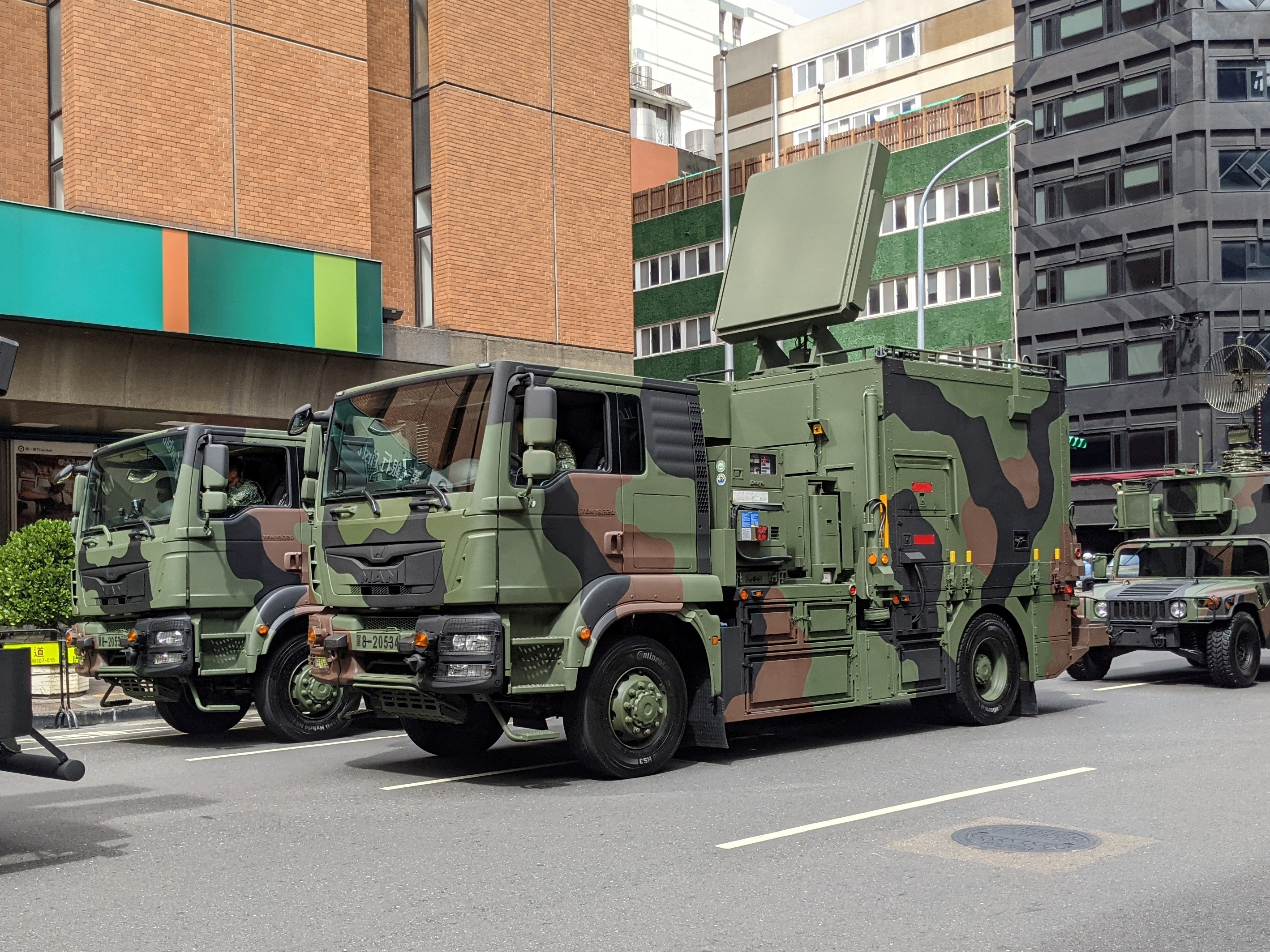
中華民國110年國慶國防展演中展出的蜂眼雷達系統車

### 飛彈
| 武器名稱                 | 產地 | 型號                                     | 數量                      | 備註                           |
| ------------------------ | ---- | ---------------------------------------- | ------------------------- | ------------------------------ |
| AGM-114 地獄火飛彈       | 美国 | AGM-114 C AGM-114 K3 AGM-114 M AGM-114 L | 684枚 240枚 400枚 1,000枚 | 由AH-1W、AH-64E、OH-58D搭載    |
| AIM-9響尾蛇飛彈          | 美国 | AIM-9S                                   | 約300枚                   | 由AH-1W搭載                    |
| AGM-65小牛飛彈           | 美国 |                                          |                           | 由AH-1W搭載                    |
| AIM-92刺針飛彈           | 美国 | Block I型                                | 未知                      | 由AH-64E搭載                   |
| MGM-140 陸軍戰術導彈系統 | 美国 | M57型                                    | 84枚                      | 由M142高機動性多管火箭系統搭載 |

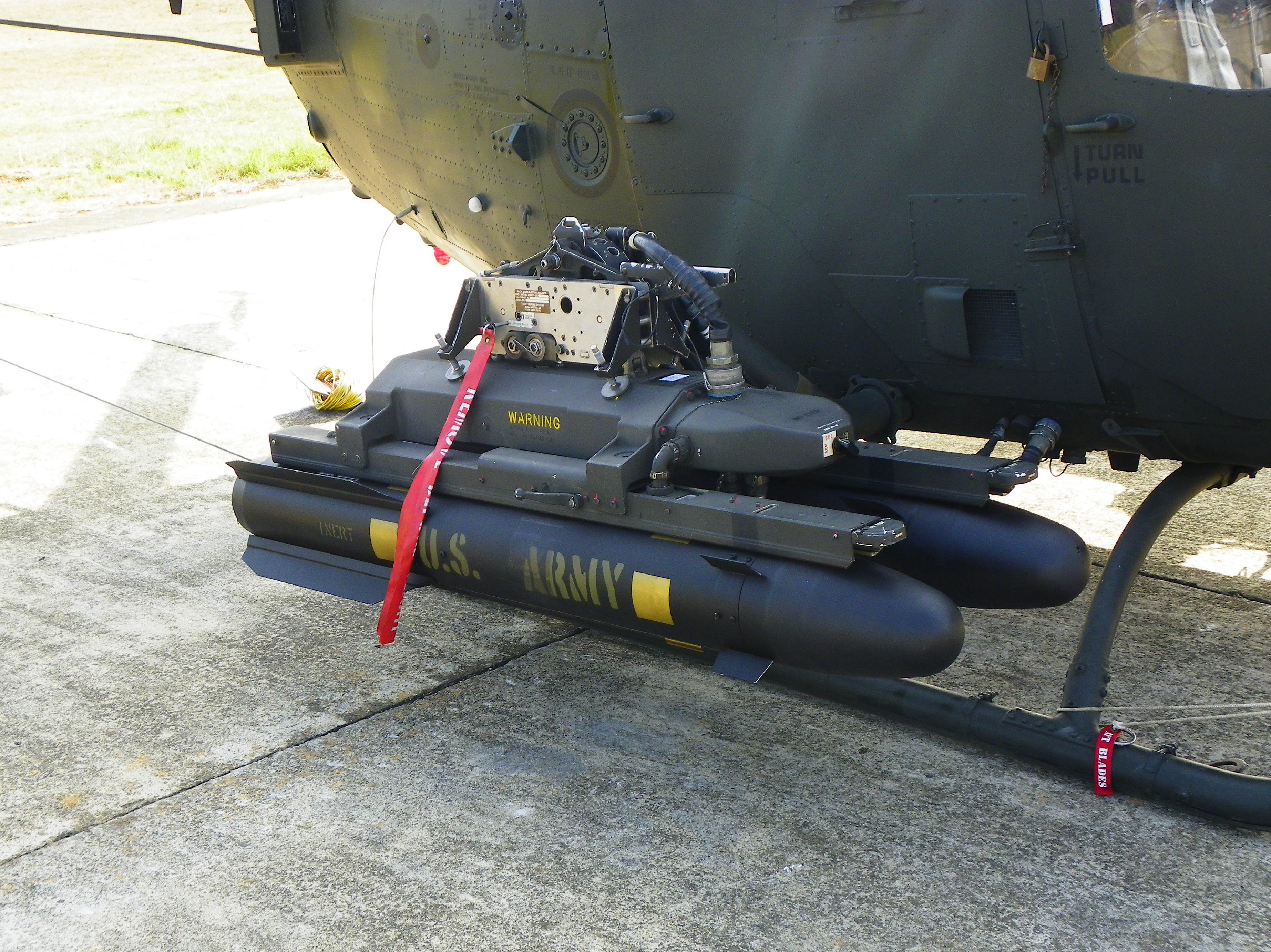
OH-58奇奧瓦偵察直升機掛載兩枚AGM-114地獄火飛彈
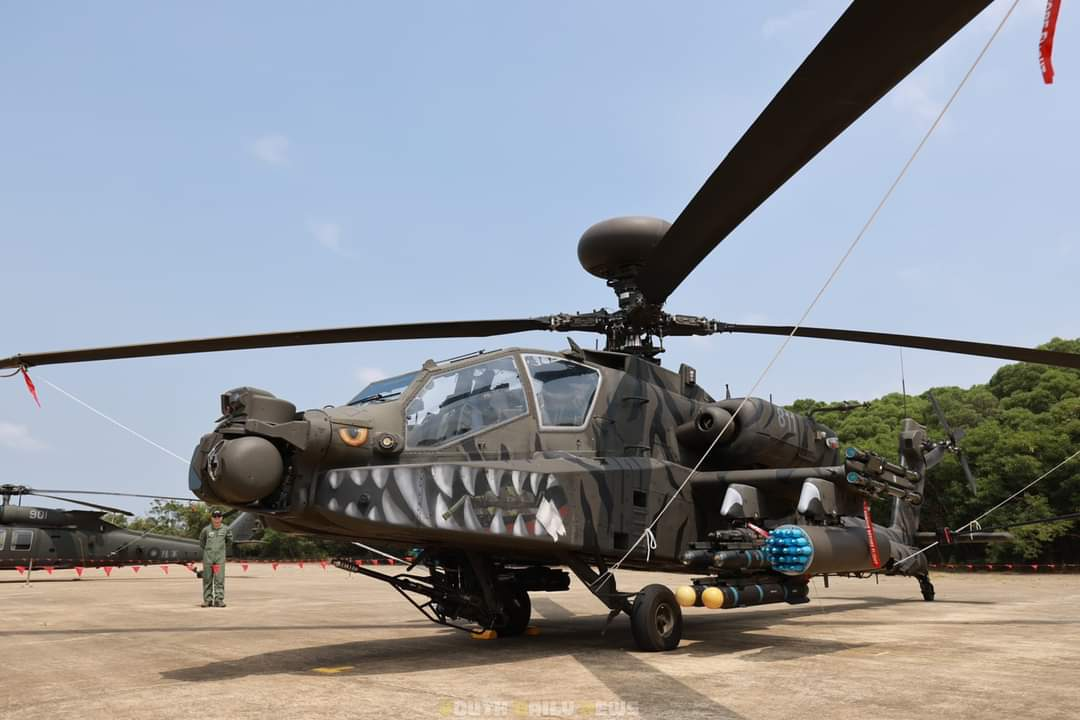
AH-64阿帕契直升機掛載AGM-114地獄火飛彈、航空火箭彈和刺針飛彈
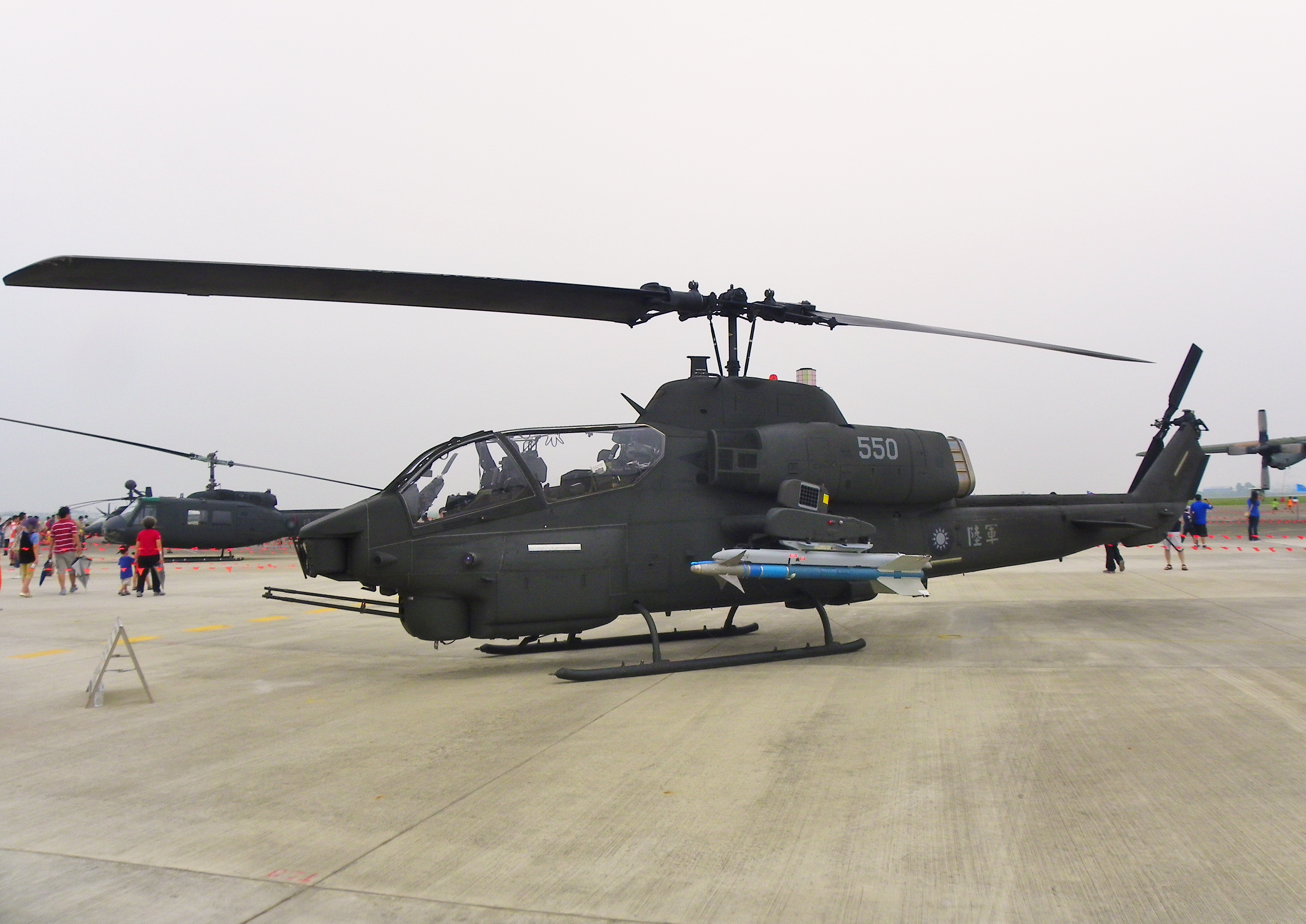
AH-1W眼鏡蛇掛載AIM-9S響尾蛇飛彈

### 直升機
| 直升機            | 產地 | 型號           | 數量 | 備註                                                                                 |
| ----------------- | ---- | -------------- | ---- | ------------------------------------------------------------------------------------ |
| AH-1W攻擊直升機   | 美国 | 攻擊直升機     | 61架 | 服役中，原有63架，2架分別於1999、2008年墜毀                                          |
| AH-64E攻擊直升機  | 美国 | 攻擊直升機     | 29架 | 服役中，原有30架，1架於2014年墜毀                                                    |
| CH-47SD運輸直升機 | 美国 | 運輸直升機     | 8架  | 服役中，原有9架，1架於2008年墜毀。                                                   |
| OH-58D偵察直升機  | 美国 | 攻擊偵蒐直升機 | 37架 | 服役中，原39架，2架分別於2001、2020年墜毀。                                          |
| TH-67A通用直升機  | 美国 | 訓練直升機     | 30架 | 訓練與運輸用，其中10架為TH-67IFR，20架為TH-67VHR。                                   |
| UH-60M黑鷹直升機  | 美国 | 通用直升機     | 30架 | 原60架，其中15架移交內政部空中勤務總隊（1架折損）和15架移交給中華民國空軍（1架折損） |

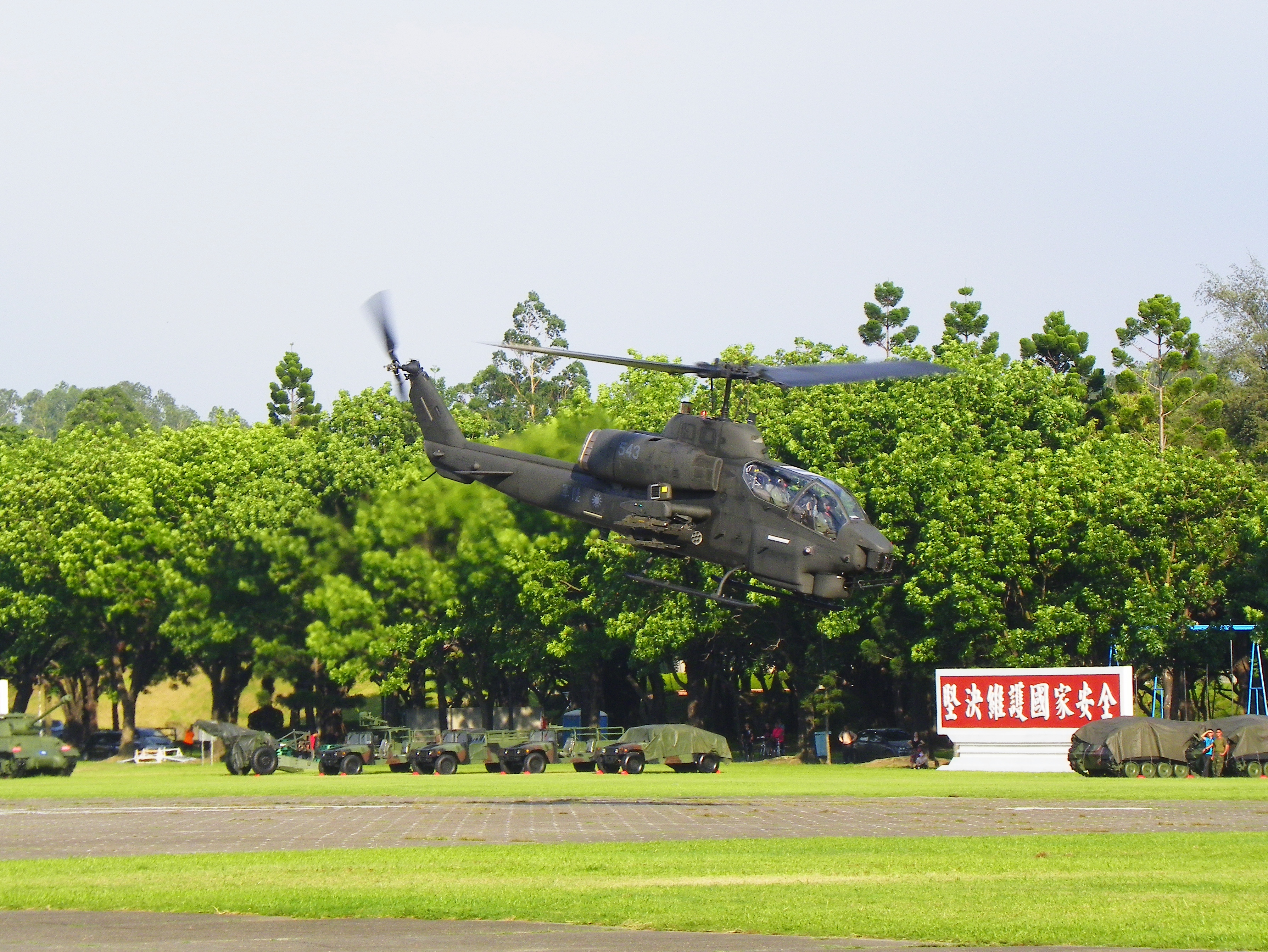
AH-1眼鏡蛇
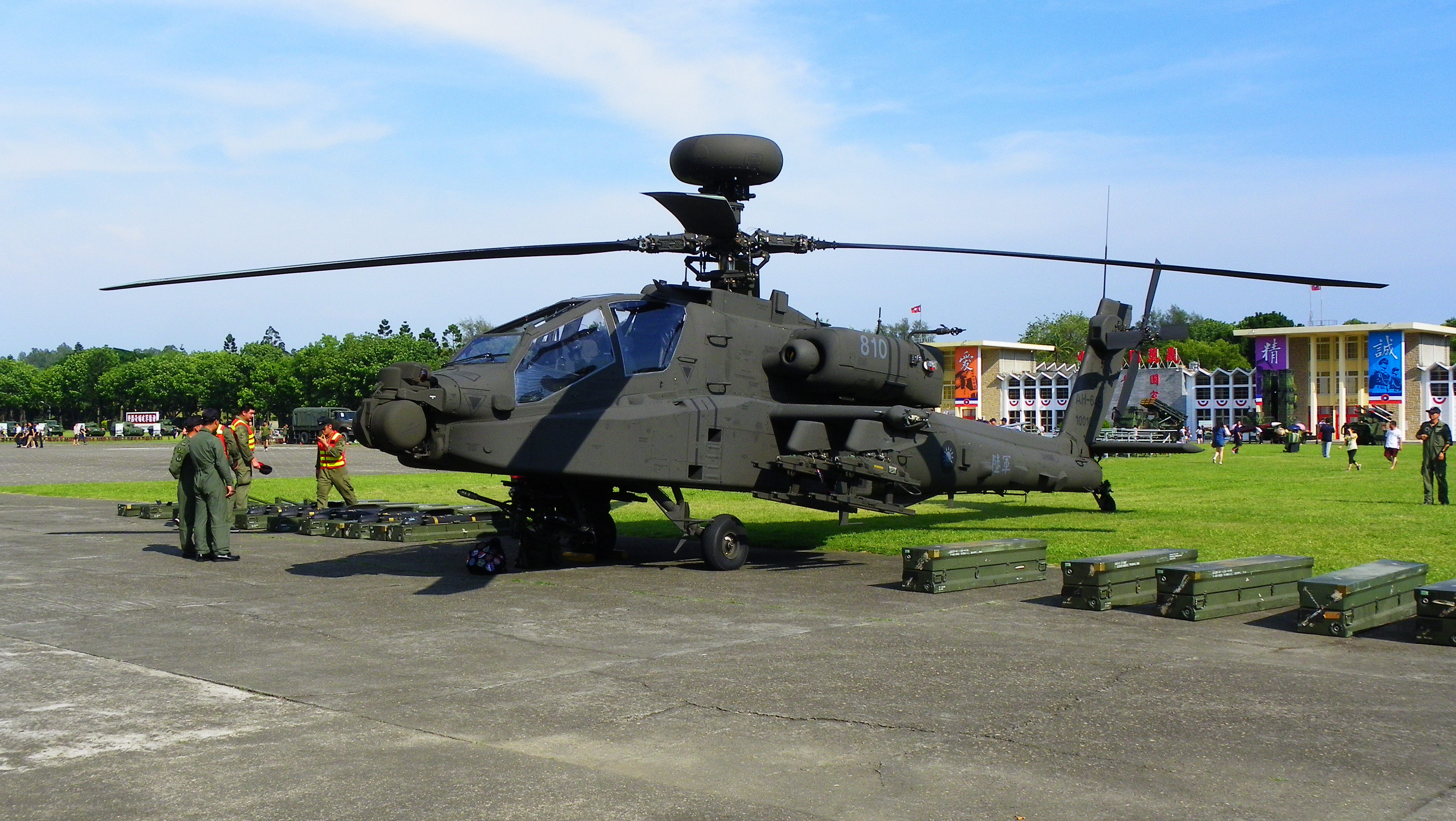
AH-64阿帕契
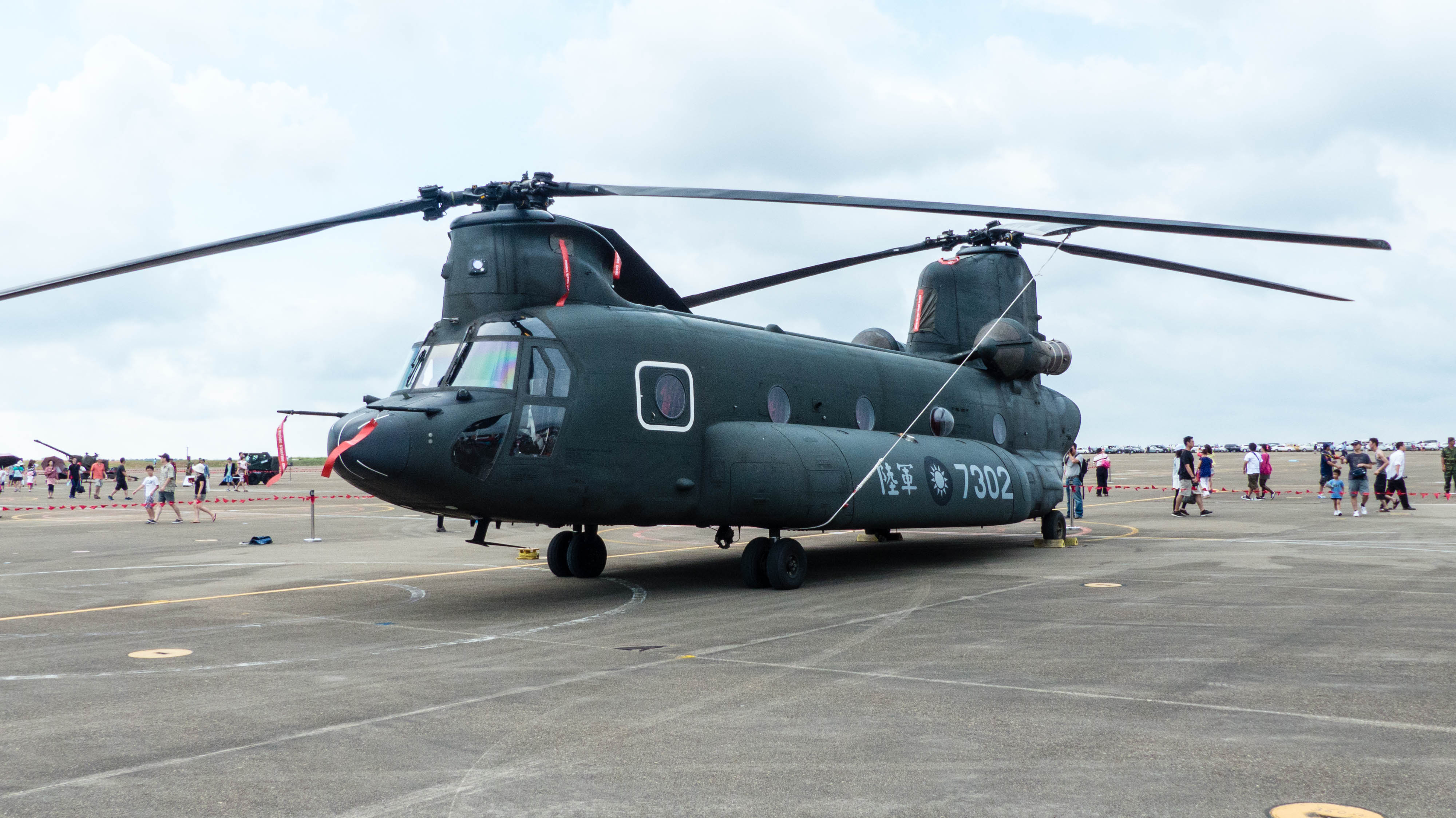
CH-47直升機
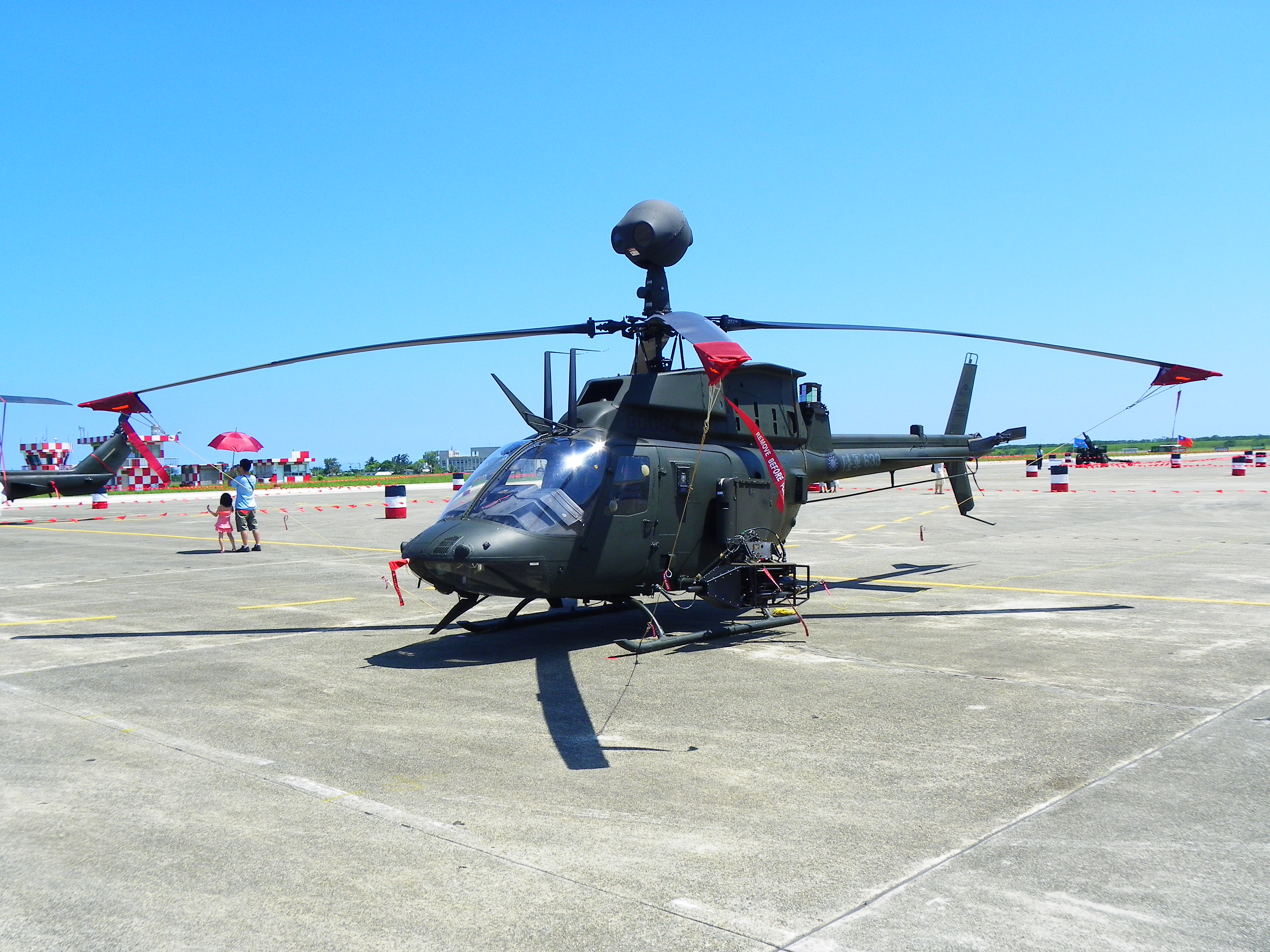
OH-58奇奧瓦偵察直升機
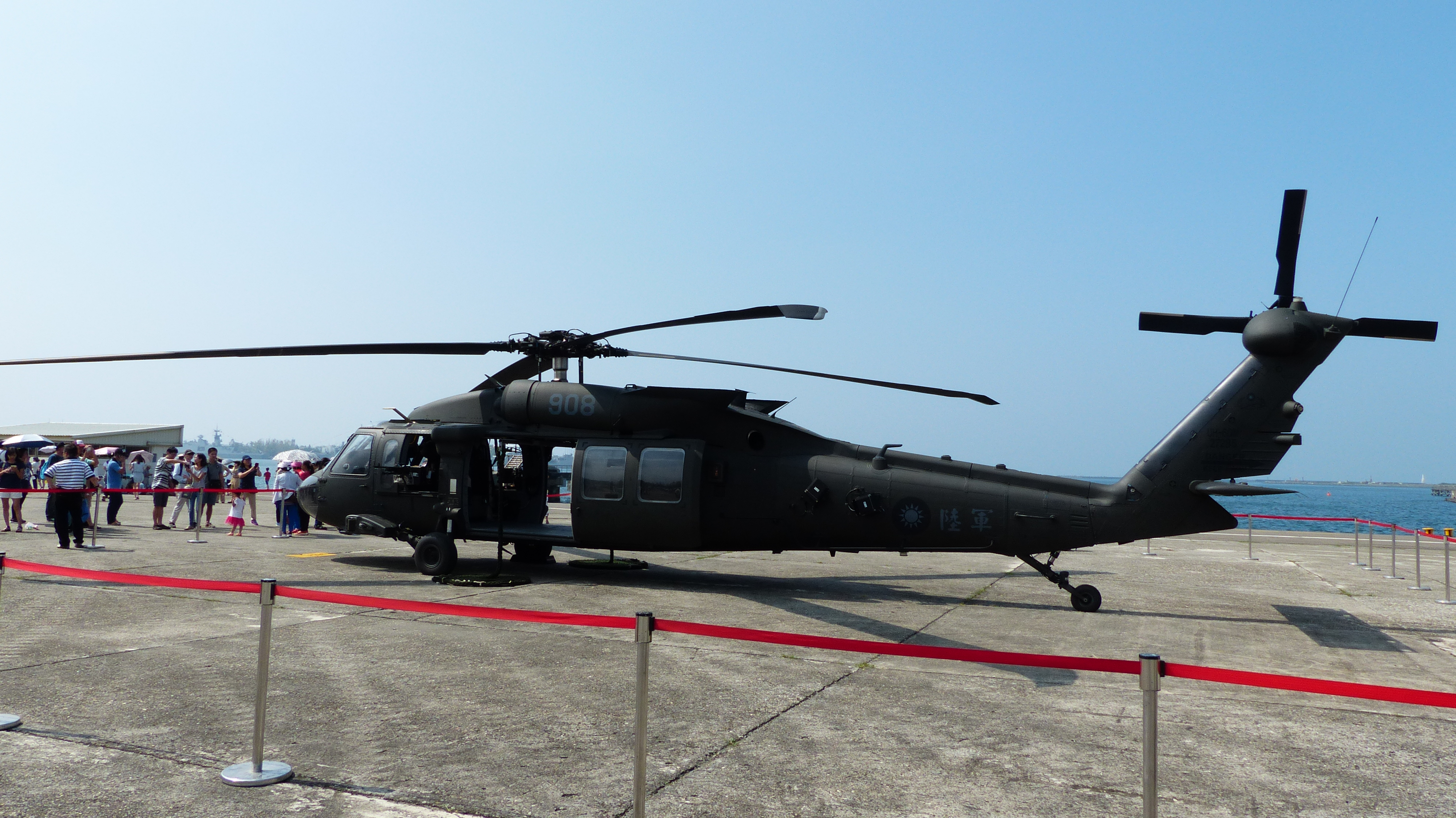
UH-60黑鷹直升機

### 無人飛行載具

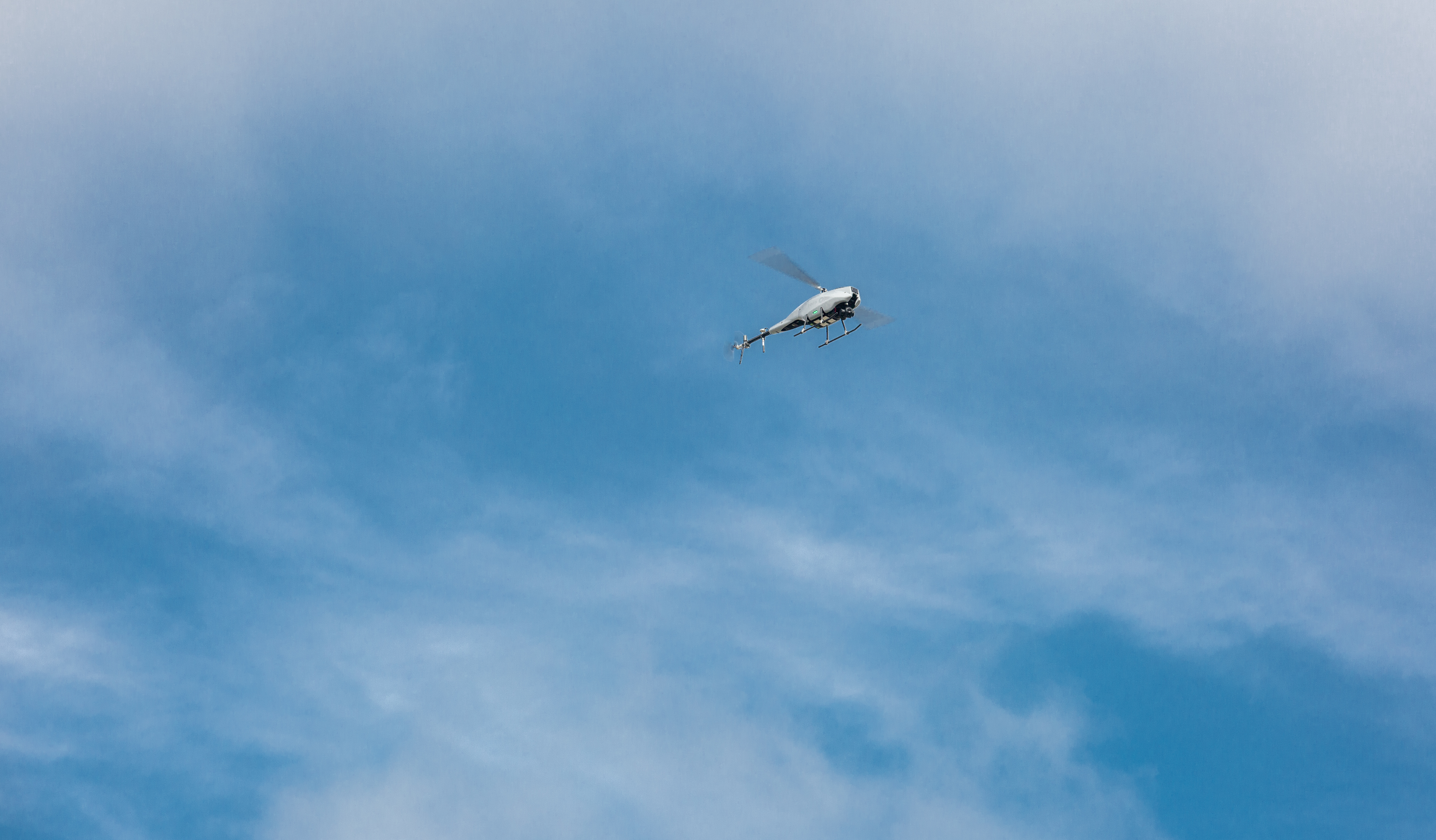
摩羯旋翼型無人機

| 載具             | 產地     | 型號        | 數量     | 備註                                              |
| ---------------- | -------- | ----------- | -------- | ------------------------------------------------- |
| 目獲型無人機     | 中華民國 | 小型旋翼UAV | 預計72架 | 砲兵用，具有雷射測距和目標標定功能。              |
| 摩羯旋翼型無人機 | 中華民國 | 小型旋翼UAV | 301架    | 低空偵察、監視與目標辨識用途。                    |
| 阿特斯無人機-600 | 美国     | 自殺無人機  | 291架    | 首批Altius-600M攻擊型無人機已在2025年8月4日交付。 |

- 摩羯旋翼型無人機

### 火炮
| 火炮                     | 產地     | 型號                | 數量                             | 備註                                       |
| ------------------------ | -------- | ------------------- | -------------------------------- | ------------------------------------------ |
| M110A2自走砲             | 美国     | 203 mm自走炮        | 75輛                             |                                            |
| M109A2/A5自走砲          | 美国     | 155 mm自走炮        | 225輛                            |                                            |
| M114A1                   | 美国     | 155 mm牽引炮        | 250門                            |                                            |
| M59加農炮                | 美国     | 155 mm牽引炮        | 未知                             |                                            |
| T-65榴弹炮               | 中華民國 | 155 mm牽引炮        | 203門                            | 仿製美軍M114榴彈砲。                       |
| 63甲式105公釐榴彈砲      | 中華民國 | 105 mm牽引炮        | 未知                             | 仿製美軍M101榴彈砲。                       |
| M115榴彈炮               | 美国     | 203 mm牽引炮        | 90門                             | （页面存档备份，存于）                     |
| M1 240mm榴彈砲           | 美国     | 240 mm 固定／牽引炮 | 30門                             | 部署在金門、馬祖。                         |
| 57戰防砲                 | 美国     | 57mm固定／牽引炮    | 未知                             | 陸軍金門防衛指揮部尚有數門堪用，仍服役中。 |
| 雷霆2000多管火箭系統     | 中華民國 | 自走多管火箭        | 43輛發射車                       |                                            |
| M142高機動性多管火箭系統 | 美国     | 自走多管火箭        | 57輛發射車[目前已交付11輛發射車] | 46輛待交付                                 |

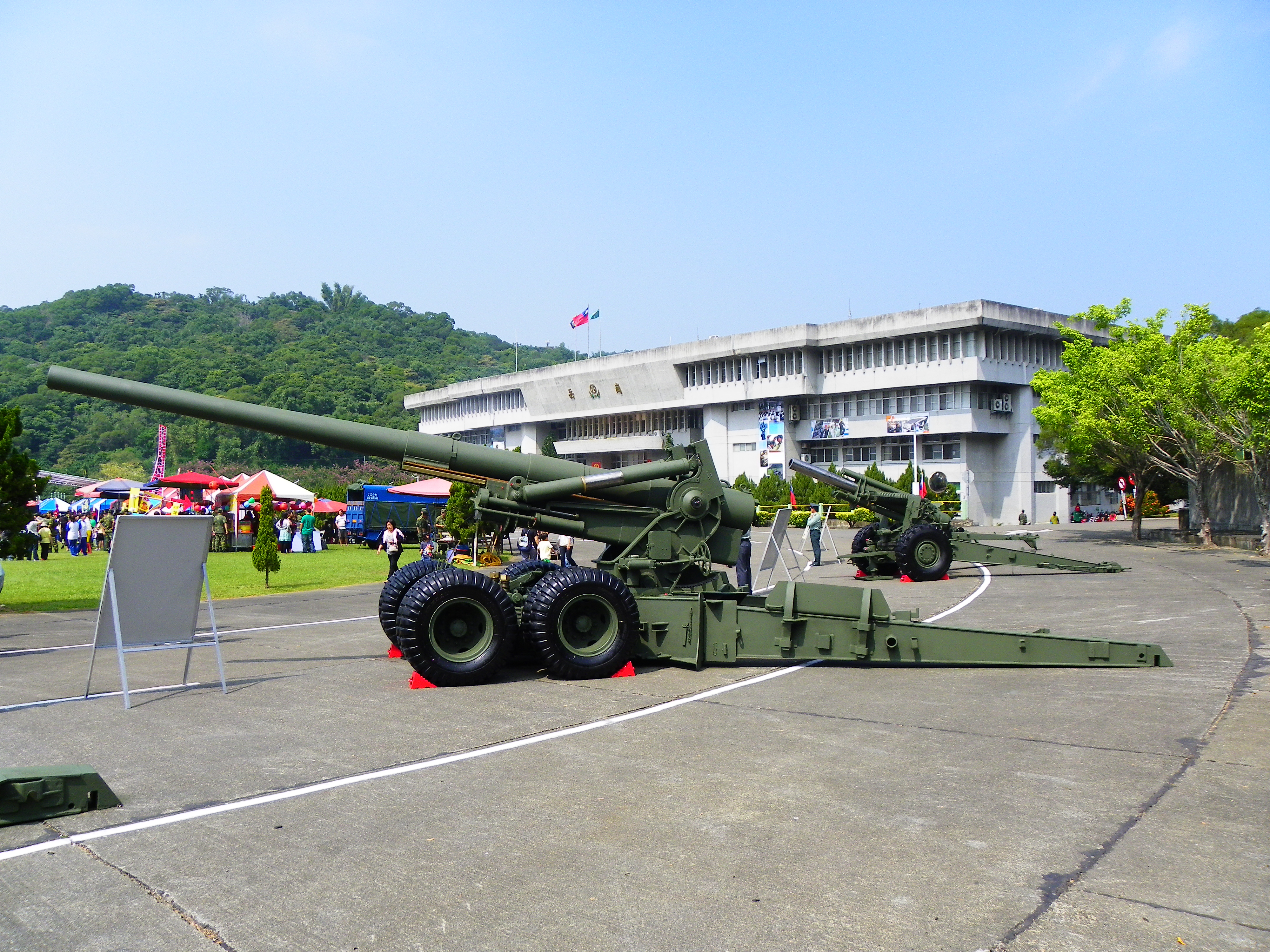
兵整中心展示的中華民國陸軍M59加農炮（前）與M114A1 155mm榴彈炮（後）
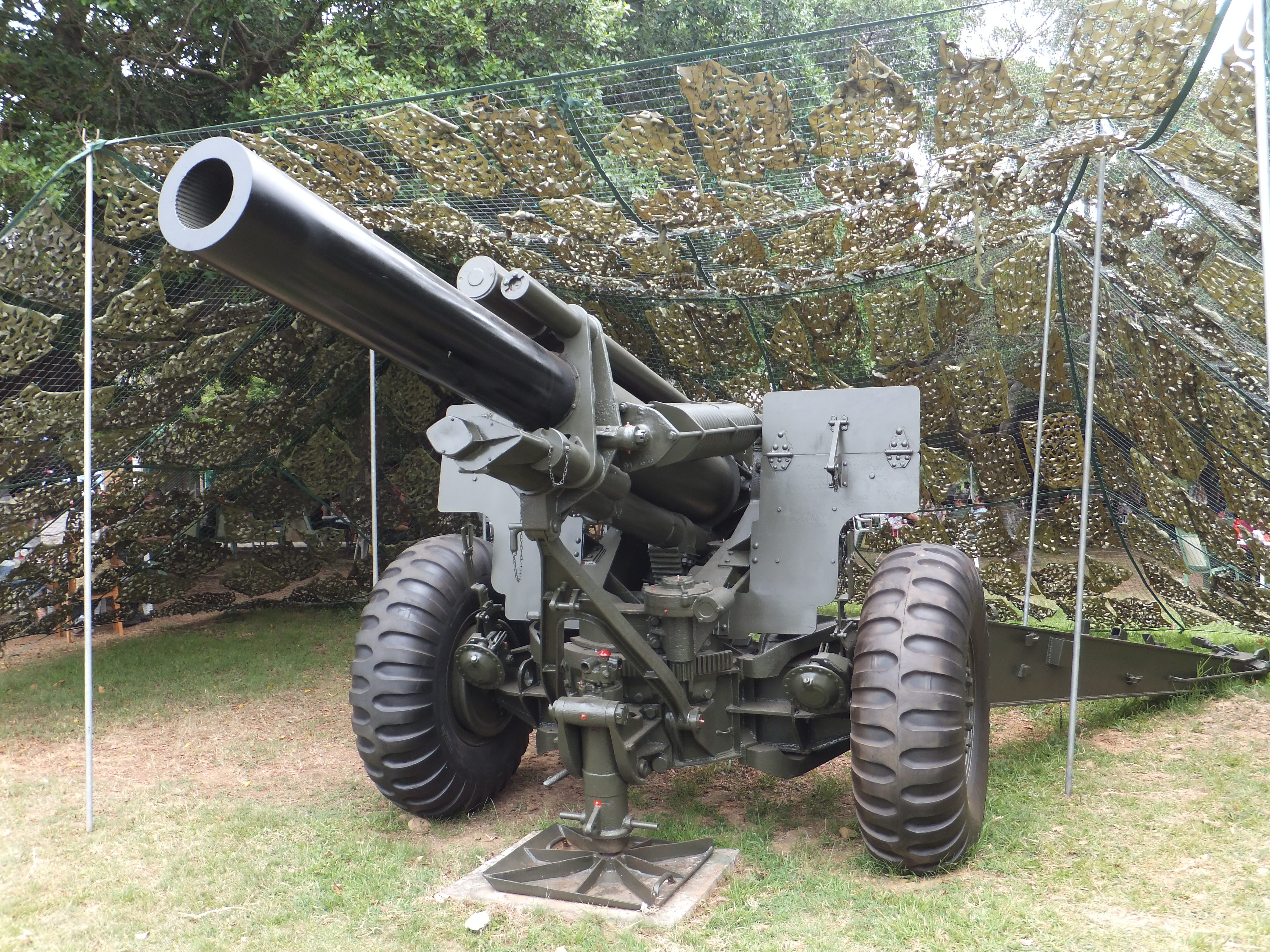
T-65 155mm榴彈砲
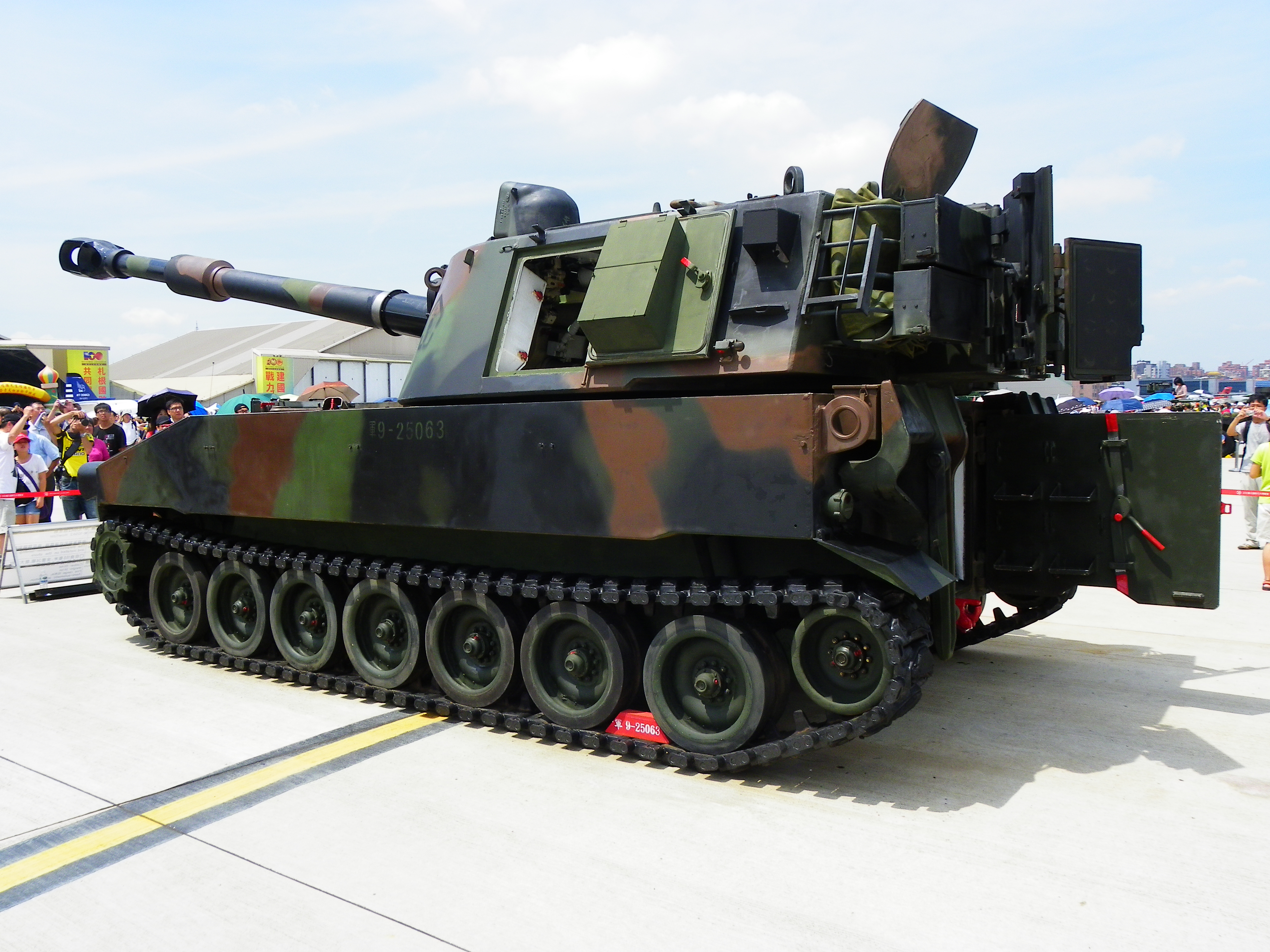
M109自走砲
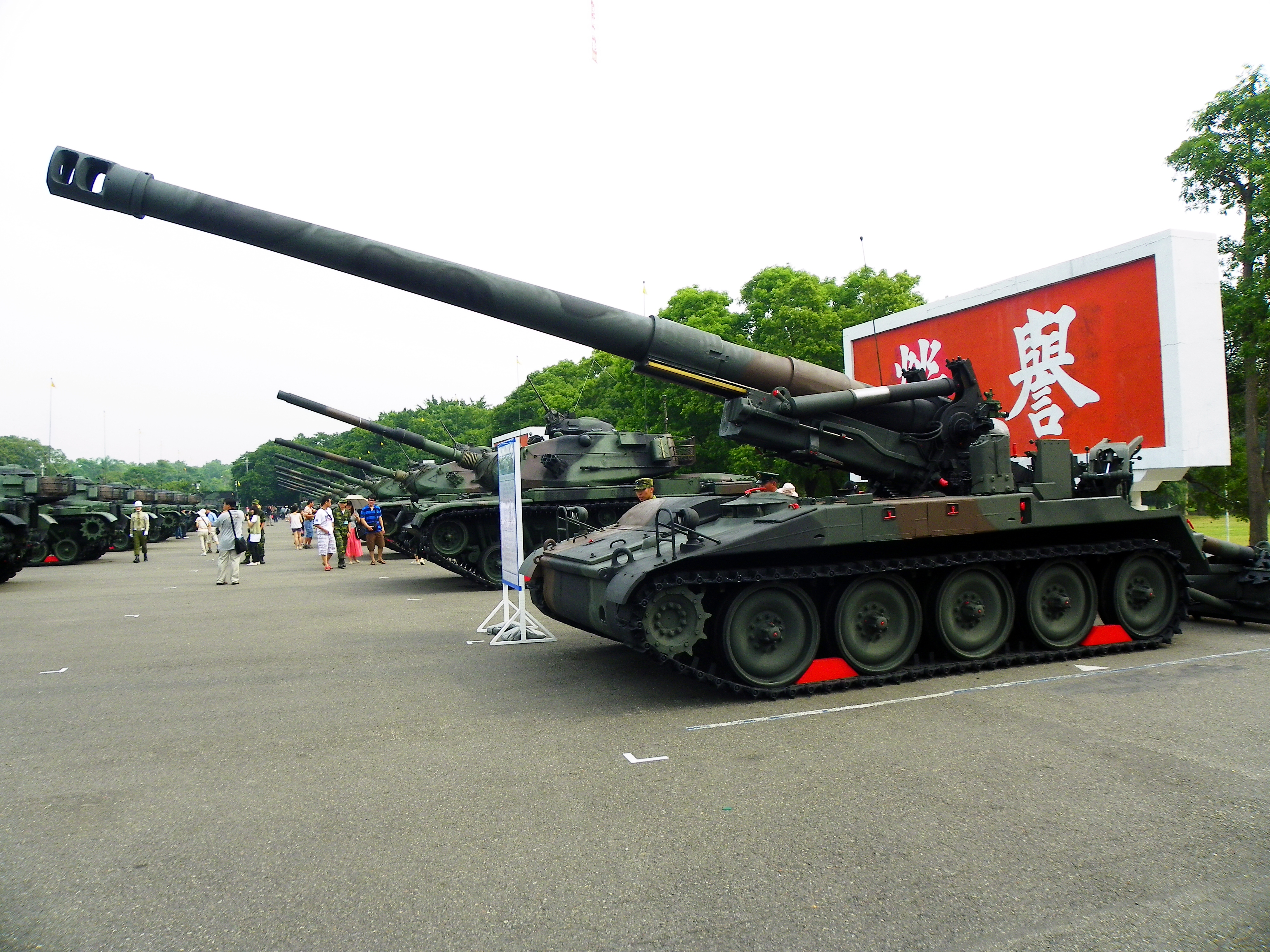
M110自走炮
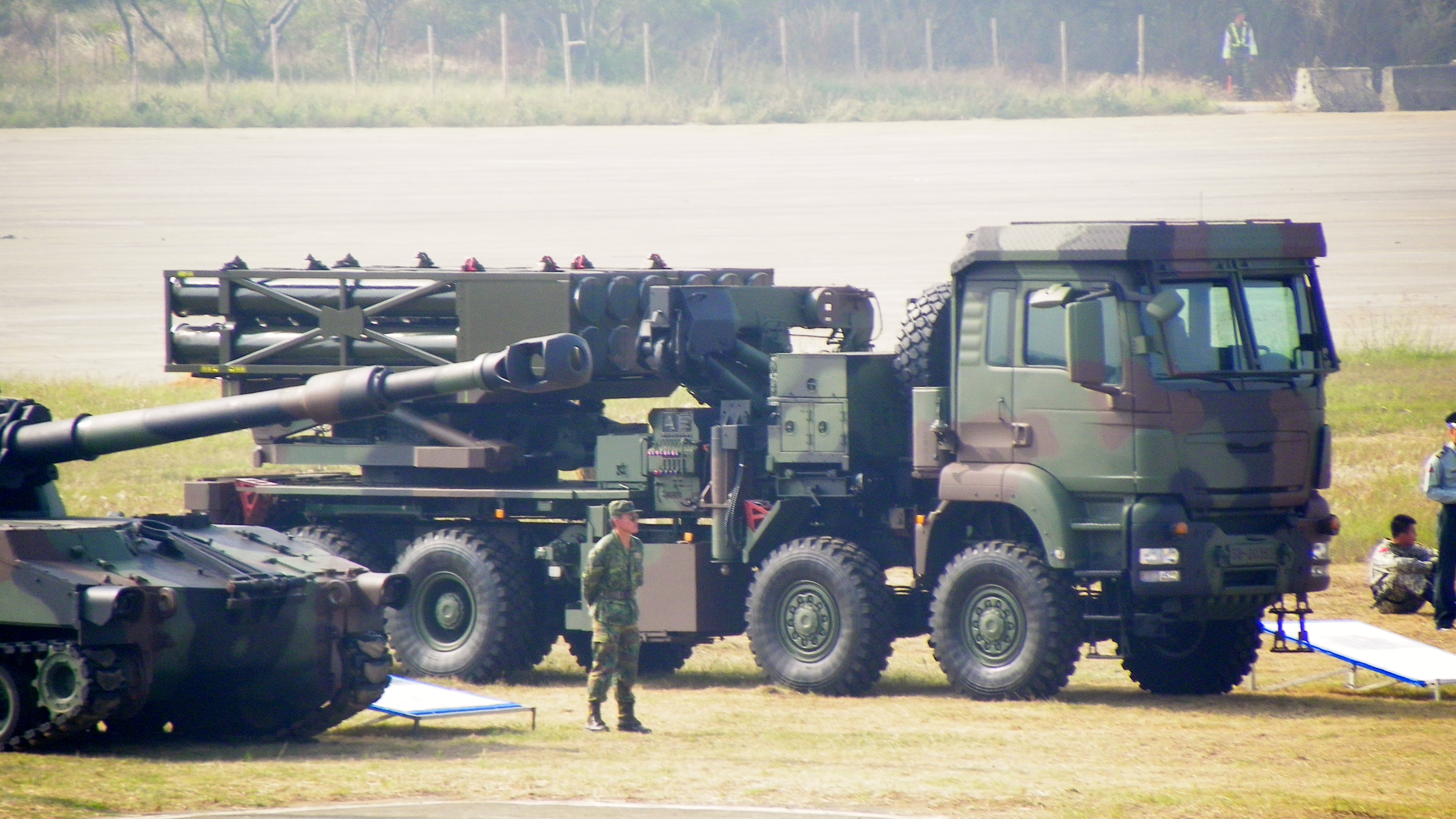
雷霆2000多管火箭系統

### 船隻
| 型號 | 建造廠           | 產地     | 類型             | 數量   | 備註             |
| ---- | ---------------- | -------- | ---------------- | ------ | ---------------- |
| K85  | 罡旻企業有限公司 | 中華民國 | 8.7m剛性可充氣艇 | 30多艘 | 裝備陸軍特種部隊 |

### 個人裝備
光學偵蒐器材
- 探照燈
- 照準器
- 夜視鏡
- 雷射指引器
- 雷射測距儀

通訊器材
- 無線電話機（含收、發式抗噪耳機）

戰術裝備
- 數位迷彩衣、褲
- 數位迷彩外套
- 數位迷彩雨衣
- 多地形迷彩連身服
- M1鋼盔（後備使用）
- PASGT
- EMBH105頭盔
- CV105戰鬥背心
- Ⅲ級抗彈板
- 防彈衣
- 戰術手套
- CB103麂皮作戰靴
- 護目鏡
- 護膝
- 護肘
- 防毒面具
- 手電筒
- 戰術燈
- 瑞士刀（多功能刀具組）
- 望遠鏡
- 急救箱（包）

### 輕兵器

#### 手槍
| 武器名稱        | 產地     | 備註         |
| --------------- | -------- | ------------ |
| M1911A1、T51/K1 | 美国     | 後備部隊使用 |
| T72             | 中華民國 | -            |
| T75K3           | 中華民國 | -            |
| 格洛克17        | 奥地利   | -            |
| 格洛克19        | 奥地利   | -            |

#### 步槍
| 武器名稱  | 產地                | 備註 |
| --------- | ------------------- | --- |
| T65K2     | 中華民國            | 訓練及後備部隊使用 |
| T91       | 中華民國            | 常備部隊使用 |
| T112      | 中華民國            | 計畫中，將裝備常備部隊使用                                                                                               |
| Mk 14 EBR | 美国                | - |
| M14       | 美国                | 封存，戰時可供後備部隊使用                                                                                               |
| 57式      | 中華民國            | 封存，戰時可供後備部隊使用                                                                                               |
| M1加蘭德  | 美国                | 禮兵專用槍 |
| AK系列    | 苏联 中华人民共和国 | 包含中國製56式自動步槍，用於訓練特種部隊中華民國陸軍航空特戰指揮部兩棲偵察營（海龍蛙兵），因時常要深入敵營進行滲透作戰。 |

#### 霰彈槍
| 武器名稱       | 產地 | 備註 |
| -------------- | ---- | ---- |
| 莫斯伯格M590A1 | 美国 | -    |

#### 衝鋒槍
| 武器名稱      | 產地     | 備註 |
| ------------- | -------- | ---- |
| T77           | 中華民國 | -    |
| 烏茲          | 以色列   | -    |
| HK MP5N       | 德国     | -    |
| FN P90        | 比利时   | -    |
| SIG Sauer MPX | 美国     | -    |

#### 狙擊步槍
| 武器名称              | 產地     | 備註                     |
| --------------------- | -------- | ------------------------ |
| M24 SWS               | 美国     | -                        |
| T93/K1手動式狙擊槍    | 中華民國 | -                        |
| T108手動式狙擊槍      | 中華民國 | -                        |
| T108半自動狙擊槍      | 中華民國 | 採購1087枝               |
| 精密國際AXMC(AX338)   | 英国     | -                        |
| R.E.P.R.20            | 美国     | -                        |
| 巴雷特M82A1/A3/M107A1 | 美国     | -                        |
| T112手動式狙擊槍      | 中華民國 | 裝備常備部隊狙擊小組使用 |

#### 榴彈發射器
| 武器名稱    | 產地     | 備註 |
| ----------- | -------- | ---- |
| MGL-140     | 南非     | -    |
| T85         | 中華民國 | -    |
| Mk 19 Mod 3 | 美国     | -    |
| T91         | 中華民國 | -    |
| M203        | 美国     | -    |

#### 手榴彈
| 武器名称 | 產地 | 備註 |
| -------- | ---- | ---- |
| Mk 2     | 美国 | -    |
| M67      | 美国 | -    |

#### 機槍
| 武器名稱 | 產地     | 備註                                     |
| -------- | -------- | ---------------------------------------- |
| T75      | 中華民國 | -                                        |
| T74      | 中華民國 | -                                        |
| M249 SAW | 美国     | -                                        |
| 白朗寧M2 | 美国     | -                                        |
| M240     | 美国     | -                                        |
| FN MAG   | 比利时   | -                                        |
| 57式     | 中華民國 | 已除役，少部分封存，戰時可供後備部隊使用 |

#### 機炮
| 武器名稱               | 產地     | 備註                                              |
| ---------------------- | -------- | ------------------------------------------------- |
| T-75 20毫米機砲        | 中華民國 | －                                                |
| 近程自動化防禦武器系統 | 中華民國 | －                                                |
| M242巨蝮式鏈炮         | 美国     | 陸軍兵整中心研發雲豹裝甲車時採購安裝在P2 樣車上。 |
| Mk 44巨蝮二式鏈炮      | 美国     | －                                                |

#### 步兵炮
| 武器名稱          | 產地     | 備註 |
| ----------------- | -------- | ---- |
| 62式4.2英寸迫擊砲 | 中華民國 | -    |
| T-75 60毫米迫擊炮 | 中華民國 | -    |
| T-75 81毫米迫擊炮 | 中華民國 | -    |
| 63式120毫米迫擊炮 | 中華民國 | -    |

#### 反坦克火箭筒／單兵反戰車飛彈
| 武器名稱                 | 產地     | 備註 |
| ------------------------ | -------- | ---- |
| AT4                      | 瑞典     | -    |
| 紅隼反裝甲火箭           | 中華民國 | -    |
| 國造一式六六公厘戰防火箭 | 中華民國 | -    |
| APILAS反戰車火箭筒       | 法國     | -    |
| FGM-148標槍飛彈          | 美国     | -    |
| BGM-71 TOW-2A/B          | 美国     | -    |

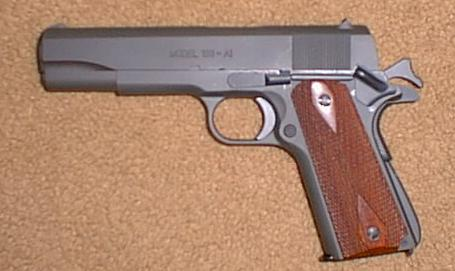
M1911A1手槍
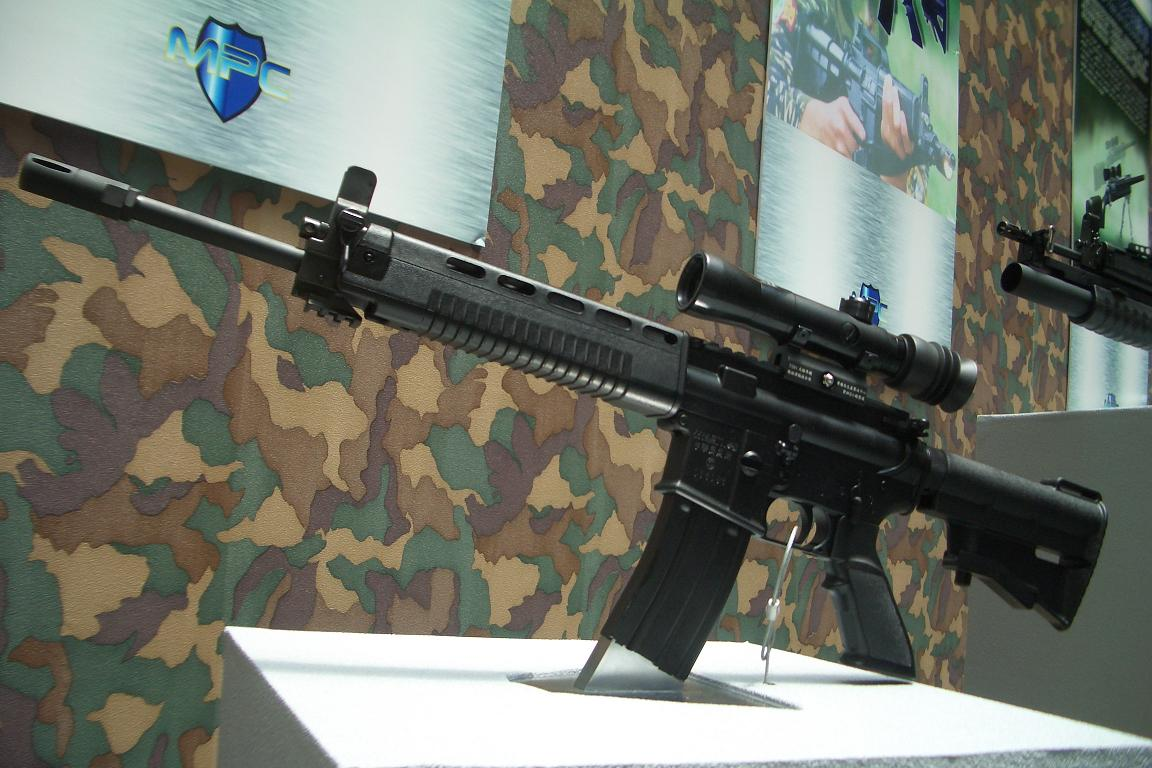
T91戰鬥步槍
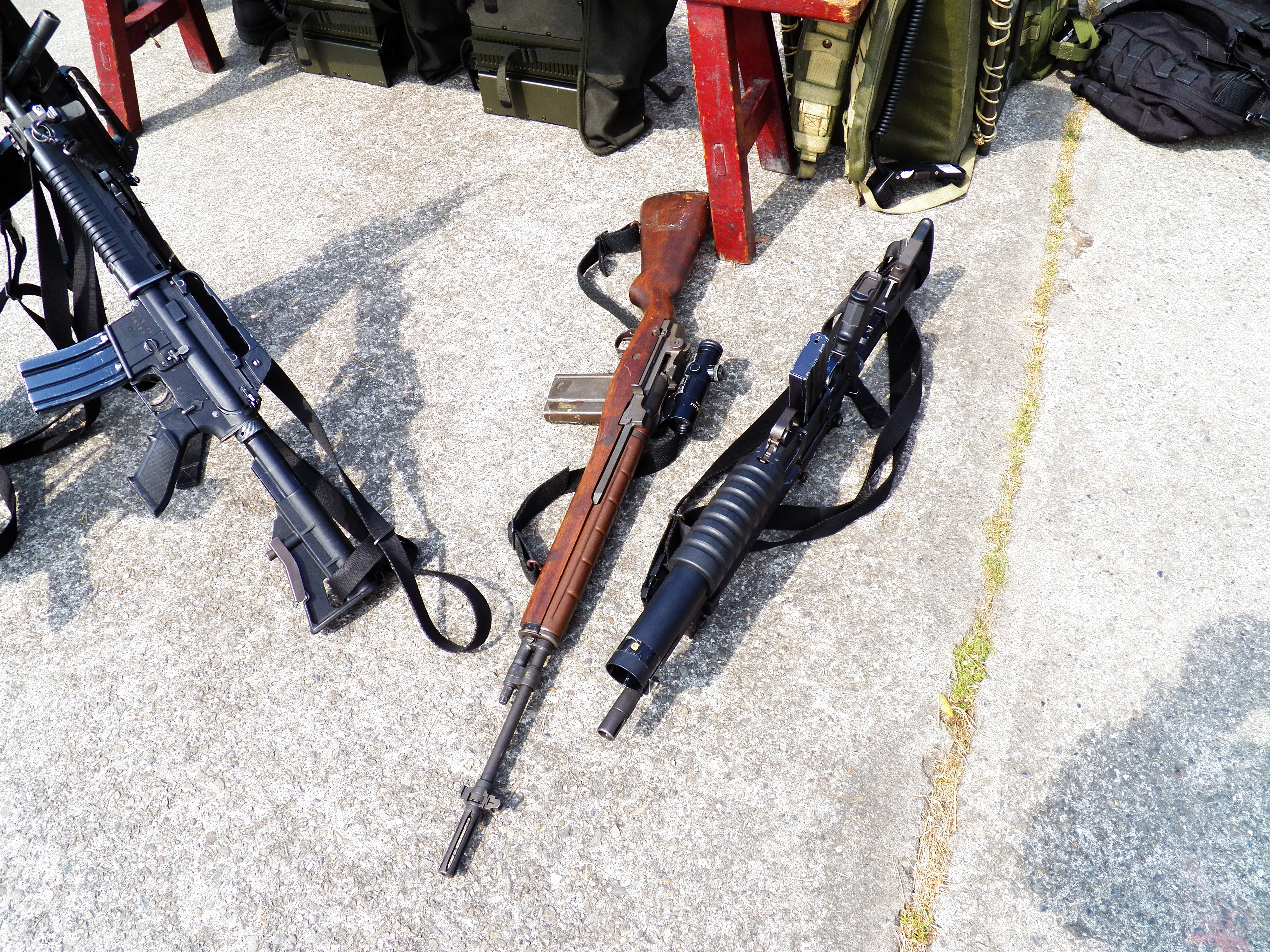
陸軍特戰小組的狙擊用57式步槍（中）與加裝T85榴彈發射器的T91戰鬥步槍（右）。
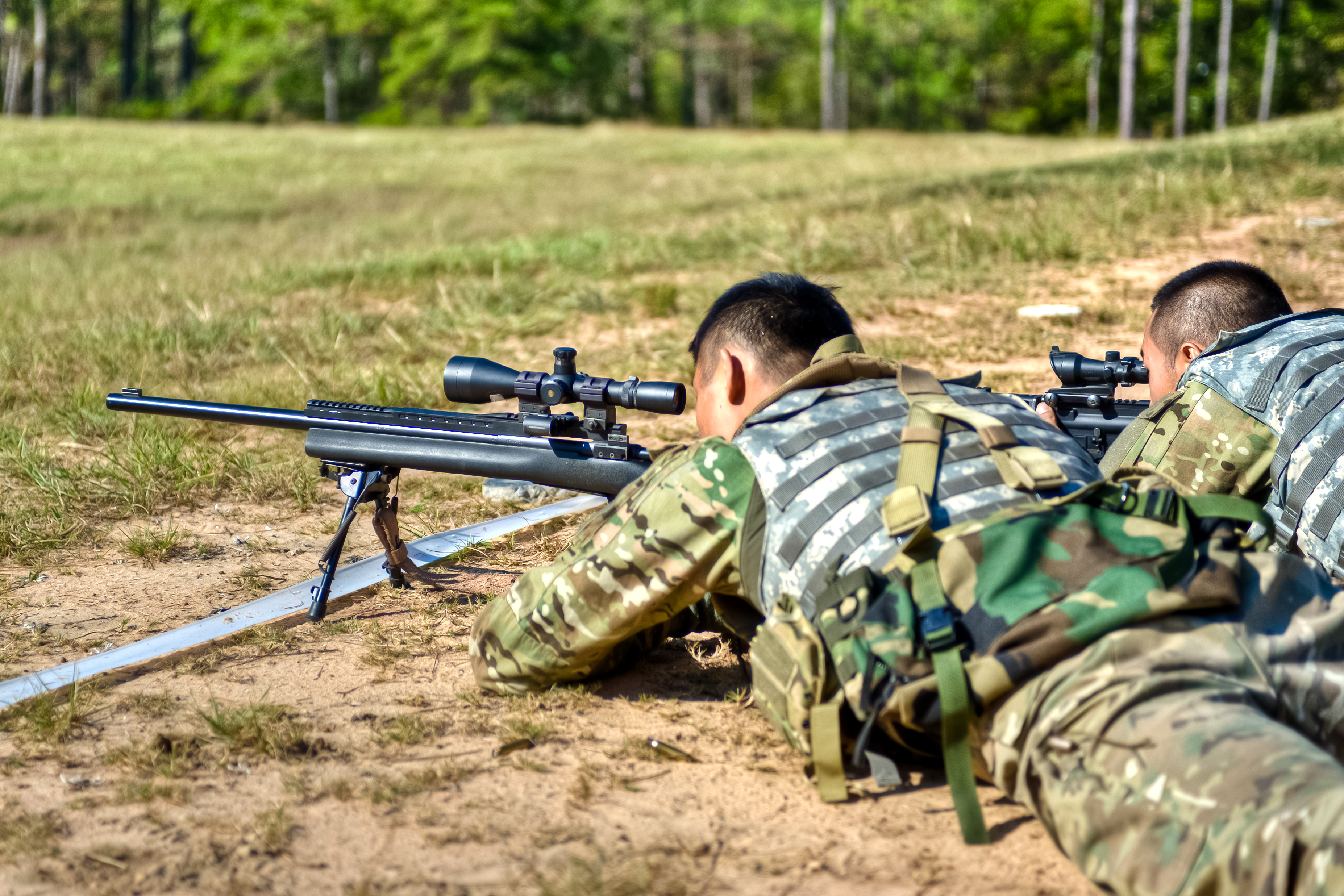
T93狙擊步槍
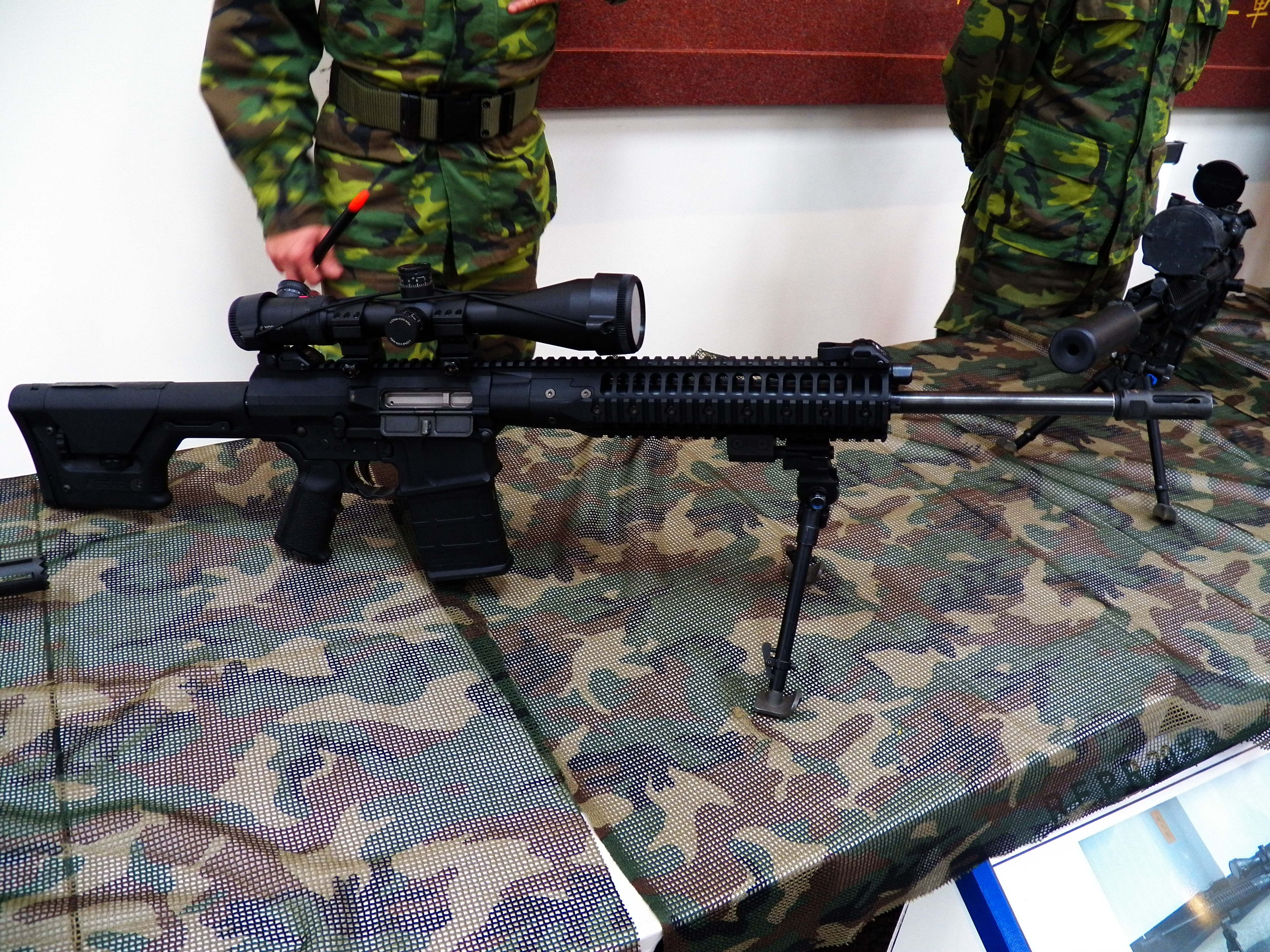
陸軍R.E.P.R.20狙擊步槍（英语：LWRC REPR）
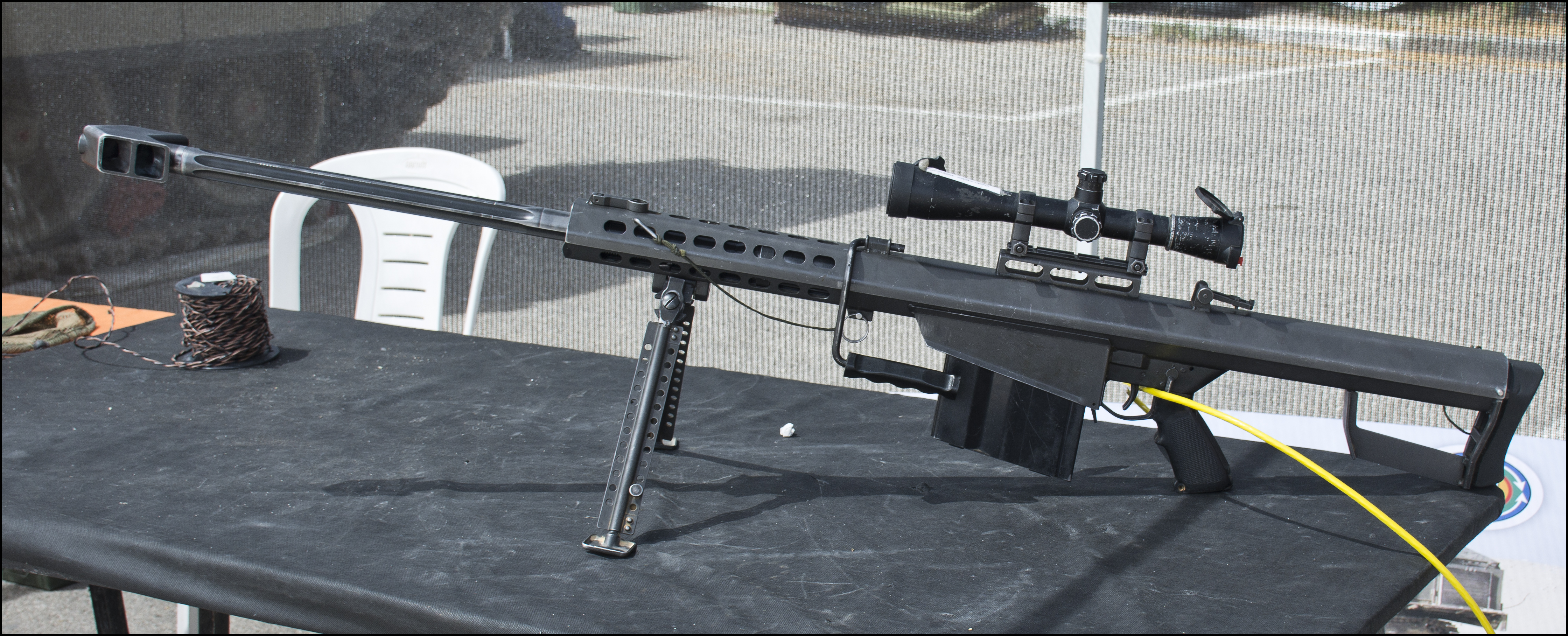
巴雷特M82A1狙擊步槍
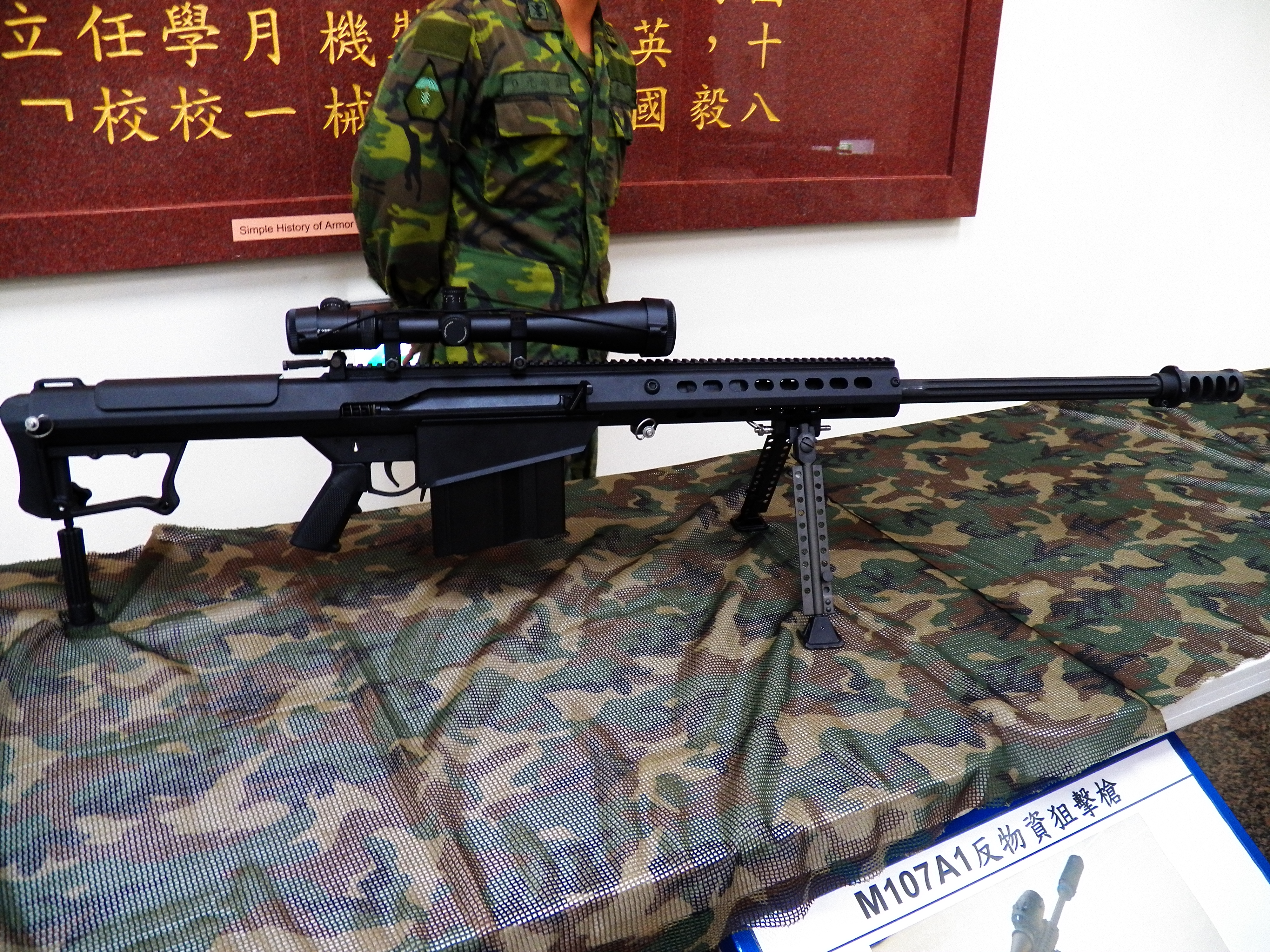
巴雷特M107A1狙擊步槍
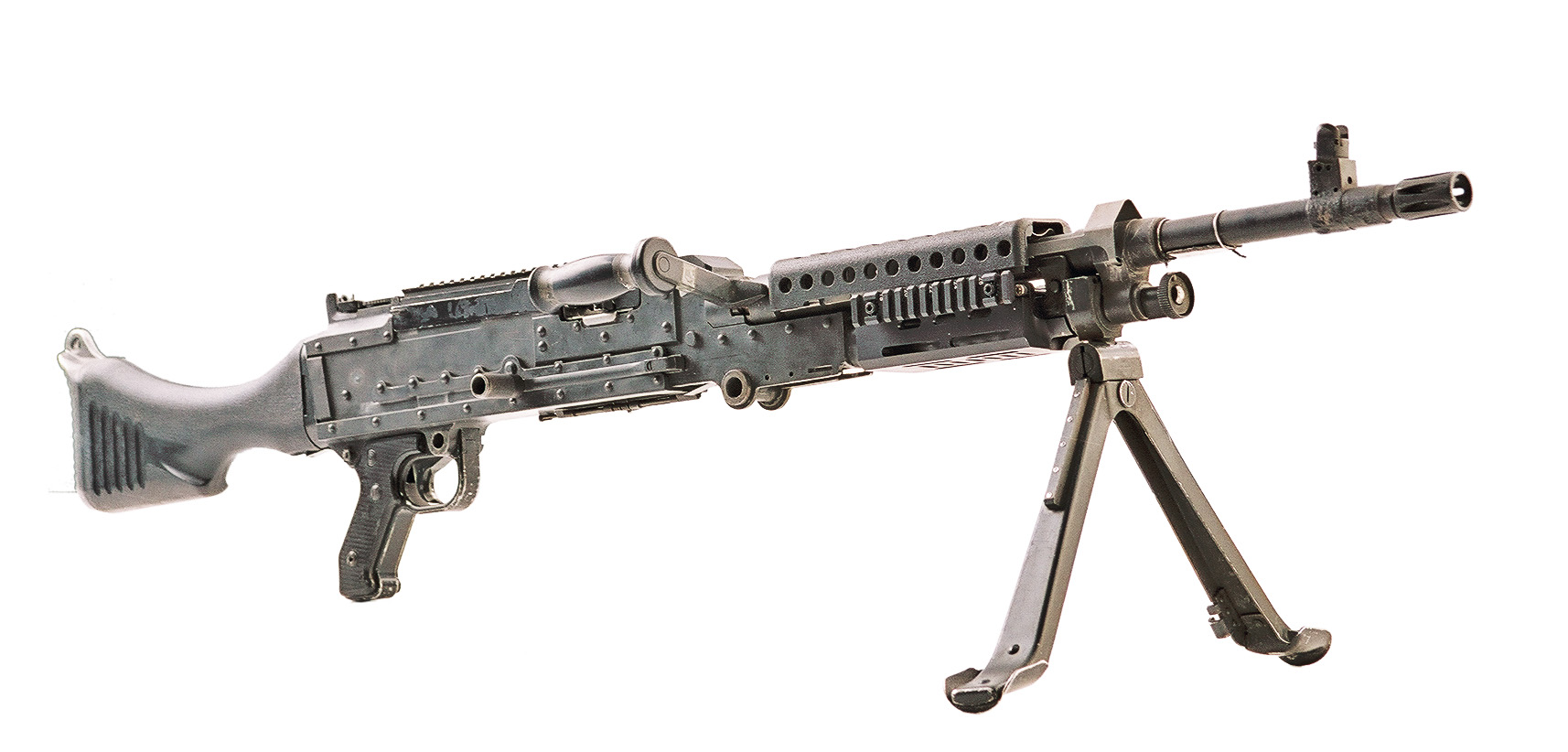
M240通用機槍
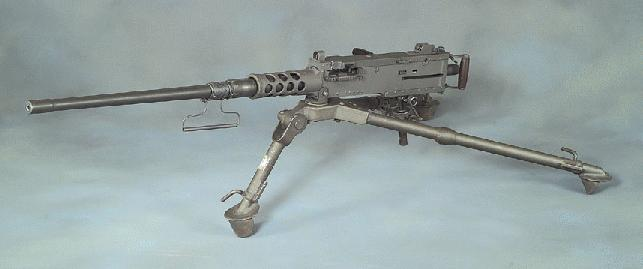
M2重機槍
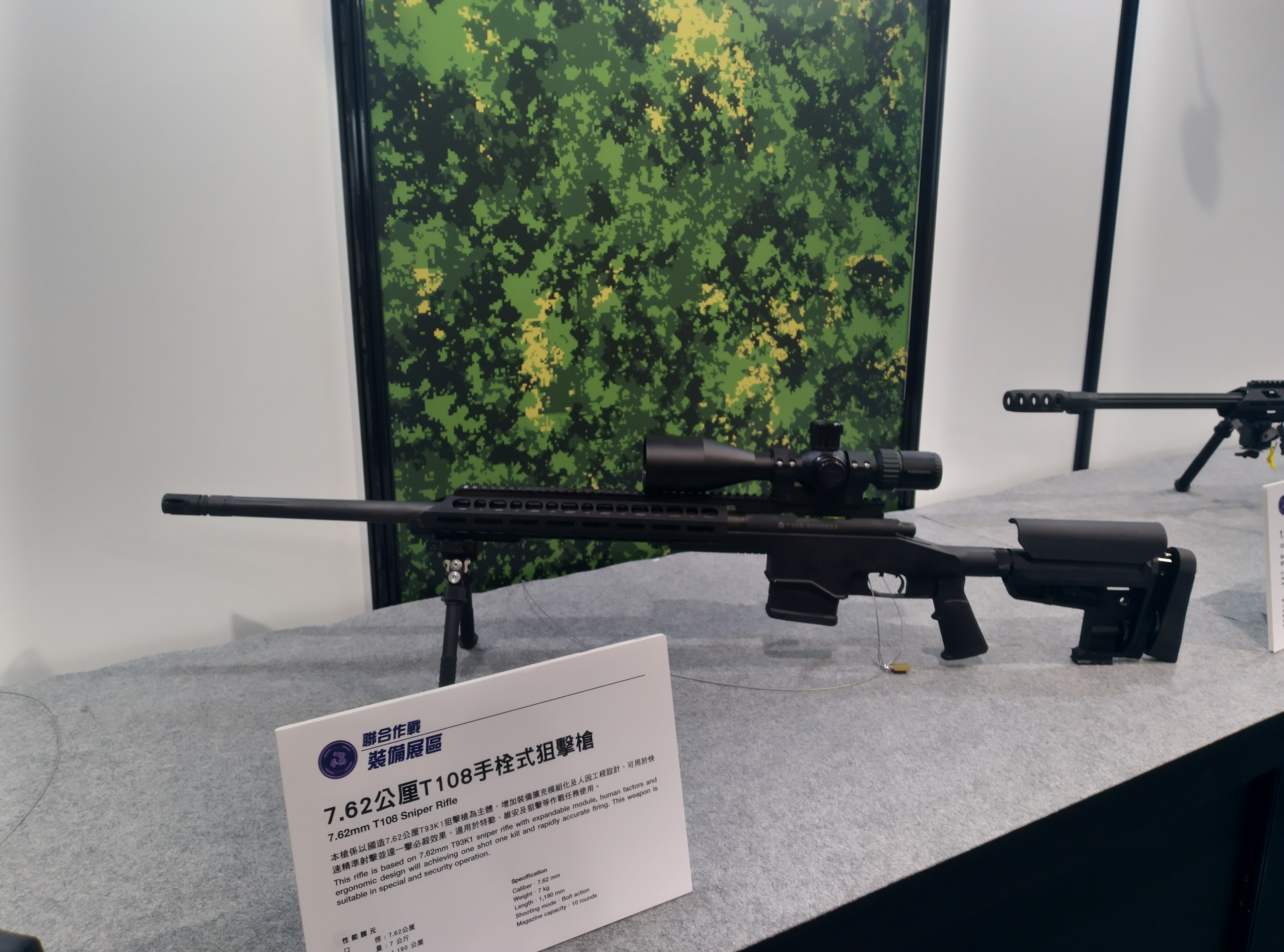
T108狙擊步槍
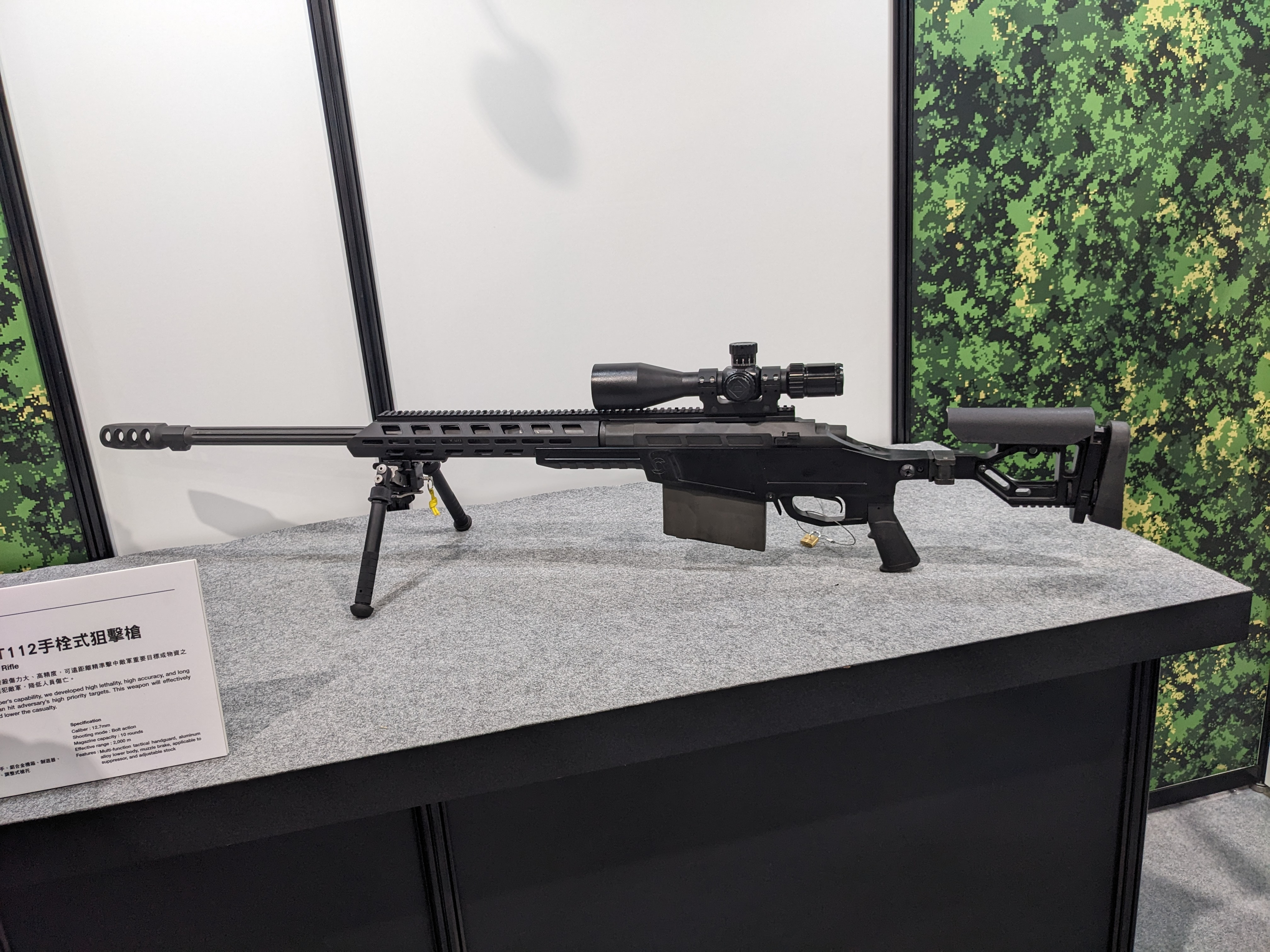
T112狙擊步槍
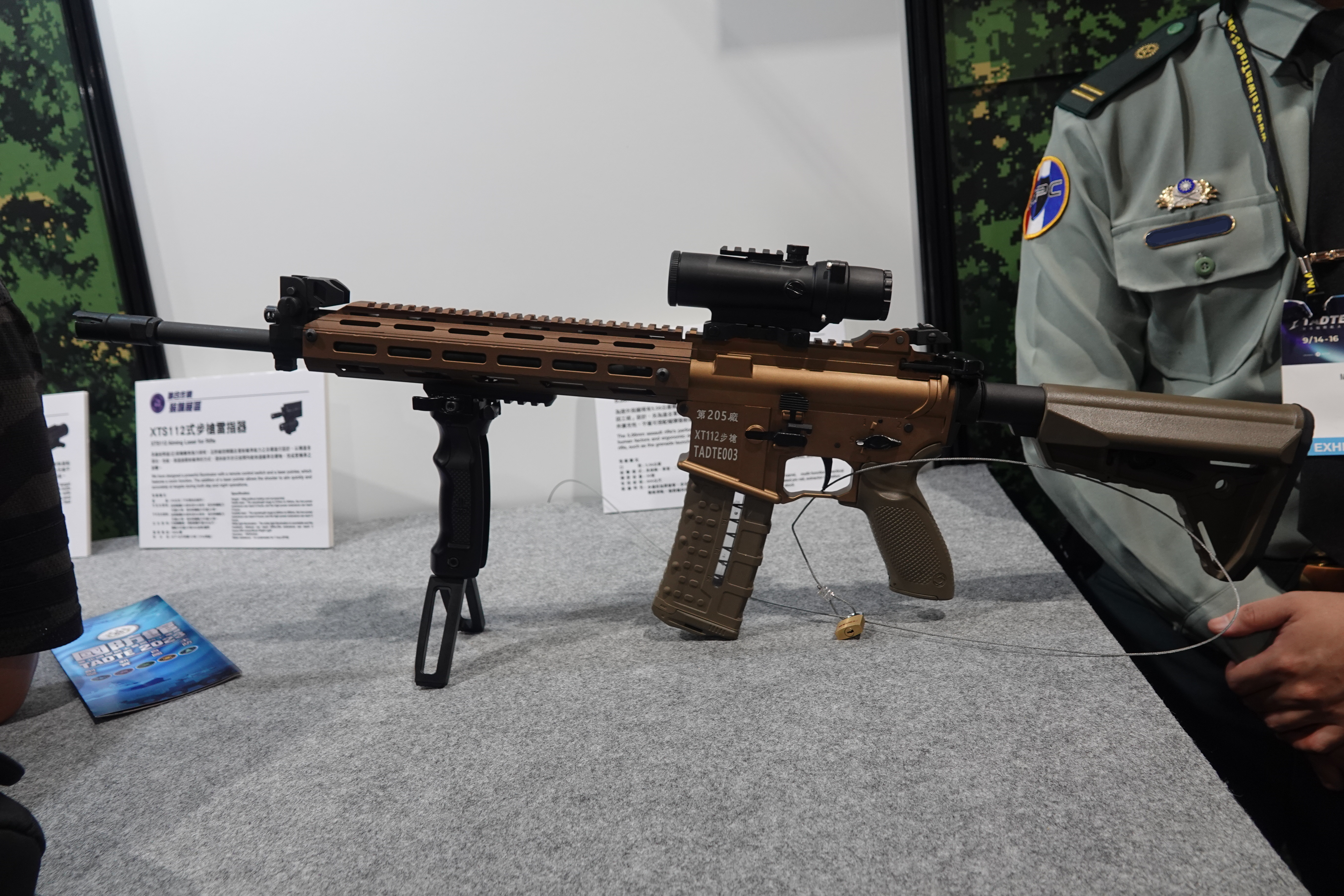
T112戰鬥步槍
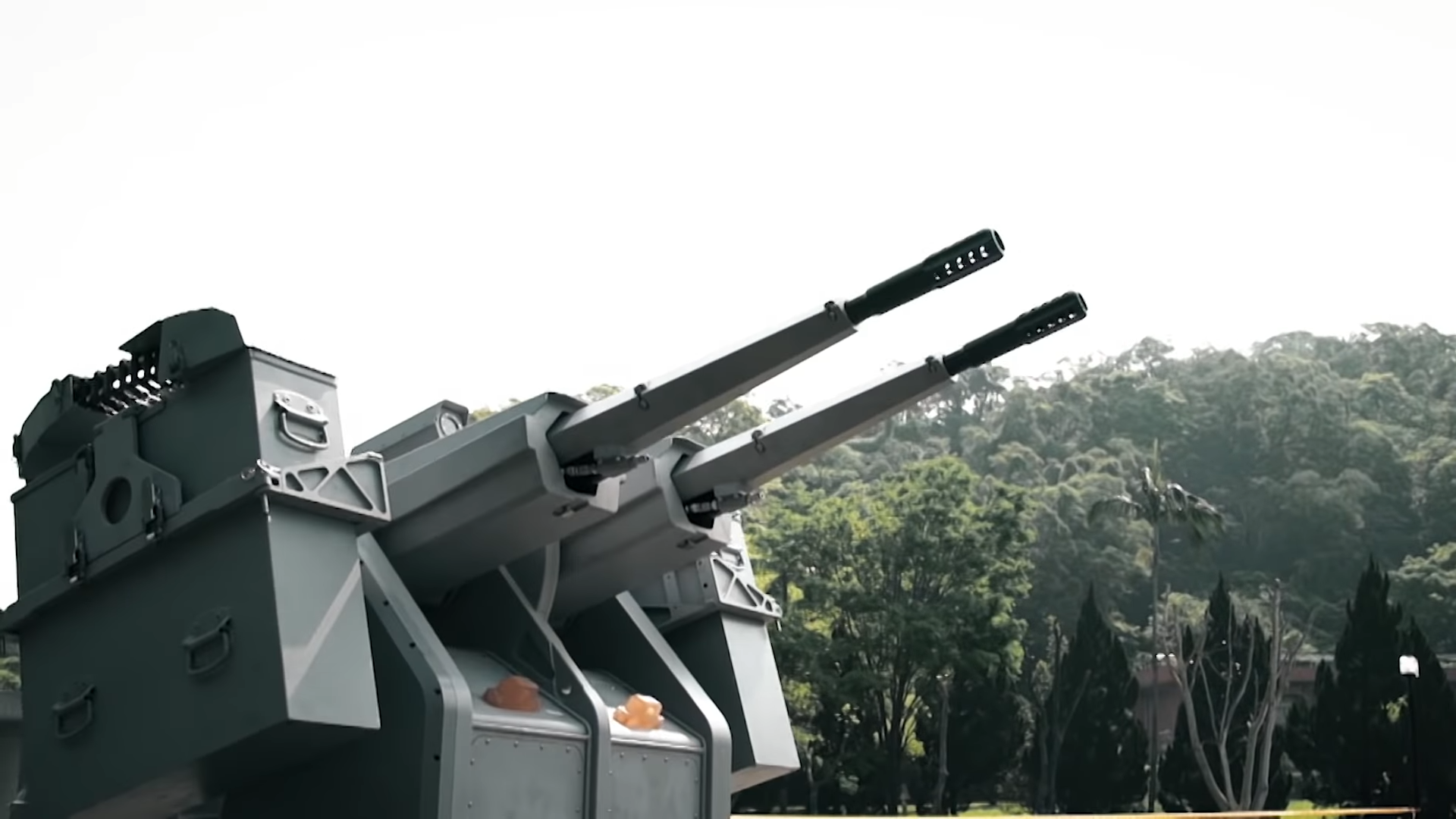
XTR-102雙管獨立光電式遙控槍塔

### 聯戰指管
- 戰術區域通信系統、衛星通信系統、野戰數位交換機、高高頻無限接收器。

## 採購計劃
車輛相關採購計畫
- 「九陣專案」：採購14套[82]美製火山車載布雷系統、首批7套2023年底運交，後續7套2026年運交[83]。
- 「轟雷專案」：29輛海馬斯多管火箭及附屬裝備等、首批11套已交付。[84]
- 「新型油罐車」：77輛（2024-2027年）[85]
- 「105公厘輪型戰車」：預計222輛（2024-2036年）[86]
- 「銳捷專案」：M1A2T戰車108輛(含16輛M1070A1/M1000)[87]，第二批次已交付目前共計80輛。[88]
- 「銳捷專案」：M88A2裝甲救濟車[89]
- M60A3TTS戰車升級，已納入「中華民國國軍五年兵力整建計畫」中，由中科院為M60A3TTS戰車進行戰車砲控、射控、觀瞄系統與引擎進行升級[90]。2023年國防部公告，向美國原廠引擎製造商RENK America採購460具M60A3全新「AVDS-1790-2CAU」引擎與零附件，與台灣廠商協助生產，2028年3月全部完成[91][92]。
- M60A3TTS戰車砲管更換，預算8.36億元，向國防部軍備局202廠採購L7主砲所需用的戰車砲管，此次向軍備局202廠採購M60A3戰車所需用戰車砲管的數量，約為戰車數量的三分之一。合約已在2024年6月中旬生效，規劃到2028年年底前完成戰車砲管的交貨[93][94]。
- 「玄甲專案」：軍備局計畫在2022年起開始研製國軍戰甲車所需的「主動防護系統」及「複合式」裝甲，專案耗資約9.5億元[95]。
- 「鐵騎專案」：中華民國國防部軍備局生製中心第209廠研製偵搜戰鬥車，預計2024年10月完成初期作戰測評。[96][97]
- 「城市型救護車」：250輛（2022-2026年）[98]
- 「野戰型救護車」[99]
- 「M109A7帕拉丁自走砲」，已獲美方同意出售，已啟動建案程序於2026年國防預算編列執行。[100]

飛彈相關採購計畫
- 「獵隼專案」：陸劍二防空飛彈（2019-2026年，新型野戰防空系統）[101]，預算約143億元，用以汰換八軍團所使用的檞樹飛彈。依據國防部預算書，「新型野戰防空武器系統」採購項目包括飛彈246枚、發射載具29套、接戰管制與相位陣列雷達次系統6套[102][103]
- 「獵犀專案」：400枚標槍飛彈、42套系統，計畫執行至2024年[104]
- 「獵狸專案」：採購1,240~1,700枚無線導引版拖式二B飛彈（TOW-2B RF）、發射器57套、100輛M1167型悍馬車[104][105]
- 「FIM-92刺針便攜式防空飛彈」：人攜式短程防空飛彈，第一階段將在2019年至2025年採購250枚、發射系統108套及敵我識別器108套[106]

根據114年度國防部預算書顯示，陸軍增購1985枚肩扛式刺針飛彈，發射系統549套，敵我識別器549套，海軍增購的45枚肩扛式刺針飛彈丶15套發射系統及15套敵我識別器，預計於2031年全數運交。
火箭彈相關採購計畫
- 「雷昇專案」：雷霆2000多管火箭系統研發增程100公里[108]
- 「雷霆2000多管火箭」：113-115年，編列18億354萬2千元，購置由中科院所委製的「雷霆2000高爆火箭彈」，包含了MK30及MK45戰備彈[109]。
- 「紅隼反裝甲火箭」：2022年9月委託中科院量產5000枚，預算台幣4億元，預計2022年10月起開始進行生產，預計在2023年11月底前交貨完成[110]。2023年8月再次向中科院下單，根據國防部公佈的最新決標公告顯示，這次採購的數量達到5962具，預計在2025年11月底前分批交貨[111]。
- 「紅隼反裝甲火箭訓練雷指器」：向中科院系統製造中心480萬元採購60套，訓練雷指器結合發射模組及接收器，受訓者向標靶扣下板機，就可以驅動雷射，只要命中標靶區，就會以蜂鳴器與閃燈示意[112]。

無人機相關採購計畫
- 「戰術型近程無人飛行載具」：110至112年度，編列7億7998萬9千元，採購50套[113][114]。113年至115年，編列12億8015萬元預算，再籌購201架[115]
- 「目獲型無人機」：編列5億6659萬元、於113至114年採購72架[116]。
- 「微型無人機」：採購原型機，分別由中光電智能機器人股份有限公司、雷虎科技股份有限公司、經緯航太科技股份有限公司分別得標，總決標金額達到1042萬1340元[117]，2024-2025年執行，採購320架[118]。
- 「無人攻擊艇」：船長10.06公尺、寬2.6公尺、馬力370匹馬力、極速達33節，耐風力6級。操作可分手控和遙控，手控有4名乘員，控制距離達60公里，能傳輸指令、數據、影像及影音等，酬載則有攝影機、射頻干擾器及射譜模擬器等[119]。
- 「無人機反制系統」：編列預算9億8963萬8千元採購26套無人機反制系統，全案預定2024年3底公開招標，6月完成POC驗證後，採最有利標評選出得標廠商[120]。
- 「監偵中繼型無人機」預計633架，可垂直起降，偵察50公里以上，也要具備與陸軍直升機數據傳輸的能力。其中135架要有遠距雷射測距、標定功能，並可即時追蹤海上目標動態。無人機須具備90浬（約166公里）以上時速、最高升限高於3000呎（約914公尺），以及100公里以上的最大航程，標準型號須可滯空60分鐘以上，可在5級風以上環境操作，另外全機載重50公斤以下，可依任務模組化選配搭載，並藉由裝備運輸車輛載運，偵察距離須達50公里以上，並配備光學偵蒐系統感測器，要有夜間熱顯像、數位變焦鏡頭、高畫質攝影能力，目獲影像可即時回傳，且要有至少512GB、可擴充的儲存功能。另外，這型機要有5G、WIFI及無線電多重中繼能力，可與陸軍現役直升機進行數據傳輸[121]。

雷達相關採購計畫
- 「新型目獲雷達系統」：2022至2026年編列32億4749萬8000元，採購11套「蜂眼雷達」，以及65部雷情顯示器與附屬裝備，藉此取代已逾壽期10年、性能老舊且已停產的PSTAR雷達[122]。

槍械彈藥相關採購計畫
- 「班用機槍」：2060挺班用機槍（含維修保養周轉量）[123]
- 「120公厘迫擊砲」：87門120公厘迫擊砲
- 「81公厘迫擊砲」：107門81公厘迫擊砲[124]
- 「精準空投傘具」：12套[125]
- 「狙擊手專用輔助設備」：130套由陸軍統籌建案配發各軍[125]
- 「新型野戰通信系統」[126]
- 「新式重型狙擊槍」12.7公厘重型狙擊槍[127]
- 「T112戰鬥步槍」[128][129]，2025至2028年採購8萬6114把[130]，2025年採購首批2萬5千把，供陸軍第一線主戰部隊換裝，但每把單價還在精算中[131]。根據114年國防預算書，T112步槍採購全案編列81億元，執行期程從114年到118年，計畫分5年採購新型步槍及附屬裝備，其中陸軍預算為69億6225萬元、憲兵預算9億3602萬元[132]。
- 「步槍瞄具」，配合XT112步槍，計劃自2024年起起同步籌購「內紅點（反射式）」及「先進戰鬥光學」等兩項瞄準鏡，且先進戰鬥光學瞄準鏡辨識距離可達1200公尺[129]
- 「M21手榴彈練習彈」：2021年至2025年度，預算9千萬元委託中科院生產6萬枚「M21式附M205A2引信」手榴彈練習彈，這批練習彈的單價為1500元[133]。
- 「Mk 2手榴彈引信」：2024至2028年度，預算3億7200萬元委託中科院生產，將為陸軍籌獲產製24萬枚Mk 2手榴彈所需M204A2引信，單價約1550元[133]。
- 「M67手榴彈」：2024至2026年度，向美國採購M67手榴彈，總金額新台幣10億2960萬元，估計總採購量將高達70萬枚左右[134]。

單兵個人裝備相關採購計畫
- 「單兵攜行急救包」：採購8萬8775組（2023-2027年），5年分批逐步採購[135]
- 「T-11B人員空降傘具」：原廠將技轉209廠，包括含傘具製作、維修、損壞鑑定、傘材檢驗標準技術資料等[136]
- 「氣墊床」：2024年2月至2025年，編列3502萬5440元採購，採最低標採購，標案顯示，決標單價每床491.5元，以總決標金額推算，採購數目約5萬2160床左右。將供教召、義務役等部隊行軍時，野外搭帳棚宿營之用[137]。
- 「新式抗彈板」：新式抗彈板於2023年完成研發測評，2024年進行軍種驗證，這款重量低於2.2公斤的新式裝備，可抵擋3發5.56公厘國造TC74式鋼芯彈、美製M855鋼芯彈不被貫穿，預計2025年起逐步量產，預計2025年採購6萬組，總計採購16萬組，總經費約16億。軍備局研發新一代抗彈板將參考美軍ESAPI規範，訂定符合國軍戰鬥需求及體型人因抗彈背心標準，有效強化並提升官兵戰場防護力[138][139]。

## 戰史
- 東征戰爭：1925年－1926年
- 北伐戰爭：1926年－1928年
- 抗日戰爭：1937年－1945年
- 國共內戰
  - 第一次：1927年－1937年
  - 第二次：1945年－1949年
- 兩岸對峙：1949年－至今

## 外部連結
- 中華民國陸軍 （页面存档备份，存于）